# 東海大学
東海大学（とうかいだいがく、英: Tokai University、公用語表記：東海大学）は、東京都渋谷区富ヶ谷二丁目10番2号に本部を置く旧制大学の私立大学。1942年創立、1946年大学設置。大学の略称は東海（とうかい）、東海大（とうかいだい）。

## 概観

### 大学全体

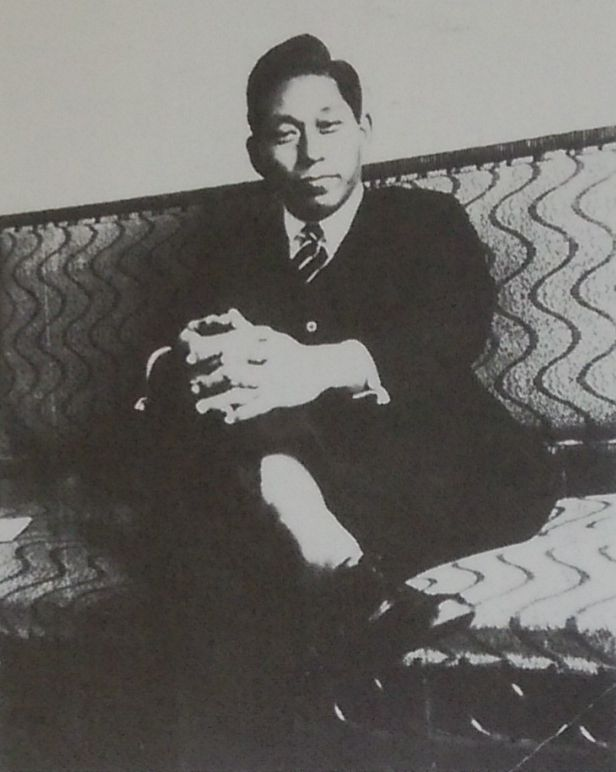
創立者の松前重義

1942年12月に創立した財団法人国防理工学園が、国防理工科大学の設立構想の一環として、旧・専門学校令により、1943年4月に航空科学専門学校を開設。第二次世界大戦の終戦日の1945年8月15日付で同一法人内の電波科学専門学校と合併し東海専門学校となり、同年10月に東海科学専門学校と改称。1946年に旧・大学令によって、旧制東海大学に昇格。学制改革に伴い、1950年４月に新制東海大学となった。
創立者は、逓信省（現・総務省・NTT等）工務局長で、後に逓信院の総裁となる工学博士・松前重義。松前は、「戦後資源の乏しい日本の発展には、科学技術の開発と平和利用が必要だ」と述べている。東海大学は、創立者の精神を受け継ぎ、明日の歴史を担う強い使命感と豊かな人間性をもった人材を育てることにより、「調和のとれた文明社会を建設することのできる人材を育成する」という理想を高く掲げている。
東海大学は当初、静岡県清水市清水区三保に本部を、東京都内に分校を設置していた。しかし、戦後の劣悪な社会的・経済的な混乱により、一時は学園閉鎖の危機に瀕する。その窮状を脱するため1955年、東京都の学校法人名教学園と合併。これを機に東京都渋谷区富ヶ谷に本部を置く大学となった。2008年4月には、同一法人内の九州東海大学および北海道東海大学、東海大学短期大学部高輪キャンパスを改組・再編して、東海大学本体に統合させた。
全国にキャンパスを展開する日本有数の総合大学である。
2018年度の志願者数は52,022人で日本の私立大学 の中で第15位である。

### 建学の精神

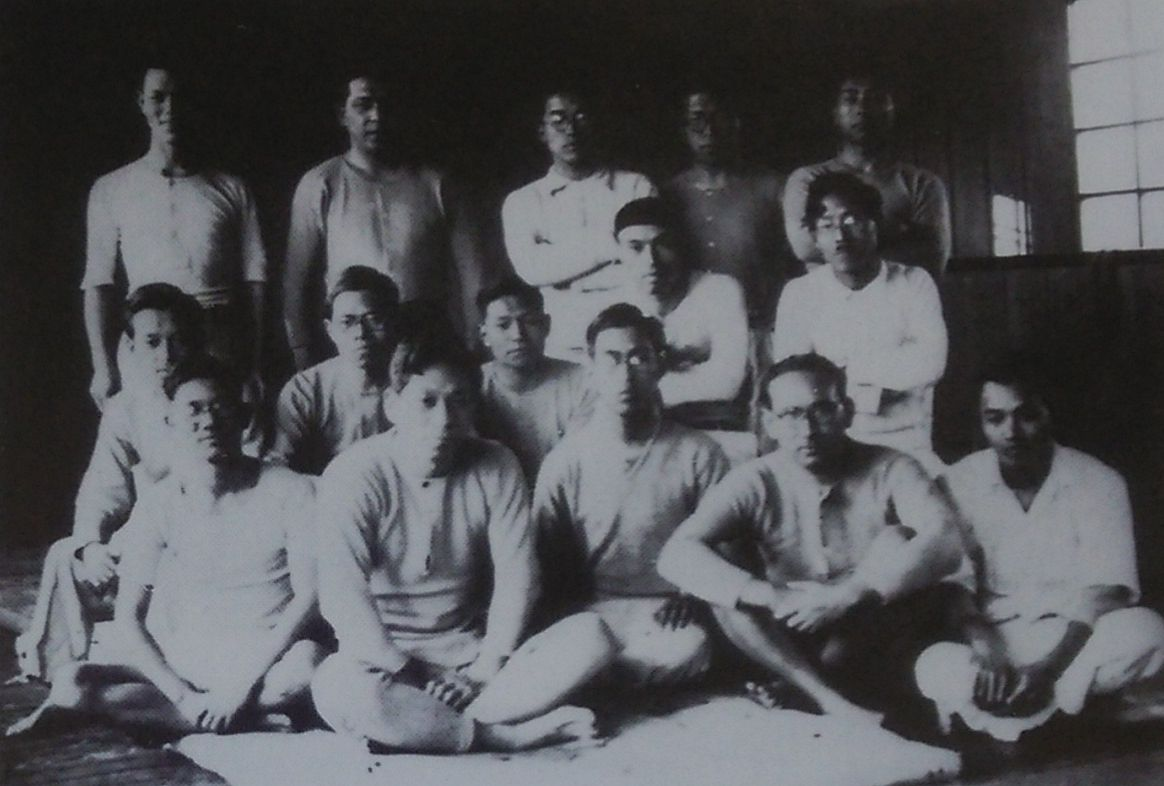
望星学塾での松前重義（前列左から2番目）と篠原登（前列右から2番目）

創立者・松前重義が唱えた、下記の「教育の指針」が、それに準じた扱いを受けている。これは、学校法人東海大学の母体となっている望星学塾に掲げられていた四つの言葉であり、それがそのまま引き継がれたものである。ここでは、身体を鍛え、知能を磨くとともに、人間、社会、自然、歴史、世界に対する幅広い視野をもって、一人ひとりが、人生の基盤となる思想を培い、人生の意義について共に考えつつ、希望の星に向かって生きていこうと語りかけている。
- 若き日に 汝の思想を培え
- 若き日に 汝の体躯を養え
- 若き日に 汝の智能を磨け
- 若き日に 汝の希望を星につなげ

#### 教育理念
人文科学と自然科学の融合による確固たる歴史観、国家観、世界観を把握させ、「文理融合」を目指し、知識偏重教育を取らず幅広い視野と柔軟な発想力を持つ人材の育成を目指している。また、教育・研究機関として人材、知識、技術、機能を有し、常に教育改革を推進し、最新の研究に取り組むとともに、その成果の社会への還元に努めることを目標としている。

### 教育および研究
大学別特許登録件数（2012年） では、特許登録件数 18位（私立大学：日本大学9位、慶應義塾大学10位、早稲田大学15位）、民間企業からの受託研究実施件数 8位（私立大学：近畿大学1位、立命館大学2位、早稲田大学3位、東京女子医科大学4位、慶應義塾大学・日本大学5位）となっている。
例年、全論文国内共著相手としては、東京大学との共同研究数（例：2009-2013の間では281本の共著論文）が1位となっている他、京都大学（例：2009-2013の間では158本の共著論文）などの旧帝国大学や慶應義塾大学（例：2009-2013の間では193本の共著論文）との共同研究が盛んである。また、全論文国際共著相手の1位が、Harvard University（例：2009-2013の間では45本の共著論文）となっている。さらに、国際共著率に着目すれば、フランス、ドイツの割合も上昇傾向にあり、フランスやドイツとの共同研究の割合は10パーセント台となっている。
平成24年度の科学研究費補助金（新規採択＋継続分）は、342件、総額540,100,000円であった が、平成27年度の科学研究費補助金（新規採択＋継続分）は、358件（新規件数122件）、総額610,480,000円と増加された。採択件数としては、私立大学7位となった。
平成28年10月13日、文部科学省研究振興局が発表した平成28年の科学研究費補助金（新規採択＋継続分）では、374件（新規件数135件）、総額677,300,000円とさらに増加された。しかしながら、東京理科大学が平成27年度採択件数326件から平成28年度では381件と増加したことを受け、順位の逆転となり、東海大学は、採択件数私立大学8位となった。また、同志社大学が採択件数366件、横浜市立大学が357件、横浜国立大学が300件と軒並み採択件数を上昇させてきていることから、学術研究分野における競争が、促進されつつあるといえる。

### 学風および特色

#### 学風
「現代文明論1・2」を全学部・学科・専攻に必修科目として課している。「現代社会のさまざまな事象を幅広く取り上げることとともに、現代文明の誕生までの経緯、現代文明の諸問題、これからの現代文明のあり方について、学生に考えさせて広い視野を身に付ける」という創立者の意図によって、設置された科目である。創立者が存命していた時は、創立者自らが数千人の学生に対して、一度に講義をしていた歴史がある。

#### 特色
財団法人国防理工学園（電波兵器技術養成所他）の学統を継承した理工系の伝統校である。日本有数の総合大学として、先進的にデュアルユース研究に取り組んでいる。2022年7月、日本学術会議（当時梶田隆章会長）がデュアルユース研究へ軟化姿勢をとる見解を示して以来、日本学術会議のかかる見解に基づき、デュアルユース研究が日本全国の大学に定着したこと（安全保障技術研究推進制度への応募件数の急増））と平仄を合わせる。
東海大学創立者松前重義は国会議員として科学技術庁設置を主導し、冷戦期の1986年、東海大学宇宙情報センターを設立した。東海大学では航空宇宙工学の研究開発（人工衛星、ロケット技術他）を推進した。1961年航空自衛隊航空総隊初代航空総隊司令官に就任した松前未曾雄（陸士 38期、陸大 49期）は松前重義の従弟であるなど、創立者松前重義の周囲は最先端科学技術への理解が深く、戦後の日本の科学技術振興のため、東海大学は理系教育へ重きを置いてきた。冷戦期においても、東海大学は自衛隊の受託研究を受け入れてきた。また、松前重義はエネルギーの重要性に鑑み、原子力基本法案を中曽根康弘（のち首相）他とともに提出設立させた。1956年、東海大学に我が国初の原子力工学専攻を設けた。自主防衛主義者の松前は自衛隊創設時の国会内での防衛庁設置法案（内閣提出第九四号）と自衛隊法案（内閣提出第九五号）の審議に於いて、作戦遂行のための武器やレーダーなどの防衛装備の国産化（生産力・補給ラインの確保）の提言や外国勢力による対日有害活動への警備公安活動の重要性についても指摘している。
日本で初めて、民放FM局である「FM東海」（現・エフエム東京(TOKYO FM)） を開局した。
医学部において、日本初の「ドクターヘリ」の試行的事業を開始した。また、「クリニカルクラークシップ」をいち早く導入している。
日本で唯一、海について総合的に学べる海洋学部が設置されている。また、旅客船と海洋調査船の両方を兼ね備えている「望星丸」を所有している。
広報メディア学科や文明学科など、日本ではあまり設置されていない学科が存在している。また、日本でも数少ない北欧言語（デンマーク語・スウェーデン語・ノルウェー語・フィンランド語）の専門学科のある文化社会学部北欧学科を設置している。
日本の国内大学で初めて、2006年にプロ・パイロットの養成コースである工学部航空宇宙学科航空操縦学専攻を開設した。全日本空輸や航空大学校と連携している。同専攻の学生は訓練を行うため、アメリカ・ノースダコタ州グランドフォークスにあるノースダコタ大学航空宇宙学部へ留学する。また10年代より、CAの採用出身者大学の1つとして急伸している。
大規模な大学には珍しく常勤者の教職員組合は無く、役職者は全て任命制である。

### プロジェクト活動
大規模な学生のプロジェクト活動に対して、プロジェクトコーディネーターやプロジェクトアドバイザーなどの教職員を配置し、活動資金・活動場所等の支援体制を実現した「スチューデントアチーブメントセンター」がある。プロジェクト活動や対応する授業科目を通して、「自ら考える力」「集い力」「挑み力」「成し遂げ力」といった社会的実践力を学生に身に付けさせている。

### キャンパス間留学制度
全国に7キャンパスを有し、多数の研究施設を有している総合大学としてのメリットを生かし、在籍地区以外のキャンパス・施設に留学する「キャンパス間留学制度」を設け、学生の学びを後押ししている。この制度利用を促進するために、奨学金の給付、アパート・下宿紹介などの支援を行っている。
学生が複数の分野について学び視野を広げることを目的として、他学部・他学科の科目についても、そのほとんどを履修することができる自由度の高いカリキュラムを設定している。自己の在籍しているキャンパスに留まらず、他のキャンパスの授業についても同様である。

### 大学名
「東海」とは、「アジアの東にある世界最大の海洋である太平洋を表しており、太平洋のように大きく豊かな心、広い視野を育てたい」という願いが込められている。
また、東海地方に創立したための名称であり、東京に移転後も湘南キャンパス開設により、東海道沿いに所在するため、国内の地域名を冠した大学名であるのも事実である。

### ランキング

#### 世界大学ランキング
- 2006年度、英国「タイムズ」紙が発行する別冊「THES」が2006年の世界大学ランキングを発表し、2006年度時点では日本の私立大学第3位の評価を受けていた。当時、ベスト500にランキングされた日本の大学は33校（国公立大学26校／私立大学7校）で、東海大学は322位であった。
- 大学の規模が大きく、学術研究機関として評価されていることから、「2013 edition of the QS.com Asian University Rankings」によると、東海大学は、第142位のランキングを記録している[17]。文系分野も高い評価を得ている[18]。また、中国等のアジア圏でも話題となっている。国際共著率に着目をすれば、中国との共同研究が、10パーセント台となっている。
- 卒業生の就業力ランキングについては、QS Graduate Employability Rankings 2016にて、総合部門で世界トップ200[19] にランクインし、キャンパスにおける企業の採用活動状況では、世界第11位[19] となる。
- The Times Higher Education Asia University Rankings 2016では191-200位となる[20]。
- QS World University Rankings by Region 2016では231-240位となる[20]。
- QS世界大学ランキング2016/2017では701+位[21] となる。
- 「THE Asia University Rankings 2016」及び「QS World University Rankings by Region 2016」の両方でランクインした日本の私立大学は、早稲田大学、慶應義塾大学、東京理科大学、近畿大学、東海大学の5大学のみである[21]。
- 東海大学の広報による2016年9月7日報道では[22]

| ランキングされた916校のうち日本の大学は39校、私立大学でランクインしたのは早稲田大学、慶應義塾大学、青山学院大学、同志社大学、立命館大学、東京理科大学と本学の計7校という結果でした。 |

となっている。
- イギリスの大学評価機関（QS）が毎年公表している世界大学ランキングにおいて、本学がランクインしている[23]。このランキングは、大学ごとに「研究者からの評価」「学生1人あたりの教員数」「外国人教員比率」「留学生比率」「教員1人あたりの論文引用数」などの基準で評価した総合点を算出し、ランキング形式で発表された。今回QS社が集計したデータは10万件以上となり、そのデータに基づき、実際にランキングされた大学は1,000校となっている。

| ランキングされた1,000校のうち日本の大学は43校、私立大学でランクインしたのは慶應義塾大学、早稲田大学、上智大学、東京理科大学、青山学院大学、同志社大学、明治大学、立命館大学と本学の計9校という結果でした。 |

となっている。
- 毎年注目を集める英国の「Times Higher Education : THE」による世界大学ランキングで本学がランクインしている[24]。THEの世界ランキングは「教育」、「研究」、「知識移転」、「国際的視野」などの面で厳しい基準が課され、一方のQSは、世界の大学を「研究者からの評価」「企業による評判」「学生1人あたりの教員数」「外国人教員比率」「留学生比率」「教員1人あたりの論文引用数」の総合点を算出し、ランキング形式で発表された。

| 6月に発表された「Quacquarelli Symonds : QS」と双方の世界大学ランキング最新版において、日本の私立大学では、慶應義塾大学、早稲田大学、東京理科大学、上智大学、明治大学、立命館大学、同志社大学と本学の8校がランクインしました。 |

となっている。
- 毎年注目を集める英国の「Times Higher Education : THE」による世界大学ランキングの「Clinical, pre-clinical & health subject ranking」（医療分野別ランキング）で本学が401-500位にランクインしている[25]。今回発表された2018年度版でランキングされた500校の内、日本の大学でランクインしたのは計26校（私立大学は6校）。THEの世界ランキングは「教育」、「研究」、「知識移転」、「国際的視野」などの面で厳しい基準が課され、ランキング形式で発表された。

| 本学の国内順位は14位、私立大学の中では4位でした。 |

となっている。

#### 国内ランキング
- 株式会社リクルートの「高校生に聞いた大学ブランドランキング」では、東海大学は関東エリアにおいて「志願度」全体17位、男子19位、理系18位となっており、「順位を上げた大学（5ランク以上）」[26] と報道された。知名度では、男子15位、理系15位となっている[27]。
- 大学ランキング2017年版（AERAムック）採用ランキングによると、東海大学は自衛官3位（警察官3位、消防士7位）である。
- 大学ランキング2017年版（AERAムック）によると、東海大学は、中学校教員採用数7位、高校教員採用数18位、大学図書館ランキング蔵書冊数17位（2,602,770冊）、女子学生ランキング（女子学生数）16位（7,757人）、外国人留学生ランキング（学部）17位、女性教員ランキング3位、外国人教員ランキング18位、技術士合格者数23位、一級建築士合格者数25位、インターンシップ参加学生総数206人となっている。さらに、論文引用度指数ランキング（トムソン・ロイター）他機関との共同研究による引用獲得率9位、研究業績ランキング（エルゼビア）掲載論文（2011-2015年）総論文数31位となっている。募集力ランキングとしては、志願者の推移（2015年。2011年との比較）総志願者の増加数 7位 14,590人の増加となった。

## 沿革

### 望星学塾までの歴史

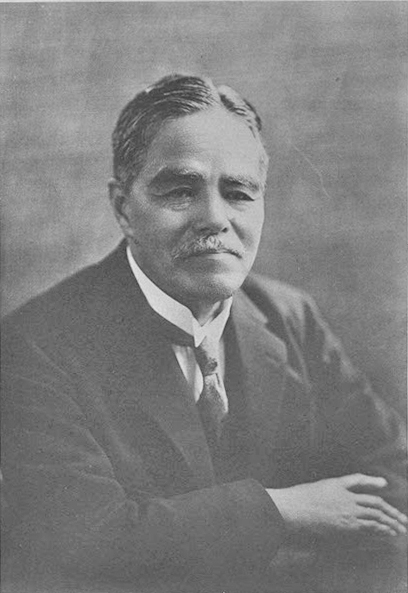
内村鑑三

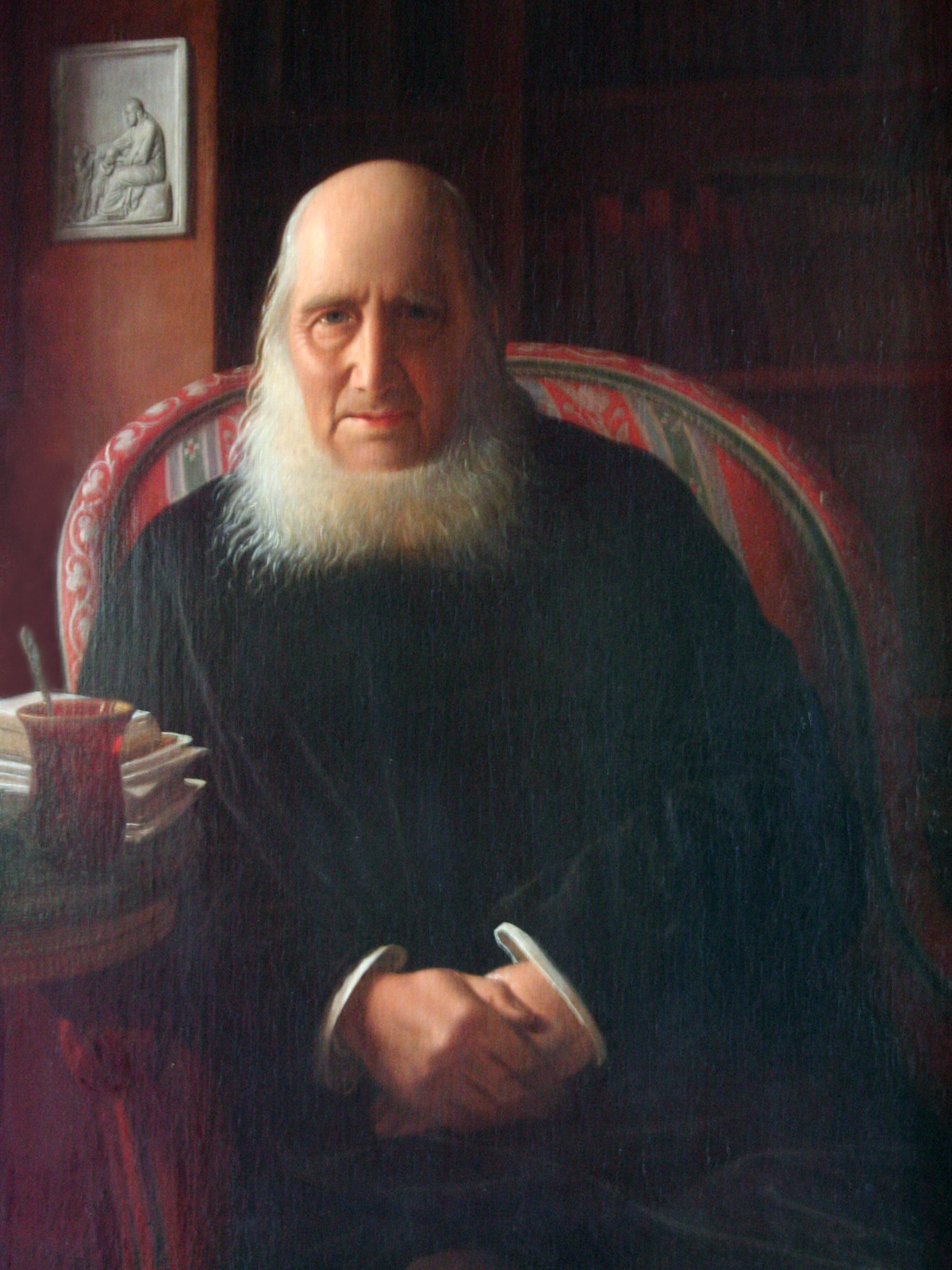
グルントヴィ

新しい通信技術の開発に従事するなかで「人生いかに生きるべきか」について思い悩み、そこにおいて松前重義は内村鑑三の思想と人類の救済を説く情熱的な訴えに深く感銘した。
1925年には内村鑑三の集会に参加をした。また、そのなかでプロシアとの戦争に敗れ、疲弊した国を教育によって再興させたデンマークの歩みを知る。特に、精神的支柱となったニコライ・フレデリク・セヴェリン・グルントヴィが提唱する国民高等学校（フォルクホイスコーレ、国民大学）の姿を知り、そこに教育の理想の姿を見出したのである。「生きた言葉による学校」、「民衆のための大学」といわれた国民高等学校の教育は教師と学生が生活をともにし自由に社会を論じ哲学を語り合う活気に満ちた学校であった。
1934年に松前重義はその教育事情を視察するため、デンマークを訪問した。そこで得たものは、学校とは「歴史観、人生観、使命感を把握せしめ、以て個々の完成に努力することにある」べきだということであった。そして、この教育こそが豊かな酪農王国デンマークを築く原動力になっていることを目の当たりにしたのであった。この体験を通して松前重義は「国づくりの基本は教育にあり、教育を基盤として平和国家日本を築こう」と決意をしたのである。
松前重義はかねてから妻の信子や、松前重義の理想に共鳴する友人の篠原登、大久保真太郎などの数人の同志とともに、教育研究会という小さな集まりを持ち、シュバイツァーやペスタロッチなどの人生・思想を研究していた。そして、無装荷ケーブル通信方式の発明により、電気学会から「浅野博士奨学祝金」を受けると、これを基金の一部として念願の教育事業を開始する。1936年、東京都武蔵野に望星学塾を開設した。
ここでは、デンマークの国民高等学校の教育を範としながら、対話を重視し、ものの見方・考え方を養い、身体を鍛え、人生に情熱と生き甲斐を与える教育をめざすもので、聖書の研究を中心として日本や世界の将来を論じ合う、規模は小さくとも理想は大きく、活気のある学習の場であった。この塾が東海大学の母体となっている。

### 学校法人（経営母体）と学校（教育機関）の変化
| 学校法人（経営母体）                                                                  | 学校（教育機関）                                                                | 学校（教育機関）                                                                | 学校（教育機関） | 学校（教育機関） |
| ------------------------------------------------------------------------------------- | ------------------------------------------------------------------------------- | ------------------------------------------------------------------------------- | ---------------- | ---------------- |
| 財団法人電気通信工学校 1937年（昭和12年）10月14日設立認可 - 1944年（昭和19年）9月21日 | 電気通信工学校 1937年（昭和12年）10月21日設立認可 - 1945年（昭和20年）9月21日   | 電気通信工学校 1937年（昭和12年）10月21日設立認可 - 1945年（昭和20年）9月21日   | 理工科学校       |                  |
| 財団法人電気通信工学校 1937年（昭和12年）10月14日設立認可 - 1944年（昭和19年）9月21日 | 東海理工学校 1945年（昭和20年）9月21日改称認可 - 1947年（昭和22年）3月          |                                                                                 | 理工科学校       |                  |
| 財団法人電気通信工学校 1937年（昭和12年）10月14日設立認可 - 1944年（昭和19年）9月21日 | 東海高等通信工学校 1947年（昭和22年）3月改称認可 - 1965年（昭和40年）3月        |                                                                                 | 理工科学校       |                  |
| 財団法人国防理工学園 1942年（昭和17年）12月8日設立認可 - 1945年（昭和20年）8月15日    | 電波兵器技術養成所 1944年（昭和19年）2月1日設立認可 - 1945年（昭和20年）8月15日 | 電波兵器技術養成所 1944年（昭和19年）2月1日設立認可 - 1945年（昭和20年）8月15日 | 理工科学校       |                  |
| 財団法人国防理工学園 1942年（昭和17年）12月8日設立認可 - 1945年（昭和20年）8月15日    | 航空科学専門学校 1943年（昭和18年）4月8日設立認可 - 1945年（昭和20年）8月15日   | 航空科学専門学校 1943年（昭和18年）4月8日設立認可 - 1945年（昭和20年）8月15日   | 旧制専門学校     |                  |
| 財団法人国防理工学園 1942年（昭和17年）12月8日設立認可 - 1945年（昭和20年）8月15日    | 電波科学専門学校 1944年（昭和19年）4月18日設立認可 - 1945年（昭和20年）8月15日  |                                                                                 | 旧制専門学校     |                  |
| 財団法人東海学園 1945年（昭和20年）8月15日改称認可 - 1946年（昭和21年）5月1日         | 東海専門学校 1945年（昭和20年）8月15日合併認可 - 1945年（昭和20年）11月26日     | 東海専門学校 1945年（昭和20年）8月15日合併認可 - 1945年（昭和20年）11月26日     | 旧制専門学校     |                  |
| 財団法人東海学園 1945年（昭和20年）8月15日改称認可 - 1946年（昭和21年）5月1日         | 東海科学専門学校 1945年（昭和20年）11月26日改称認可 - 1950年（昭和25年）3月     |                                                                                 | 旧制専門学校     |                  |
| 財団法人東海大学 1946年（昭和21年）5月1日改称認可 - 1951年（昭和26年）3月7日          | 旧制東海大学 1946年（昭和21年）5月1日設立認可 - 1953年（昭和28年）3月31日       | 旧制東海大学 1946年（昭和21年）5月1日設立認可 - 1953年（昭和28年）3月31日       | 旧制大学         |                  |
| 学校法人東海大学 1951年（昭和26年）3月7日組織変更認可 - 現在                          | 新制東海大学 1950年（昭和25年）4月1日設立認可 - 現在                            | 新制東海大学 1950年（昭和25年）4月1日設立認可 - 現在                            | 新制大学         |                  |

### 年表
| 年表 | 沿革 |
| ---- | --- |
| 1936 | 東京都武蔵野に望星学塾を開設。 |
| 1942 | 12月 静岡県静岡市清水区三保に学園創立。 |
| 1943 | 4月 航空科学専門学校を静岡県静岡市清水区三保に開校。 |
| 1943 | 12月 航空科学専門学校を静岡県静岡市清水区駒越に移転。 |
| 1944 | 4月 電波科学専門学校を東京都中野区江古田に開校。 |
| 1945 | 8月 航空科学専門学校と電波科学専門学校を統合し、東海専門学校と改称。 |
| 1945 | 8月 本校を静岡県静岡市清水区駒越、分校を東京都小金井市貫井に開設。 |
| 1945 | 10月 東海専門学校を東海科学専門学校と改称。 |
| 1946 | 5月 大学令による旧制大学として旧制東海大学として開学。 |
| 1946 | 5月 経文学部、予科を駒越、理工学部を三保に開設。 |
| 1948 | 4月 経文学部の予科文科を第一予科と改称。理工学部の予科理科を第二予科と改称。科学研究所を三保に開設。 |
| 1949 | 4月 経文学部に経済学科を新設。理工学部に電気工学科、応用理学科（物理、化学）専攻を新設。 |
| 1950 | 4月 新制東海大学として開学。 |
| 1950 | 4月 文学部に文学科を駒越に新設。工学部に（電気工学科、応用理学科、建設工学科）を三保に新設。科学研究所を産業科学研究所に改称。 |
| 1950 | 4月 東海大学付属図書館を開館。 |
| 1955 | 1月 工学部を代々木キャンパス（東京都渋谷区）に開設。 |
| 1956 | 4月 工学部の電気工学科、応用理学科を改組し、電気工学科（電力工学、通信工学）専攻、応用理学科（工業化学、原子力工学）専攻を新設。 |
| 1957 | 4月 工学部に電気工学科電子工学専攻を新設。 |
| 1958 | 4月 文学部を代々木キャンパスに移転。 |
| 1958 | 4月 工学部に応用理学科金属工学専攻を新設。 |
| 1958 | 4月「現代文明論」の講義開始。 |
| 1959 | 4月 文明研究所を代々木キャンパスに開設。水産研究所を三保に開設。 |
| 1960 | 3月 ＦＭ放送実用化試験局「FM東海」認可。 |
| 1960 | 4月 文学部の文学科を改組し、（史学科、英文学科）を新設。 |
| 1960 | 4月 工学部の建設工学科を改組し、建設工学科（建築学、土木工学）専攻を新設。 |
| 1960 | 5月 代々木キャンパスにて超短波放送実用化試験局「FM東海」の放送を開始。現在のTOKYO FMの母体となる。 |
| 1961 | 4月 文学部に広報学科を新設。 |
| 1961 | 5月 工学部に経営工学科を新設。 |
| 1961 | 6月 工学部に機械工学科を新設。 |
| 1961 | 7月 工学部第二部に（電気工学科、応用理学科、建設工学科）を代々木キャンパスに開設。 |
| 1962 | 4月 工学部に応用理学科（応用数学、応用物理）専攻を新設。工学部第二部に機械工学科を新設。 |
| 1962 | 4月 工学部、文学部、海洋学部の教養課程を相模キャンパス（神奈川県相模原市南区）で開始。 |
| 1962 | 4月 海洋学部に海洋工学科（海洋計測工学、海洋土木工学）、海洋資源学科（海洋資源学、海洋生物資源学）専攻を清水キャンパス（静岡県静岡市清水区）に開設。 |
| 1962 | 月不明 東海大学 海洋調査実習船、「東海大学丸」が就航。 |
| 1963 | 4月 工学研究科に（電気工学、応用理学）専攻修士課程を新設。 |
| 1963 | 4月 工学部第二部を第二工学部と改称。第二工学部に（電気工学科、応用理学科工業化学専攻、建設工学科建築学専攻、機械工学科）を新設。 |
| 1963 | 5月 文学部、工学部、海洋学部の教養課程を湘南キャンパス（神奈川県平塚市）に移転。 |
| 1964 | 4月 工学研究科に建築学専攻修士課程を新設。 |
| 1964 | 4月 理学部に（数学科、物理学科、化学科）を湘南キャンパスに開設。 |
| 1964 | 4月 工学部の機械工学科を改組し、機械工学科（動力機械、生産機械）工学専攻を新設。 |
| 1964 | 4月 留学生別科・日本語研修課程、留学生課程を新設。 |
| 1964 | 12月 基礎社会科学研究所を代々木キャンパスに開設。 |
| 1965 | 4月 工学研究科の電気工学専攻修士課程を電気工学専攻博士課程前期、応用理学専攻修士課程を応用理学専攻博士課程前期と改称。（電気工学、応用理学）専攻博士課程後期を新設。 |
| 1965 | 4月 文学部に文明学科アジア専攻、日本文学科を新設。 |
| 1965 | 4月 理学部の数学科を改組し、数学科（基礎数学、応用数学）専攻を新設。 |
| 1965 | 4月 工学部に（電気工学科制御工学専攻、光学工学科、機械工学科精密機械工学専攻）を新設。電気工学科電力工学専攻を電気工学科電気工学専攻、応用理学科応用物理専攻を応用理学科計測工学専攻と改称。応用理学科応用数学専攻を理学部数学科に移行。 |
| 1965 | 4月 第二工学部の電気工学科を改組し、電気工学科（電気、通信）工学専攻を新設。 |
| 1965 | 4月 各学科、専門課程を順次、湘南キャンパスに移転。 |
| 1966 | 4月 工学研究科の建築学専攻修士課程を建築学専攻博士課程前期と改称。（土木工学専攻修士課程、建築学専攻博士課程後期）を新設。 |
| 1966 | 4月 文学部に文明学科ヨーロッパ専攻を新設。 |
| 1966 | 4月 政治経済学部に（政治学科、経済学科）を湘南キャンパスに新設。 |
| 1966 | 4月 工学部の電気工学科（通信、電子）、応用理学科（工業、金属）工学専攻を改組し、（通信工学科、電子工学科、工業化学科、金属材料工学科）を新設。建設工学科建築学専攻を建築学科、建設工学科土木工学専攻を土木工学科と改称。 |
| 1966 | 4月 教養課程を行う福岡教養部を福岡キャンパス（福岡県宗像市）に開設。 |
| 1966 | 4月 海洋学部に船舶工学科を新設。水産研究所を改組し、海洋研究所を開設。 |
| 1967 | 4月 工学研究科に機械工学専攻修士課程を新設。 |
| 1967 | 4月 海洋学研究科に（海洋工学、海洋資源学）専攻修士課程を新設。 |
| 1967 | 4月 文学部に北欧文学科を新設。 |
| 1967 | 4月 体育学部に体育学科を湘南キャンパスに新設。 |
| 1967 | 4月 工学部に航空宇宙学科を新設。 |
| 1967 | 4月 教養課程を行う札幌教養部を札幌キャンパス（札幌市南区）に開設。 |
| 1968 | 1月 東海大学 海洋調査実習船、「東海大学丸二世」が就航。 |
| 1968 | 4月 理学研究科に（数学、物理学、化学）専攻修士課程を新設。 |
| 1968 | 4月 工学研究科の土木工学専攻修士課程を土木工学専攻博士課程前期と改称し、土木工学専攻博士課程後期を新設。 |
| 1968 | 4月 文学部の史学科を改組し、史学科（日本史、東洋史、西洋史）課程を新設。 |
| 1968 | 4月 教養学部に（生活学科、芸術学科）を湘南キャンパスに新設。 |
| 1968 | 4月 体育学部に武道学科を新設。 |
| 1968 | 4月 工学部の金属材料工学科を改組し、金属材料工学科（機械、電気）材料専攻を新設。応用理学科計測工学専攻を応用理学科応用物理専攻と改称。 |
| 1968 | 4月 海洋学部の海洋工学科海洋計測工学専攻を海洋工学科、海洋工学科海洋土木工学専攻を海洋土木工学科、海洋資源学科海洋資源学専攻を海洋資源学科、海洋資源学科海洋生物資源学専攻を水産学科と改称。 |
| 1969 | 4月 文学研究科に（史学、英文学）専攻修士課程開設。 |
| 1969 | 4月 海洋学研究科の海洋工学専攻修士課程を海洋工学専攻博士課程前期、海洋資源学専攻修士課程を海洋資源学専攻博士課程前期と改称。（海洋工学、海洋資源学）専攻博士課程後期を新設。 |
| 1969 | 4月 教養学部の（生活学科、芸術学科）を改組し、生活学科（生活科学、生活経済学）、芸術学科（音楽学、美術学、産業芸術）課程を新設。 |
| 1969 | 4月 工学部の電気工学科電気工学専攻を電気工学科、電気工学科制御工学専攻を制御工学科と改称。 |
| 1969 | 4月 芸術研究所を湘南キャンパスに開設。 |
| 1970 | 4月 理学研究科の数学専攻修士課程を数学専攻博士課程前期、物理学専攻修士課程を物理学専攻博士課程前期、化学専攻修士課程を化学専攻博士課程前期と改称。（数学・物理学・化学）専攻博士課程後期を新設。 |
| 1970 | 4月 工学研究科の機械工学専攻修士課程を機械工学専攻博士課程前期と改称、工業化学専攻修士課程、機械工学専攻博士課程後期を新設。 |
| 1970 | 4月 海洋学部の水産学科を改組し、海洋科学科、水産学科（漁業コース、増殖コース、遠洋漁業コース）を新設。 |
| 1970 | 4月 学生生活研究所を湘南キャンパスに開設。 |
| 1970 | 5月 東海大学海洋科学博物館を開館。 |
| 1970 | 9月 学校法人東海大学 ヨーロッパ学術センターをデンマークコペンハーゲン郊外に開設。 |
| 1971 | 4月 文学研究科の史学専攻修士課程を史学専攻博士課程前期、英文学専攻修士課程を英文学専攻博士課程前期と改称。（史学、英文学）専攻博士課程後期を新設。 |
| 1971 | 4月 政治学研究科に政治学専攻修士課程を新設。 |
| 1971 | 4月 工学研究科に航空宇宙学専攻修士課程を新設。 |
| 1971 | 4月 体育学部に社会体育学科を新設。 |
| 1971 | 4月 工学部の応用理学科原子力工学専攻を原子力工学科、応用理学科応用物理専攻を応用物理学科、金属材料工学科（機械、電気）材料専攻を金属材料工学科、機械工学科動力機械工学専攻を動力機械工学科、機械工学科生産機械工学専攻を生産機械工学科、機械工学科精密機械工学専攻を精密機械工学科と改称。 |
| 1971 | 7月 東海大学 海洋調査実習船、初代「望星丸」が就航。 |
| 1972 | 4月 工学研究科の工業化学専攻修士課程を工業化学専攻博士課程前期と改称。（電子工学、光工学）専攻修士課程、工業化学専攻博士課程後期を新設。 |
| 1972 | 4月 海洋学専攻科遠洋漁業専攻を新設。 |
| 1972 | 4月 文学部の広報学科を改組し、広報学科（広報メディア、情報社会）課程を新設。 |
| 1972 | 4月 教養学部に国際学科を新設。 |
| 1972 | 4月 教育工学研究所を湘南キャンパスに開設。 |
| 1973 | 4月 阿蘇キャンパス（熊本県阿蘇郡南阿蘇村）を開設。 |
| 1973 | 4月 政治学研究科の政治学専攻修士課程を政治学専攻博士課程前期と改称。政治学専攻博士課程後期を新設。 |
| 1973 | 4月 芸術学研究科の（音響芸術・造型芸術）専攻修士課程を新設。 |
| 1973 | 4月 工学研究科の航空宇宙学専攻修士課程を航空宇宙学専攻博士課程前期と改称。金属材料工学専攻修士課程、航空宇宙学専攻博士課程後期を新設。 |
| 1973 | 4月 海洋学部の水産学科を改組し、水産学科漁業コースを水産学科水産資源開発課程、水産学科増殖コースを水産学科増殖課程、水産学科遠洋漁業コースを航海工学科と改称。 |
| 1973 | 4月 沼津教養課程を沼津キャンパス（静岡県沼津市）に開設。 |
| 1974 | 1月 沼津教養課程を沼津教養部と改称。 |
| 1974 | 3月 学校法人東海大学 情報技術センターを開設。 |
| 1974 | 4月 東海大学 銀嶺荘を開設。 |
| 1974 | 4月 文学研究科に（文明研究、日本文学、広報学）専攻修士課程を新設。 |
| 1974 | 4月 工学研究科の電子工学専攻修士課程を電子工学専攻博士課程前期、光工学専攻修士課程を光工学専攻博士課程前期と改称。（電子工学、光工学）専攻博士課程後期、経営工学専攻修士課程を新設。 |
| 1974 | 4月 海洋学研究科に海洋科学専攻修士課程を新設。 |
| 1974 | 4月 政治経済学部の政治学科を改組し、経営学科、政治学科（政治学、地方行政）課程を新設。 |
| 1974 | 4月 理学部の数学科（基礎数学、応用数学）専攻を改組し、数学科と改称。情報数理学科を新設。 |
| 1974 | 4月 医学部（医学科）を伊勢原キャンパス（神奈川県伊勢原市）に開設。 |
| 1975 | 2月 東海大学医学部付属病院を開院。 |
| 1975 | 4月 熊本キャンパス（熊本県熊本市東区）を開設。 |
| 1975 | 4月 工学研究科の金属材料工学専攻修士課程を金属材料工学専攻博士課程前期と改称。金属材料工学専攻博士課程後期を新設。 |
| 1976 | 4月 学校法人東海大学 総合研究所機構（現学校法人東海大学総合研究機構）を開設。 |
| 1976 | 4月 文学研究科の文明研究専攻修士課程を文明研究専攻博士課程前期、日本文学専攻修士課程を日本文学専攻博士課程前期、広報学専攻修士課程を広報学専攻博士課程前期と改称。（文明研究、日本文学、広報学）専攻博士課程後期を新設。 |
| 1976 | 4月 体育学研究科に体育学専攻修士課程を新設。 |
| 1976 | 4月 工学研究科の経営工学専攻修士課程を経営工学専攻博士課程前期と改称。経営工学専攻博士課程後期を新設。 |
| 1976 | 4月 海洋学研究科の海洋科学専攻修士課程を海洋科学専攻博士課程前期と改称。海洋科学専攻博士課程後期を新設。 |
| 1976 | 5月 東海大学 海洋研究所西表分室 (現・東海大学沖縄地域研究センター）を開設。 |
| 1977 | 4月 海洋学専攻科遠洋漁業専攻を海洋学専攻科海技専攻と改称。 |
| 1978 | 4月 教養学部の芸術学科産業芸術課程を芸術学科デザイン学課程と改称。 |
| 1978 | 10月 東海大学海洋調査実習船、2代「望星丸二世」が就航。 |
| 1979 | 4月 経済学研究科に応用経済学専攻修士課程を新設。 |
| 1979 | 4月 文学部に史学科考古学課程を新設。 |
| 1980 | 4月 医学研究科に（形態系、機能系、環境生態系、内科系、外科系）専攻博士課程を新設。 |
| 1980 | 4月 外国語教育センターを湘南キャンパスに開設。 |
| 1981 | 4月 経済学研究科の応用経済学専攻修士課程を応用経済学専攻博士課程前期と改称。応用経済学専攻博士課程後期を新設。 |
| 1981 | 10月 東海大学自然史博物館を開館。 |
| 1982 | 4月 建学40周年記念事業の一環として、東海大学嬬恋高原研修センター（研修厚生施設）を開設。 |
| 1982 | 4月 留学生教育センターを開設。留学生別科・日本語研修課程を別科・日本語研修課程と改称。 |
| 1982 | 8月 法学研究所を湘南キャンパスに開設。 |
| 1982 | 4月 文学部の史学科日本史課程を史学科日本史学専攻、史学科東洋史課程を史学科東洋史学専攻、史学科西洋史課程を史学科西洋史学専攻、史学科考古学課程を史学科考古学専攻と改称。 |
| 1982 | 4月 政治経済学部の経済学科を改組し、経済学科（経済学、数理経済）課程を新設。 |
| 1983 | 12月 東海大学医学部付属東京病院を開院。 |
| 1984 | 4月 東海大学医学部付属大磯病院を開院。 |
| 1984 | 11月 学校法人東海大学 松前武道センターをオーストリアウィーンに開設。 |
| 1986 | 4月 法学部に法律学科を湘南キャンパスに新設。 |
| 1986 | 4月 東海大学平和戦略国際研究所を開設。 |
| 1986 | 11月 学校法人東海大学 宇宙情報センターを開設。 |
| 1987 | 4月 留学生教育センターに日本語教育学課程を新設。 |
| 1987 | 4月 学生生活研究所と教育工学研究所を改組し、教育研究所を開設。 |
| 1988 | 4月 基礎社会科学研究所と法学研究所を合併し、社会科学研究所を開設。 |
| 1988 | 4月 東海大学松前重義記念館を開館。 |
| 1990 | 4月 法学研究科に公法専攻修士課程、（経営法、国際法比較法）専攻修士課程を新設。 |
| 1991 | 2月 東海大学パシフィックセンターをアメリカ合衆国ハワイに開設。 |
| 1991 | 4月 開発工学部を沼津キャンパスに開設。情報通信工学科、素材工学科、生物工学科、医用生体工学科を新設。 |
| 1991 | 4月 課程資格教育センターを湘南キャンパスに開設。 |
| 1992 | 4月 産業科学研究所を総合科学技術研究所と改称。 |
| 1992 | 4月 建学50周年記念事業の一環として東海大学 山中湖セミナーハウス（研修厚生施設）を開設。 |
| 1993 | 4月 法学研究科に法律学専攻博士課程を新設。 |
| 1993 | 4月 海洋学研究科の海洋資源学専攻博士課程前期を水産学専攻博士課程前期、海洋資源学専攻博士課程後期を水産学専攻博士課程後期と改称。海洋生物科学専攻修士課程を新設。 |
| 1993 | 10月 東海大学海洋調査研修船、3代「望星丸」が就航。 |
| 1995 | 4月 開発工学研究科に（情報通信工学、素材工学、生物工学、医用生体工学）専攻修士課程を開設。 |
| 1995 | 4月 医学研究科に医科学専攻修士課程を新設。 |
| 1995 | 4月 健康科学部に（看護学科、社会福祉学科）を伊勢原キャンパスに開設。 |
| 1997 | 4月 海洋学専攻科海技専攻を乗船実習課程と改称。 |
| 1997 | 4月 文学部の文明学科（アジア、ヨーロッパ）専攻を改組し、文明学科と改称。 |
| 1997 | 4月 政治経済学部の政治学科（政治学、地方行政）課程、経済学科（経済学、数理経済）課程を改組し、政治学科、経済学科と改称。 |
| 1997 | 4月 海洋研究所、先端技術センターを開設。 |
| 1998 | 4月 学校法人東海大学 教育開発研究所を開設。 |
| 1998 | 4月 海洋学部の船舶工学科をマリンデザイン工学科と改称。 |
| 1999 | 4月 健康科学研究科に（看護学、保健福祉学）専攻修士課程を新設。 |
| 2000 | 4月 学校法人東海大学 現代文明論研究センター、エクステンションセンターを開設。 |
| 2000 | 4月 文学研究科の広報学専攻博士課程前期をコミュニケーション学専攻博士課程前期、広報学専攻博士課程後期をコミュニケーション学専攻博士課程後期と改称。 |
| 2000 | 4月 海洋学部の海洋工学科を地球環境工学科と改称。 |
| 2001 | 4月 ドクターヘリの試行開始。 |
| 2001 | 4月 文学部を改組し、（文明学科、アジア文明学科、ヨーロッパ文明学科、アメリカ文明学科、北欧学科、歴史学科日本史専攻、歴史学科東洋史専攻、歴史学科西洋史専攻、歴史学科考古学専攻、日本文学科、文芸創作学科、英語文化コミュニケーション学科、広報メディア学科、心理・社会学科）を設置。 |
| 2001 | 4月 教養学部の生活学科（生活科学、生活経済学）課程を改組し、人間環境学科（自然環境、社会環境）課程と改称。 |
| 2001 | 4月 電子情報学部を湘南キャンパスに開設。（情報科学科・情報メディア学科・経営システム工学科・コンピュータ応用工学科・エレクトロニクス学科・コミュニケーション工学科・電気電子工学科）を新設。 |
| 2001 | 4月 工学部を改組し、（生命化学科、応用化学科、応用理学科光工学専攻、応用理学科エネルギー工学専攻、材料科学科、建築学科、土木工学科、精密工学科、機械工学科、動力機械工学科、航空宇宙学科）を設置。 |
| 2001 | 4月 教育支援センター、文明研究所を改組し、総合教育センター、文明研究所と社会科学研究所と芸術研究所を統合し、新たに文明研究所、未来科学技術共同研究センター、糖鎖工学研究施設を湘南キャンパスに開設。 |
| 2002 | 3月 東海大学医学部付属八王子病院を開院。 |
| 2002 | 4月 理学研究科の数学専攻博士課程前期を数理科学専攻博士課程前期、数学専攻博士課程後期を数理科学専攻博士課程後期と改称。 |
| 2002 | 4月 第二工学部の電気工学科（電気工学と通信工学）専攻、建設工学科建築学専攻を改組し、（情報システム学科、建築デザイン学科）と改称。 |
| 2002 | 4月 海洋研究所、先端技術センターをフロンティアリサーチセンター、電子計算センターを改組し、総合情報センターを湘南キャンパスに開設。 |
| 2003 | 4月 海洋学部の航海工学科を改組し、航海工学科（航海、国際物流）専攻を新設。 |
| 2004 | 4月 実務法学研究科の実務法律学専攻を代々木キャンパスに開設。 |
| 2004 | 4月 法学研究科の（公法、経営法、国際法比較法）専攻修士課程を改組し、法律学専攻博士課程前期を新設。法律学専攻博士課程を法律学専攻博士課程後期と改称。 |
| 2004 | 4月 体育学部に競技スポーツ学科を新設。社会体育学科を改組し、（生涯スポーツ学科、スポーツ・レジャーマネジメント学科）を新設。 |
| 2004 | 4月 開発工学部の（素材工学科、物質化学科）を改称し、感性デザイン学科を新設。 |
| 2004 | 4月 海洋学部に海洋文明学科を新設。 |
| 2005 | 4月 東海大学、九州東海大学、北海道東海大学の大学院を改組し、理工学系の博士課程後期を連合大学院に移行し開設。 |
| 2005 | 4月 理工学研究科の総合理工学専攻博士課程、地球環境科学研究科の地球環境科学専攻博士課程、生物科学研究科の生物科学専攻博士課程を新設。 |
| 2005 | 4月 理学研究科の数理科学専攻博士課程前期を数理科学専攻修士課程、物理学専攻博士課程前期を物理学専攻修士課程、化学専攻博士課程前期を化学専攻修士課程と改称。 |
| 2005 | 4月 工学研究科の（電気工学、電子工学）専攻博士課程前期を改組し、（情報理工学、電気電子システム工学、情報通信制御システム工学）専攻修士課程を新設。 |
| 2005 | 4月 応用理学専攻博士課程前期を応用理学専攻修士課程、光工学専攻博士課程前期を光工学専攻修士課程、工業化学専攻博士課程前期を工業化学専攻修士課程、金属材料工学専攻博士課程前期を金属材料工学専攻修士課程、建築学専攻博士課程前期を建築学専攻修士課程、土木工学専攻博士課程前期を土木工学専攻修士課程、機械工学専攻博士課程前期を機械工学専攻修士課程、航空宇宙学専攻博士課程前期を航空宇宙学専攻修士課程、経営工学専攻博士課程前期を経営工学専攻修士課程と改称。 |
| 2005 | 4月 海洋学研究科の海洋工学専攻博士課程前期を海洋工学専攻修士課程、水産学専攻博士課程前期を水産学専攻修士課程、海洋科学専攻博士課程前期を海洋科学専攻修士課程と改称。 |
| 2005 | 4月 医学研究科の（形態系、機能系、環境生態系、内科系、外科系）専攻博士課程を改組し、先端医科学専攻博士課程を新設。 |
| 2006 | 4月 電子情報学部を情報理工学部と改称。情報理工学部に（情報科学科、情報メディア学科、ソフトウェア開発工学科、経営システム工学科、コンピュータ応用工学科、情報通信電子工学科）を設置。 |
| 2006 | 4月 工学部に電気電子工学科を新設。応用理学科光工学専攻を光・画像工学科、応用理学科エネルギー工学専攻をエネルギー工学科と改称。航空宇宙学科を改組し、航空宇宙学科（航空宇宙学、航空操縦学）専攻を新設。 |
| 2006 | 4月 第二工学部を情報デザイン工学部と改称。情報デザイン工学部に（情報システム学科、建築デザイン学科）を新設。 |
| 2006 | 4月 海洋学部の地球環境工学科を環境情報工学科、海洋土木工学科を海洋建設工学科、水産学科水産資源開発課程を海洋生物学科、水産学科増殖課程を水産学科、航海工学科航海専攻を航海学科航海専攻、航海工学科国際物流専攻を航海学科国際物流専攻、マリンデザイン工学科を船舶海洋工学科と改称。 |
| 2006 | 4月 チャレンジセンターを開設。 |
| 2006 | 4月 九州沖縄農業研究センターを設置。 |
| 2007 | 4月 組込み技術研究科に組込み技術専攻を開設。 |
| 2007 | 4月 人間環境学研究科に人間環境学専攻修士課程を新設。 |
| 2007 | 4月 東海大学飛行訓練センターをアメリカ・ノースダコタ大学内に開設。 |
| 2008 | 4月 九州東海大学、北海道東海大学を改組し、東海大学へ移管。連合大学院を改組し、東海大学大学院へ移管。 |
| 2008 | 4月 理工学研究科総合理工学専攻博士課程を総合理工学研究科総合理工学専攻博士課程、地球環境科学研究科地球環境科学専攻博士課程を地球環境科学研究科地球環境科学専攻博士課程、生物科学研究科生物科学専攻博士課程を生物科学研究科生物科学専攻博士課程と改称。 |
| 2008 | 4月 芸術工学研究科に生活デザイン専攻修士課程を新設。 |
| 2008 | 4月 国際地域学研究科に国際地域学専攻修士課程を新設。 |
| 2008 | 4月 理工学研究科に（電子情報工学、環境生物科学）専攻修士課程を新設。 |
| 2008 | 4月 産業工学研究科に（生産工学、情報工学、社会開発工学）専攻修士課程を新設。 |
| 2008 | 4月 農学研究科に農学専攻修士課程を新設。 |
| 2008 | 4月 総合経営学部に（マネジメント学科）を熊本キャンパスに開設。 |
| 2008 | 4月 国際文化学部に（地域創造学科、国際コミュニケーション学科）を札幌キャンパスに開設。 |
| 2008 | 4月 情報通信学部に（情報メディア学科、組込みソフトウェア工学科、経営システム工学科、通信ネットワーク工学科）を高輪キャンパス（東京都港区）に開設。 |
| 2008 | 4月 芸術工学部に（くらしデザイン学科、建築・環境デザイン学科）を旭川キャンパス（北海道旭川市）に開設。 |
| 2008 | 4月 産業工学部に（環境保全学科、電子知能システム工学科、機械システム工学科、建築学科）を熊本キャンパスに開設。 |
| 2008 | 4月 生物理工学部に（生物工学科、海洋生物科学科、生体機能科学科）を札幌キャンパスに開設。 |
| 2008 | 4月 農学部に（応用植物学科、応用動物学科、バイオサイエンス学科）を阿蘇キャンパスに開設。 |
| 2008 | 4月 総合農学研究所を阿蘇キャンパスに開設。 |
| 2008 | 4月 北方生活研究所を旭川キャンパスに開設。 |
| 2008 | 4月 知的財産戦略本部を研究支援・知的財産本部と改称。 |
| 2008 | 4月 高輪教養教育センター、熊本教養教育センター、阿蘇教養教育センター、札幌教養教育センター、旭川教養教育センターを開設。 |
| 2008 | 4月 開発工学部沼津教養教育センターを東海大学沼津教養教育センターと改称。 |
| 2008 | 4月 海洋学部清水教養教育センターを東海大学清水教養教育センターと改称。 |
| 2008 | 4月 未来科学技術共同研究センターと海洋研究所フロンティアリサーチセンターを統合し、社会連携イノベーションセンターを湘南・清水キャンパスに開設。 |
| 2008 | 4月 未来科学技術共同研究センター糖鎖工学研究施設を糖鎖科学研究所と改称。 |
| 2010 | 4月 観光学部（観光学科）を湘南キャンパスに開設。 |
| 2010 | 4月 工学部に医用生体工学科を新設。 |
| 2010 | 4月 エネルギー工学科を原子力工学科と改称。 |
| 2010 | 4月 社会連携イノベーションセンターを沼津キャンパスに開設。 |
| 2010 | 7月 創造科学技術研究機構を湘南・伊勢原キャンパスに開設。 |
| 2011 | 4月 法人直轄機関だった総合科学技術研究所、海洋研究所の沖縄地域研究センターを東海大学に移管。 |
| 2011 | 4月 海洋学部に（環境社会学科、海洋地球科学科、航海工学科）と海洋フロンティア教育センターを新設。航海工学科（航海学、海洋機械工学）専攻を新設。 |
| 2012 | 3月 生物理工学部（生物工学科、海洋生物科学科、生体機能科学科）の募集停止。 |
| 2012 | 3月 芸術工学部（くらしデザイン学科、建築・環境デザイン学科）の募集停止。 |
| 2012 | 3月 産業工学部（環境保全学科、電子知能システム学科、機械システム工学科、建築学科）の募集停止。 |
| 2012 | 3月 総合経営学部（マネジメント学科）の募集停止。 |
| 2012 | 3月 情報デザイン工学部（情報システム学科、建築デザイン学科）の募集停止。 |
| 2012 | 4月 情報通信学研究科に情報通信学専攻を開設。 |
| 2012 | 4月 生物学部に（生物学科、海洋生物科学科）を札幌キャンパスに開設。 |
| 2012 | 4月 国際文化学部にデザイン文化学科を増設。 |
| 2013 | 3月 芸術工学研究科の募集停止。 |
| 2013 | 4月 経営学部に（経営学科、観光ビジネス学科）を熊本キャンパスに開設。 |
| 2013 | 4月 基盤工学部に（電気電子情報工学科、医療福祉工学科）を熊本キャンパスに開設。 |
| 2013 | 4月 国際戦略本部の国際部、研究支援・知的財産本部を研究推進部と改称。 |
| 2013 | 5月 沼津教養教育センターを廃止。 |
| 2014 | 3月 文学研究科に観光学専攻修士課程を新設。 |
| 2014 | 4月 工学研究科に医用生体工学専攻修士課程を新設。 |
| 2014 | 4月 法人本部のヨーロッパ学術センター、パシフィックセンター、海外連絡事務所（ウィーンオフィス、ソウルオフィス、アセアンオフィス）を東海大学国際部に移管。 |
| 2014 | 4月 法人直轄機関だった出版会を東海大学に移管し、東海大学出版部と改称。 |
| 2014 | 4月 法人直轄機関だったエクステンションセンターを東海大学に移管。 |
| 2014 | 4月 To-Collabo推進室、一貫教育センターを湘南キャンパスに開設。 |
| 2014 | 4月 旭川教養教育センター、北方生活研究所を廃止。 |
| 2015 | 3月 海洋学研究科（海洋工学専攻、水産学専攻、海洋科学専攻、海洋生物科学専攻）の募集停止。 |
| 2015 | 4月 海洋学研究科に海洋学専攻修士課程（海洋人間圏分野、海洋生命圏分野、海洋地球圏分野）を設置。 |
| 2016 | 3月 国際地域学研究科の国際地域学専攻の募集停止。 |
| 2016 | 3月 工学研究科10専攻（情報理工学専攻、電気電子システム工学専攻、応用理学専攻、光工学専攻、工業化学専攻、金属材料工学専攻、建築学専攻、土木工学専攻、機械工学専攻、航空宇宙学専攻）の募集停止。 |
| 2016 | 4月 工学研究科が11専攻から5専攻（電気電子工学専攻、応用理化学専攻、建築土木工学専攻、機械工学専攻、医用生体工学専攻）へ改組。 |
| 2016 | 8月 東海大学イメージングセンターを開設。 |
| 2017 | 4月 湘南キャンパスに18号館（愛称＝Science Plaza）、19号館（愛称＝Techno Cube）を設置。 |
| 2017 | 4月 札幌キャンパスに新体育館「札幌校舎第一体育館」（愛称＝「TOKAI ARENA」）を設置。 |
| 2017 | 4月 伊勢原キャンパスに「松前記念講堂」を設置。 |
| 2017 | 建学75周年を迎える。 |
| 2018 | 3月 文学部（アジア文明学科、ヨーロッパ文明学科、アメリカ文明学科、北欧学科、東洋史専攻、文芸創作学科、広報メディア学科、心理・社会学科）、健康科学部（看護学科、社会福祉学科）の募集停止。 |
| 2018 | 4月 文化社会学部（アジア学科、ヨーロッパ・アメリカ学科、北欧学科、文芸創作学科、広報メディア学科、心理・社会学科）、健康学部（健康マネジメント学科）を湘南キャンパスに開設。医学部に看護学科を伊勢原キャンパスに開設。 |
| 2019 | 3月 阿蘇実習フィールドに「農学実習場Ａ・Ｂ」の建物を整備。 |
| 2022 | 4月「日本まるごと学び改革実行プロジェクト」と題して、全学的な学部・学科の改組、改変を実施。湘南キャンパスに児童教育学部、建築都市学部を開設。東京キャンパス(高輪校舎)に国際学部、経営学部を開設。静岡キャンパスに人文学部を開設。熊本キャンパスに文理融合学部を開設。熊本キャンパスの経営学部観光ビジネス学科を募集停止。 |
| 2023 | 4月 熊本県益城町に阿蘇くまもと臨空キャンパスを開設。 |

### 熊本地震の影響
2016年4月14日の熊本地震の影響により、東海大学は熊本県内に在所する熊本キャンパス・阿蘇キャンパスでの授業などについて、4月17日から24日まで休講とする措置を執り、その後、4月19日に熊本キャンパス・阿蘇キャンパスの休講期間について、熊本は5月15日まで、阿蘇キャンパスは6月30日までそれぞれ延長することを決定した。2017年度まで阿蘇キャンパスにあった農学部・農学研究科の授業は、熊本キャンパスにて実施された。
また、東海大学阿蘇キャンパス付近に所在する学生アパートが4月16日の本震で倒壊し、同大学に在籍する農学部生12名が一時、生き埋めになり、16日午前9時には全員が救助されたものの、その後2名の死亡が確認された。また、南阿蘇では、別の学生アパートでも地震による倒壊により、東海大学農学部学生1名が死亡しており、東海大学関係では3名が犠牲となった。
2018年度以降の授業運営について、引き続き熊本キャンパスを拠点として、講義・授業を実施する。阿蘇キャンパスの安全性を確保した上で使用可能な部分を再整備して、阿蘇実習フィールドでの実習を中心とした専門授業を実施する。2018年度以降もこの措置を延長することとし、熊本キャンパスにおいて農学教育のさらなる充実を図る。
熊本キャンパスが所管する宇宙情報センターの用地を新キャンパスとして農学部の教育環境の更なる充実を図る。なお、基礎教育科目等の授業に関しては引き続き熊本キャンパス、フィールドでの実習等を阿蘇実習フィールドで実施。阿蘇実習フィールドにおいては、実習等の教育を行うために実習施設が建設され
、2019年3月に竣工を迎えた。また、宇宙情報センター用地内に再整備が進められていた新キャンパスについては2020年12月より建設に向け本格的に着手し、2023年3月に竣工を迎え、同年4月より阿蘇くまもと臨空キャンパスとして開学した。

## 基礎データ

### 所在地
- 湘南キャンパス（神奈川県平塚市北金目4丁目1番1号）北緯35度21分57.5秒 東経139度16分24.6秒
- 渋谷キャンパス（東京都渋谷区富ヶ谷2丁目28番4号）北緯35度39分52.6秒 東経139度41分4.1秒
- 品川キャンパス（東京都港区港高輪2丁目3番23号）北緯35度38分16.5秒 東経139度44分3.9秒
- 静岡キャンパス（静岡県静岡市清水区折戸3丁目20番1号）北緯34度59分24.8秒 東経138度30分52.9秒
- 伊勢原キャンパス（神奈川県伊勢原市下糟屋143）北緯35度24分27.3秒 東経139度18分55.3秒
- 熊本キャンパス（熊本県熊本市東区渡鹿9丁目1番1号）北緯32度48分41秒 東経130度44分36.7秒
- 札幌キャンパス（北海道札幌市南区南沢5条1丁目1番1号）北緯42度59分28.3秒 東経141度19分4.9秒
- 阿蘇くまもと臨空キャンパス（熊本県上益城郡益城町杉堂871-12）北緯32度50分7.7秒 東経130度52分10.94秒

### 象徴

#### 校旗
創立者松前重義は、内村鑑三の思想的影響から「愛と正義」を自らの信条として、学園の校旗の十字に象徴化しました。そして、「校旗の十字の白線は、横が愛、縦は正義を表す。愛と正義の交わるところに真理がある」と述べています。
校旗の地色は学園の教育機関の幼・小・中・高・短大・大学・大学院の七段階に対応して、それぞれ赤、橙、黄、緑、青、藍、紫の七色に分けられています。これは虹の七色を意味しており、七色の光が渾然と融合して太陽の白光となり地上に降り注ぐとき、万物は育成されることに象徴されるように、七種の学校群が一体となって教育を行うことにより、一人ひとりの中に豊かな生命が育まれるように、という願いがこめられているものです。

#### 校章
学園の各教育機関の校章には波と翼がデザインされており、これは洋々とした大海と、それを俯瞰して悠揚迫らず大きく翼を広げて飛翔するかもめを表しています。

#### シンボルマーク
このシンボルマークは、歴史の大きな流れの中に、行動する東海大学の新しき波を表し、心とものが豊かに調和した総合文明の時代を開拓する新しい波でもあります。 さらに、このマークは「大洋」と「友愛」を象徴し、「天之蒼蒼、海之蒼波」（青々とした空、青々とした海の波）のような未来に希望をたくしています。 形は、学校法人東海大学の東海の頭文字“Ｔ”をあしらっています。 そんな想いから、このマークを“Ｔウェーブ”と呼んでいただければ幸いです。

#### スクールカラー
|  |  |  |  |  |  | 青 |

#### 大学歌
- 校旗讃賦
  - 作詞者：松前重義
- 建学の歌
  - 作詞者：松前重義、作曲者：信時潔
  - 学園のすべての教育機関で愛唱される。東海大学の前身・航空科学専門学校が開校してまもない1943年5月ごろ、病床にあった松前重義が、若者への期待を込めて作詞した。「声なく教う富士ヶ岳 海濤叱咤す太平洋」から始まり、松前にとって理想の教育環境であった建学の地・清水の情景が歌詞に盛り込まれている。
- 校歌
  - 作詞者：松前重義、作曲者：松前紀男
  - 1955年の東京移転時に新たに制定された。「銀漢遠く星清く」から始まる。松前重義の次男・紀男（後に東海大学教授・学長を務める）の作曲である。
- 応援歌
  - 作詞者：松前重義、作曲者：小山光男
  - 大学のみならず、系列校の応援でも使用される。「西崑崙の山の波 東無限の太平洋」から始まる。四番まであり、各番の最後は、「東海」を5回連唱する。
- 友情の歌
  - 作詞者：松前重義、作曲者：小山光男

#### 応援歌
- Tのテーマ
- 東海マーチ
- 燃えろ東海
- 押せ押せ東海

#### スローガン
「先駆けであること 〜Think Ahead , Act for Humanity〜」
- 2005年より「先駆けであること。」の形で使用。2017年の建学75周年を機に後半の英文を組み合わせて使用している。

#### イメージキャラクター
「リッキー」
- 東海大学が育成する「自ら考える力」「集い力」「挑み力」「成し遂げ力」の4つの力を表すイメージキャラクター [43]。2010年９月22日に図案を発表、同年11月２日に名称を発表。

## 教育および研究

### 学部

#### 文学部
東海大学古代エジプト及び中近東コレクションに関するプロジェクト（日本初の「パピルス文書修復師養成ワークショップ」等を催す）。東海大学古代エジプト及び中近東コレクション（略称AENET） をオンラインで公開している。
学生と教員とのトーク番組『東海Book Cafe』 を放送している。
入学定員370名。
- 文明学科
- 歴史学科
  - 日本史専攻
  - 西洋史専攻
  - 考古学専攻
- 日本文学科
- 英語文化コミュニケーション学科

#### 文化社会学部
- 入学定員450名。
  - アジア学科
  - ヨーロッパ・アメリカ学科
  - 北欧学科
  - 文芸創作学科
  - 広報メディア学科
  - 心理・社会学科

#### 教養学部
文部科学省の教育GPで採択されたSOHUMプログラムに取り組んでいる。
芸術学科音楽学課程では、2004年度より東京交響楽団と提携している。
入学定員190名。
- 人間環境学科
  - 自然環境課程
  - 社会環境課程
- 芸術学科
  - 音楽学課程
  - 美術学課程
  - デザイン学課程

#### 児童教育学部
- 児童教育学科

#### 体育学部
国内外屈指の充実したスポーツ施設・設備を有する。
体育関係の指導者の養成を目的 とし、「“科学する体育”」 を目指し、創設された。
1968年4月、武道学科は、「わが国で生れ、わが国民の中で育ってきた武道は、その底に流れているものについては時代を超越して大きく評価されるべきものが数多くあり、この武道を正しく認識し、理解した堅実にして豊かな人間性は、現代社会が要望している人間像の一つである」とし、武道の発展とその指導者の養成を目的に創設された。
入学定員540名。
- 体育学科
- 競技スポーツ学科
- 武道学科
- 生涯スポーツ学科
- スポーツ・レジャーマネジメント学科

#### 健康学部
入学定員200名。キャンパスは#湘南キャンパス。
1995年開設の健康科学部が2018年に改組され、伊勢原校舎に設置された医学部看護学科と湘南校舎に設置された健康学部健康マネジメント学科に分離した。運動・栄養・福祉・心理・データサイエンスなど、人間の健康について多角的に学ぶ。
- 健康マネジメント学科

#### 法学部
1986年4月、湘南校舎に開設された。1982年8月、法学部の前身となる法学研究所が霞が関の東海大学校友会館に開設された。  法学研究所は、法学部の母体として本格的な研究活動をし、法学部開設を達成した後の1988年3月に、社会科学研究所と統合された。  法学部開設2年後の1988年度からはNTTからの推薦による留学生 を迎え入れていた。  法律キャリア・プランニング等を通し、キャリア形成をしている。  入学定員300名。
- 法律学科

#### 政治経済学部
自治体インターンシップ等の授業を開講している。
入学定員400名。
- 政治学科
- 経済学科

#### 経営学部
入学定員230名。
- 経営学科

#### 国際学部
- 国際学科

#### 観光学部
サマーセッション(夏季休暇期間)では北陸地方への研修もある。
ANAとの産学連携が行われている。
入学定員200名。
- 観光学科

#### 情報通信学部
入学定員240名。
- 情報通信学科

#### 理学部
総合大学のメリットを生かし、最先端の技術を教育の場へ応用している。
著名教員としては2002年にノーベル物理学賞を受賞した小柴昌俊がいた。
入学定員320名。
- 数学科
- 情報数理学科
- 物理学科
- 化学科

#### 情報理工学部
入学定員300名。
- 情報科学科
- コンピュータ応用工学科
- 情報メディア学科

#### 建築都市学部
- 建築学科
- 土木工学科

#### 工学部
1950年に新制東海大学が設置された当初に工学部が置かれた。無装荷ケーブルによる長距離通信技術の確立に尽力した創立者の松前重義博士は、電気・通信系の学科が中心となってFM放送に代表される無線通信技術を開発に携わるところから始まった。1960年に超短波（FM）放送実験局、超短波放送実用化試験局「FM東海」（現FM東京）として認可を受けて放送を開始した。
1955年の「原子力基本法」成立を主導した松前重義博士は「56年に工学部応用理学科原子力工学専攻を設置し、日本で初めて原子力教育に着手」 した。
入学定員820名。
- 生命化学科
- 応用化学科
- 電気電子工学科
- 機械工学科
- 機械システム工学科
- 航空宇宙学科
  - 航空宇宙学専攻
  - 航空操縦学専攻
- 医工学科

#### 医学部
入学定員205名。
- 医学科
- 看護学科

#### 海洋学部
入学定員350名。
- 水産学科
  - 生物生産学専攻
  - 食品科学専攻
- 海洋生物学科
- 海洋理工学科
  - 海洋理工学専攻
  - 航海学専攻

#### 人文学部
- 人文学科

#### 文理融合学部
- 経営学科
- 地域社会学科
- 人間情報工学科

#### 農学部
東海大学農学部
入学定員230名。
- 農学科
- 動物科学科
- 食生命科学科

#### 国際文化学部
- 地域創造学科
- 国際コミュニケーション学科

#### 生物学部
- 生物学科
- 海洋生物科学科

### 大学院

#### 総合理工学研究科
- 総合理工学専攻（博士（後期）課程）
  - 物理・数理科学コース
  - 情報理工学コース
  - 電気・電子コース
  - 生命理工学コース
  - 材料・化学コース
  - 機械・航空宇宙コース
  - 建築・土木コース
  - 海洋理工学コース
  - 地球環境科学コース

#### 生物科学研究科
- 生物科学専攻（博士（後期）課程）
  - 生物資源科学コース
  - 生命科学コース

#### 生物学研究科
- 生物学専攻（修士課程）

#### 文学研究科
- 文明研究専攻（以下、博士課程（前期・後期））
- 史学専攻
- 日本文学専攻（以下のコースは博士前期課程のみ）
  - 日本文学研究コース
  - 日本語教育学コース
- 英文学専攻
- コミュニケーション学専攻
  - メディア学系
  - 社会学系
  - 臨床心理学系
- 観光学専攻（修士課程のみ）

#### 政治学研究科
- 政治学専攻（博士課程（前期・後期））
  - 政治学研究コース
  - 地方行政研究コース
  - 国際政治学研究コース

#### 経済学研究科
- 応用経済学専攻（博士課程（前期・後期））

#### 法学研究科
- 法律学専攻（博士課程〈前期・後期〉）

#### 人間環境学研究科
- 人間環境学専攻（修士課程）

#### 芸術学研究科
- 音響芸術専攻（以下、修士課程）
- 造形芸術専攻

#### 体育学研究科
- 体育学専攻（博士課程（前期・後期））

#### 理学研究科
- 数理科学専攻（以下、修士課程）
  - 数学コース
  - 情報数理学コース
- 物理学専攻
- 化学専攻

#### 工学研究科
- 電気電子工学専攻（以下、修士課程）
- 応用理化学専攻
- 建築土木工学専攻
- 機械工学専攻
- 医用生体工学専攻

#### 情報通信学研究科
- 情報通信学専攻（修士課程）

#### 海洋学研究科
- 海洋学専攻（修士課程）

#### 医学研究科
- 先端医科学専攻（博士課程）
- 医科学専攻（修士課程）

#### 健康科学研究科
- 看護学専攻（以下、修士課程）
- 保健福祉学専攻

#### 農学研究科
- 農学専攻（修士課程）
  - 生物資源科学コース
  - 生命科学コース
  - 連携大学院

### 別科
- 日本語研修課程（1年制）
- 声楽専修（以下、3年制）
- 器楽専修
- 彫刻専修
- 工芸専修
- 絵画専修

### 課程
- 乗船実習課程

### 設置機関

#### 研究機構
| 研究機構一覧         | 拠点           |
| 創造科学技術研究機構 | 湘南キャンパス |

#### 研究所
| 研究所一覧           | 拠点             |
| 文明研究所           | 湘南キャンパス   |
| 海洋研究所           | 静岡キャンパス   |
| 総合医学研究所       | 伊勢原キャンパス |
| 先進生命科学研究所   | 湘南キャンパス   |
| スポーツ医科学研究所 | 湘南キャンパス   |
| 総合農学研究所       | 阿蘇キャンパス   |
| 総合科学技術研究所   | 湘南キャンパス   |
| 総合社会科学研究所   | 湘南キャンパス   |
| 平和戦略国際研究所   | 湘南キャンパス   |

#### 研究センター
| 研究センター一覧               | 拠点           |
| 教育開発研究センター           | 湘南キャンパス |
| 沖縄地域研究センター           | 沖縄県         |
| 情報技術センター               | 品川キャンパス |
| 宇宙情報センター               | 熊本キャンパス |
| マイクロ・ナノ研究開発センター | 湘南キャンパス |

#### 教育センター
| 教育センター一覧                                          | 拠点           |
| 現代文明論教育センター                                    | 湘南キャンパス |
| スチューデントアチーブメントセンター(旧 現代教養センター) | 湘南キャンパス |
| 語学教育センター(旧 国際教育センター)                     | 湘南キャンパス |
| 理系教育センター(旧 情報教育センター)                     | 湘南キャンパス |
| 課程資格教育センター                                      | 湘南キャンパス |
| 高輪教養教育センター                                      | 品川キャンパス |
| 清水教養教育センター                                      | 静岡キャンパス |
| 九州教養教育センター                                      | 熊本キャンパス |
| 札幌教養教育センター                                      | 札幌キャンパス |
| 海洋フロンティア教育センター                              | 静岡キャンパス |
| 社会教育センター                                          | 静岡キャンパス |

#### 教育支援組織
| 教育支援組織一覧     | 拠点           |
| 教育支援センター     | 湘南キャンパス |
| 一貫教育センター     | 湘南キャンパス |
| 総合情報センター     | 湘南キャンパス |
| キャリア就職センター | 湘南キャンパス |
| 放射線管理センター   | 湘南キャンパス |
| スポーツ教育センター | 湘南キャンパス |
| 健康推進センター     | 湘南キャンパス |

#### 医学部付属病院
| 医学部付属病院一覧           | 拠点     |
| 東海大学医学部付属病院       | 神奈川県 |
| 東海大学医学部付属東京病院   | 東京都   |
| 東海大学医学部付属八王子病院 | 東京都   |

#### 海外拠点
| グローバル推進本部一覧          | 拠点                                                                                         |
| 東海大学ヨーロッパ学術センター  | （ デンマーク・コペンハーゲン郊外）                                                          |
| 東海大学パシフィックセンター    | （ アメリカ合衆国・ハワイ東海インターナショナルカレッジ 併設・ハワイ大学ウエストオアフ校内） |
| 海外連絡事務所 ウィーンオフィス | （ オーストリア・ウィーン市松前武道センター内）                                              |
| 海外連絡事務所 ソウルオフィス   | （ 韓国・漢陽大学内）                                                                        |
| 海外連絡事務所 アセアンオフィス | バンコク事務所（ タイ・バンコク市内）                                                        |
| 海外連絡事務所 アセアンオフィス | ラカバン事務所（ タイ・モンクット王工科大学ラートクラバン校内）                              |
| 海外連絡事務所 極東オフィス     | （ ロシア・ウラジオストク・極東連邦大学内）                                                  |

#### 厚生施設
| 厚生施設一覧                 | 拠点     |
| 東海大学嬬恋高原研修センター | 群馬県   |
| 東海大学山中湖セミナーハウス | 山梨県   |
| 東海大学三保研修館           | 静岡県   |
| 東海大学松前会館             | 神奈川県 |
| 東海大学国際友好会館         | 神奈川県 |
| 東海大学国際交流会館         | 北海道   |
| 東海大学銀嶺荘               | 北海道   |
| 東海大学白馬山荘             | 長野県   |

#### 実習施設
| 実習施設一覧               | 拠点           |
| 東海大学三保マリンスポーツ | 静岡キャンパス |

#### 海洋学部博物館
| 博物館一覧     | 拠点           |
| 海洋科学博物館 | 静岡キャンパス |
| 自然史博物館   | 静岡キャンパス |

#### 海洋調査研修船
| 研修船一覧 | 拠点           |
| 望星丸     | 静岡キャンパス |

#### 記念館
| 記念館一覧             | 拠点           |
| 東海大学松前記念館     | 湘南キャンパス |
| 東海大学松前重義記念館 | 熊本県         |

#### 野球場
| 野球場一覧       | 拠点   |
| 東海大学松前球場 | 静岡県 |

#### 生涯学習
| 生涯学習一覧     | 拠点     |
| 地域連携センター | 神奈川県 |

#### 出版
| 出版一覧       | 拠点     |
| 東海大学出版部 | 神奈川県 |

#### 附属図書館
| 図書館一覧                    | 拠点             |
| 中央図書館 （松前・篠原文庫） | 湘南キャンパス   |
| 11号館図書館                  | 湘南キャンパス   |
| 12号館図書館                  | 湘南キャンパス   |
| 13号館図書館                  | 湘南キャンパス   |
| 代々木図書館                  | 渋谷キャンパス   |
| 高輪図書館                    | 品川キャンパス   |
| 清水図書館                    | 静岡キャンパス   |
| 伊勢原図書館                  | 伊勢原キャンパス |
| 熊本図書館                    | 熊本キャンパス   |
| 阿蘇図書館                    | 阿蘇キャンパス   |
| 札幌図書館                    | 札幌キャンパス   |

#### 実験所
| 実験所一覧       | 拠点           |
| 北海道臨海実験所 | 寿都町・留萌市 |
| 折戸臨海実験所   | 静岡キャンパス |

#### 農場
| 農場一覧       | 拠点           |
| バイオ試験農場 | 夕張市         |
| 農学部農場     | 阿蘇キャンパス |

#### 法人直轄機関
| 法人直轄機関一覧   | 拠点           |
| 望星学塾           | 東京都         |
| 学園史資料センター | 湘南キャンパス |

### 研究等

#### 21世紀COEプログラム
- 1件採択
- 2002年

生命科学
ヒト複合形質の遺伝要因とその制御分子探索

#### 文部科学省 助成事業

##### サイバーキャンパス整備事業
2002年
- サイバーキャンパス整備事業選定される。事業名 TICU（Tokai International Cyber University）

2006年
- サイバーキャンパス整備事業選定 継続事業として選定される。事業名 TICU

##### 私立大学ハイテク・リサーチ・センター整備事業
1996年
- 海洋研究所が選定される。海洋研究所（海洋学分野におけるハイテクとバイオ基盤技術の開発）

1999年
- 疾患病態解明及び新治療法研究開発グループが選定される。疾患病態解明及び新治療法研究開発グループ（発生工学を用いたヒト疾患モデル動物の開発・臨床応用）

2001年
- 糖鎖工学研究施設が選定される。糖鎖工学研究施設（糖鎖工学の産業および医療への応用）

2004年
- 遺伝子工学・実験動物研究センターが選定される。遺伝子工学・実験動物研究センター（発生工学によるヒト疾患モデル動物開発の医科学分野への展開）

2006年
- 未来科学技術共同研究センター糖鎖工学研究施設が選定される。未来科学技術共同研究センター糖鎖工学研究施設（統合的ケミカルグライコバイオロジー研究の神経科学、生体防御、創薬研究への展開）

##### 学術フロンティア推進事業
1997年
- 細胞移植治療開発プロジェクト。がん，免疫不全、難治性遺伝病などに対する新しい細胞移植治療法の開発プロジェクト

2002年
- 生体幹細胞による再生医療開発グループ。難治性疾患に対する自己成体幹細胞再生治療プロジェクト

2007年
- 医学研究科再生医学センター。幹細胞・ニッチの老化制御を利用した難治性疾患の予防と治療法の開発

##### 私立大学戦略的研究基盤形成支援事業
2009年
- 糖鎖科学による免疫・脳神経・膜機能解析への新たな展開

2012年
- がん幹細胞ニッチを標的とした新規治療法の開発

2014年
- 高分子超薄膜から創成する次世代医用技術

2015年
- 臓器線維症の病態解明と新たな診断・予防・治療法開発のための拠点形成

##### 私立大学研究ブランディング事業
2016年
- 災害・環境変動監視を目的としたグローカル・モニタリング・システムの構築による安全・安心な社会への貢献

##### 私立学校施設整備補助金
2006年採択
- 操船シミュレータ／レーダー・自動衝突予防援助装置シミュレータ、微小部解析システム等。

2007年採択
- 操船シミュレータ／レーダー・自動衝突予防援助装置シミュレータ、微小部解析システム等。

2008年採択
- 東海大学情報ネットワーク装置、日立超高分解能電界放出形走査電子顕微鏡。

2009年採択
- 組織培養室、東海大学熊本校舎地上デジタル放送受信アンテナ整備事業、大型高精細Holostageシステム（10ch）等。

2010年採択
- 東海大学ICT活用推進事業等。

2011年採択
- 東海大学ICT活用推進事業等。

2012年採択
- 東海大学ICT活用推進事業、東海大学ICT活用推進事業 伊勢原校舎プロジェクタシステム等。

2013年採択
- 東海大学ICT活用推進事業（学内LAN）、度東海大学ICT活用推進事業（マルチメディア）、全身用X線CT診断装置（研究用）等。

2014年採択
- マイクロ・ナノ研究開発センター、クリーンルーム設備、恒温恒湿室設備、東海大学湘南校舎理工系施設整備事業(仮称)19号館新築工事等。

2015年採択
- 東海大学ICT活用推進事業、マトリックス医学生物学センター、東海大学湘南校舎理工系施設整備事業等。

##### 私立大学等研究設備整備費等補助金（私立大学等研究設備等整備費等）（大学等分）
2006年採択
- 機能性材料薄膜創製・評価装置、精密質量測定用LC/MS装置（高性能液体クロマトグラフ・飛行時間質量分析計）、X線回折－示差走査熱量同時測定装置、分析・分取両用HPLCシステム、（九州東海大学）全自動タンパク質一次構造分析装置「プロテインシーケンサ」。

2007年採択
- 共焦点レーザースキャン顕微鏡システム、凍結ミクロトーム、糖鎖・アミノ酸高感度分析システム、遺伝子解析システム、デジタルX線画像診断システム、自動分注核酸精製システム、リアルタイムPCRシステム。

2008年採択
- 脳動脈血流モニタシステム、キャピラリー電気泳動システム、研究設備4K・DCI準拠ハードウェアエンコーダ、共焦点レーザスキャン顕微鏡システム、基礎医学教育用機器。

2009年採択
- 質量分析装置（ESI-IT-TOF/MS)、血液検査装置、走査電子顕微鏡、光トポグラフィ装置、外科用Ｘ線テレビ装置、METOP受信システム、赤外線酸素モニタ装置、電磁波シールド防音型精密恒温環境制御装置（経営システム工学科）、X線照射装置、内視鏡手技トレーニングシミュレータシステム、眼球運動測定装置、生体情報計測解析システム、波浪シミュレーション用反射波吸収式造波装置、3Dリアルサーフェスビュー顕微鏡。

2010年採択
- 自動分注器バリスパン・サンプリングシステム、3D Printerシステム、リアルタイムPCR装置。

2011年採択
- 自動分注器バリスパン・サンプリングシステム、3D Printerシステム、リアルタイムPCR装置。

2012年採択
- 細胞分析機、蛍光顕微鏡、心エコートレーニングシミュレータ、リサーチ用高性能凍結ミクロトーム、インテリジェント顕微鏡システム、溶液・生体・固体分析用高磁場NMRシステム、多核種NMR測定システム、肺運動負荷モニタリングシステム、液体シンチレーションカウンター、ナノ材料分析用装置、生体情報計測システム。

2013年採択
- マルチビーム音響測深装置、高速液体クロマトグラフ質量分析計、臨床実習（消化器外科学教育）用設備、臨床実習（麻酔科学教育）用設備、電子計算機（ブレードサーバー）、実験動物用Ｘ線ＣＴ装置、医学教材作成支援設備。

2014年採択
- 動物用超音波画像診断装置、マイクロプレートリーダー、Y軸旋盤、細胞動態解析装置、機能性物質解析システム、ミューコーター、オールインワン顕微鏡システム。

2015年採択
- 近赤外線励起光源システム、卓上型マスクレス・リソグラフィ装置、リアクティブイオンエッチング装置、デスクトップ型次世代シーケンサー、全反射エバネッセント顕微鏡。

##### 「大学の世界展開力強化事業」
文部科学省の平成29年度大学教育再生戦略推進費「大学の世界展開力強化事業〜ロシア、インド等との大学間交流形成支援」 の採択課題が発表され、東海大学の提案「ライフケア分野における日露ブリッジ人材育成―主に極東地域の経済発展を目的として―」が採択された。同事業は、国際的に活躍できるグローバル人材の育成と大学教育のグローバル展開力強化を目指し、平成23年度から実施されている。今年度は、ロシア、インド等の大学との間で教育連携プログラムを実施する「交流推進プログラム」（タイプA）とプラットフォーム構築プログラム（タイプB）で募集が行われており、タイプAで採択された。1973年に日本の高等教育機関として初めてモスクワ国立大学と交流協定を締結し、89年にはウラジオストクにある極東連邦大学とも交流協定を締結。文化や学生の相互派遣など幅広い分野でロシアの高等教育機関との連携を深めてきた。
今回の提案は、極東連邦大学をはじめ同地区にある極東総合医科大学、サハリン国立総合大学のほか、モスクワ国立大学や国立研究大学高等経済学院とも連携し、ロシアの社会問題でもあり昨年の日露首脳会談で経済協力項目に盛り込まれた「健康寿命の伸長」と「高いQOL(Quality Of Life)を保つ健康長寿社会」の創出に取り組んでる。国内の医療機器メーカー、商社、医療・病院コンサルタントとコンソーシアムを結成して、読映医や画像診断技師を養成する検診人材実務者研修を実施し、極東地域で建設計画が進められている画像診断・検診センターで実務を担う人材を育成。また、ライフケア分野に興味を持つ学生を対象にした海外研修や交換留学プログラムなどを導入し、ライフケア分野に関する広い専門知識や実務への応用力や、確かな語学力とコミュニケーションスキルを備え、日露の健康寿命伸長や日本型ライフケア産業の輸出、極東地域における投資拡大に貢献する人材の育成を目指している。

### 教育

#### 文部科学省 国公私立大学を通じた大学教育改革の支援に選定されたプログラム
文部科学省 国公私立大学を通じた大学教育改革の支援 選定取組一覧 参照

##### 特色ある大学教育支援プログラム
2004年
- 地域医療と医学教育の連携[61]

##### 質の高い大学教育推進プログラム
2008年
- 体験型実習を基盤とする海洋環境教育の実践－海洋立国を担う海洋環境士の育成教育プログラム－[62]
- 東海大学短期大学部 「実践力」向上のための教員養成プログラム－体系的自己評価システムによる教育実践力の向上－[63]
- 東海大学福岡短期大学 地域活性型人材育成プログラム－仮想会社を中核とした人材育成と地域活性化が連動した実践活動の推進－[64]

##### 大学教育充実のための戦略的大学連携支援プログラム
2009年
- 未来を拓く地域人材育成を目指す異分野大学連携による「旭川キャンパス」(旭川医科大学等との共同事業)
- 横浜文化創造都市スクールを核とした都市デザイン／都市文化の担い手育成事業(横浜国立大学、東京芸術大学等との共同事業)
- 地域の人材育成に貢献する短期大学の役割と機能強化のための戦略的短大連携事業（東海大学福岡短期大学が佐賀女子短期大学等との共同事業）
- 畜産基地を基盤とした大学間連携による家畜生産に関する実践型統合教育プログラム開発(宮崎大学等との共同事業)

##### 大学教育・学生支援推進事業（大学教育推進プログラム）
2009年
- ＳＯＨＵＭプログラムによる実践教育の提案[65]

##### 大学教育・学生支援推進事業（学生支援推進プログラム）
2009年
- 大学、同窓会、保護者の三者一体による学生の就職力向上支援[66]

##### 大学生の就業力育成支援事業
2010年
- ナビゲーションシステムによる就業力育成 学生の主体的学びの促進と企業人協力を通した全学的な就業力育成体系の整備[67]
- 東海大学短期大学部 リフレクションによる就業力形成プログラム段階的自己形成システムの構築[68]

##### 大学教育の国際化推進プログラム
2005年
- 米国式臨床技能評価システムの導入とFD －協定大学との連携による臨床能力養成・評価システムの導入－[69]

2006年
- 米国式模擬患者育成・管理プログラムの導入 －模擬患者（SP:Standardized Patient）育成・管理プログラム（SPプログラム）の設立とSPI（Standardized Patient Instructor）の医学教育への導入－[70]

2007年
- 総合的臨床技能訓練プログラムの導入とFD －医学教育における米国式臨床技能訓練シナリオの作成及び実践者育成方法の修得－[71]

##### 大学教育の国際化加速プログラム
2008年
- 若手研究者育成のための長期派遣留学支援[72]

##### 大学院教育改革支援プログラム
2005年
- 将来予測国際保健指導者養成コース[73]

2008年
- 生命倫理学中心の医系大学院教育拠点形成－国際共同臨床研究に不可欠な人材育成拠点－[74]

##### 教員養成専門職大学院形成支援プログラム
2006年
- 東海大学短期大学部 既卒者支援を含む教員養成プログラム[75]

##### 法科大学院等専門職大学院形成支援プログラム
2004年
- 知的財産法の欧米型実践教育プロジェクト[76]
- 「公設法律事務所を活用した臨床法学教育」（國學院大學、獨協大学、東海大学との共同プロジェクト）

##### 社会人の学び直しニーズ対応教育推進プログラム
2007年
- 離職中または在職看護師に対する看護実践力向上プログラム[77]

##### 現代的教育ニーズ取組支援プログラム
2005年
- 東海大学福岡短期大学 学びの自由化と個別教育の推進 近未来コミュニティカレッジのためのe-Learningの開発及び展開[78]

2006年
- 東海大学発USR型モデルの創出・実践－多様なヒューマンリソースをマッチングして実践する地域活性化プロジェクト－[79]

##### 大学病院連携型高度医療人養成推進事業
2008年
- 地域躍動型専門医養成一貫教育プログラム 慶應義塾大学、杏林大学等と連携する

##### がんプロフェッショナル養成基盤推進プラン
2012年
- がんプロフェッショナル養成基盤推進プランに「高度がん医療開発を先導する専門家の養成」のため、首都大学東京、慶應義塾大学等とともに採択される[80]。

##### 地（知）の拠点整備事業
地（知）の拠点大学による地方創生推進事業（COC+）
2013年
COC大学として採択される
- 4ｏ－Ｃｏｌｌａｂｏプログラムによる全国連動型地域連携の提案[81]

2015年
COC大学の採択されたプログラムへ参加校となる
- 静岡大学（COC大学） 静大発“ふじのくに”創生プラン[82]
- 熊本大学（COC大学） “オール熊本”で取り組む熊本産業創生と雇用創出のための教育プログラム[83]

### 産学官連携

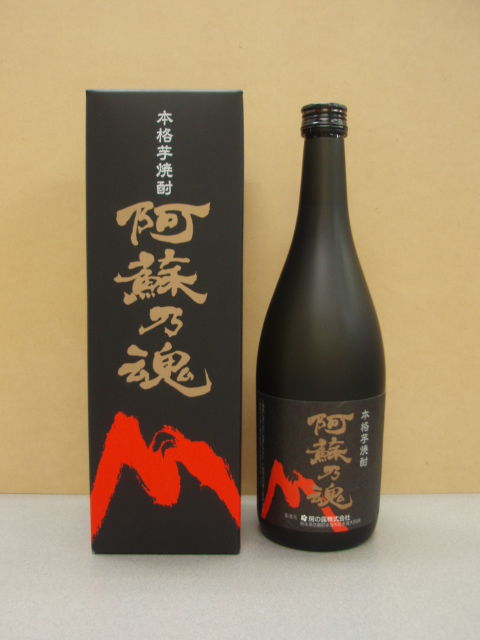
産学官連携より開発

文部科学省が、2003年度分より「大学等における産学官連携」について公表するようになる。
1994年から2004年までの特許出願件数は、1位東海大学519件、2位日本大学390件、3位早稲田大学358件、4位東京工業大学338件、5位名古屋大学324件であった。
2004年までの大学発起業件数は、1位早稲田大学65件、2位大阪大学46件、3位慶應義塾大学43件、4位京都大学37件、25位東海大学10件であった。

#### 年表
| 年   | 産学官連携の実績 |
| ---- | --- |
| 2003 | 共同研究・受託研究件数実績 15位(私立大学：3位 278件)。特許出願件数実績 12位（私立大学：4位 57件）。 |
| 2004 | 共同研究・受託研究件数実績 16位(私立大学：3位 302件)。共同研究・受託研究合計実績（研究費別・合算値） 18位(私立大学：3位 1,237,549（千円）)。特許出願件数実績 18位（私立大学：6位 84件）。 |
| 2005 | 共同研究・受託研究合計実績 18位(私立大学：3位 333件)。共同研究・受託研究合計実績（研究費別・合算値） 27位（私立大学：5位 1,128,945（千円））。 |
| 2006 | 共同研究・受託研究合計実績 18位(私立大学：3位 365件)。共同研究・受託研究合計実績（研究費別・合算値） 29位（私立大学：5位 1,149,031（千円））。特許権実施等件数 12位（私立大学：2位 42件）。 |
| 2007 | 受託研究実績（件数別） 10位(私立大学：3位 309件)。受託研究実績（研究費別） 23位（私立大学：4位 1,194,544（千円））。特許権出願件数（国内外国分を含む） 10位(私立大学：2位 239件)。特許権実施等件数 7位(私立大学：3位 129件)。 |
| 2008 | 共同研究実績（中小企業対象） 10位(私立大学：3位 121,953（千円）)。共同研究実績（外国企業対象） 16位(私立大学：3位 7,150（千円）)。受託研究実績（件数別） 11位(私立大学：4位 305件)。受託研究実績（研究費別） 27位(私立大学：4位 1,095,080（千円）)。特許権実施等件数 12位(私立大学：3位 120件)。 |
| 2009 | 民間企業との共同研究実績（件数別） 30位(私立大学：3位 142件))。共同研究実績（中小企業対象） 28位(私立大学：4位 45,909（千円） 65件)。民間企業との受託研究実績（件数別） 4位(私立大学：4位 148件)。民間企業との受託研究実績（研究費別） 13位(私立大学：7位 162,253（千円）)。特許権実施等件数 12位(私立大学：3位 111件)。 |
| 2010 | 共同研究実績（中小企業対象） 18位(私立大学：3位 60,502（千円） 43件)。民間企業との受託研究実績（件数別） 9位(私立大学：8位 102件)。民間企業との受託研究実績（研究費別） 28位(私立大学：14位 86,747（千円）)。特許権実施等件数 12位(私立大学：3位 112件)。 |
| 2011 | 中小企業との共同研究に伴う研究費受入額 16位(私立大学：3位 65,900（千円） 45件)。民間企業からの受託研究実施件数 8位(私立大学：7位 107件)。民間企業からの受託研究に伴う研究費受入額 20位(私立大学：12位 110,446（千円）)。特許権実施等件数（外国分を含む） 19位(私立大学：4位 72件)。 |
| 2012 | 外国企業との共同研究に伴う研究費 21位(私立大学：4位 6,037（千円） 1件)。民間企業からの受託研究実施件数 8位(私立大学：7位 131件)。民間企業からの受託研究に伴う研究費受入額 14位(私立大学：8位 181,868（千円）)。特許権実施等件数（外国分を含む） 25位(私立大学：6位 69件)。 |
| 2013 | 民間企業からの受託研究実施件数 9位(私立大学：7位 113件)。民間企業からの受託研究に伴う研究費受入額 18位(私立大学：10位 120,179（千円）)。特許権実施等件数（外国分を含む） 28位(私立大学：9位 60件)。 |
| 2014 | 平成21年度から平成26年度において、研究費受入額の平均伸び率が大きい機関（※平成21年度から平成26年度において、共同研究実施件数が各年度100件以上の機関を対象） 2位(私立大学：1位 約15.6%増の伸び率)。同一県内企業及び地方公共団体との共同・受託研究・研究費受入額 19位(私立大学：5位 173,965（千円）)。同一県内企業及び地方公共団体との共同・受託研究・実施件数 21位(私立大学：6位 96件)。民間企業からの受託研究実施件数 11位(私立大学：8位 112件)。民間企業からの受託研究費受入額 17位(私立大学：9位 154,957（千円）)。特許権実施等件数（外国分を含む） 30位(私立大学：9位 71件)。 |

#### 大学知的財産本部整備事業
2003年 東海大学は、文部科学省大学知的財産本部整備事業の対象大学に採択される。

#### 承認TLO
2008年 東海大学産官学連携センターは、法律に基づいて承認を受けた技術移転機関（承認TLO）となる。

## 学生生活

### 海外研修航海
海外研修航海は、大学が所有する海洋調査研修船「望星丸」（遠洋／国際航海旅客船・国際総トン数2174トン） で、諸外国を訪問する本学独自の教育プログラムである。東海大学の海洋調査研修船「望星丸」で体験、1カ月以上におよぶ国際交流や外洋航海、船上生活を通じて、研修学生に、異文化理解や環境保護、協調性の大切さなどを、実践的に学ぶことを目的としている。
東海大学、東海大学短期大学部、東海大学医療技術短期大学の在学生を対象に参加者を募集し、書類・面接選考を経て、研修学生を決定している。1996年に実施した世界一周研修航海（第28回）を含め、訪問地はハワイやオーストラリア、上海、南太平洋の島々など68カ所にのぼり、現地の大学や公的機関などと共に交流を重ねている。船上生活では、語学研修や訪問地研究、各種クラブ活動なども行ってる。
海外研修航海は、諸外国の文化や社会事情に触れて国際的な視野を広げ、見渡す限りの海原で刻一刻と変化する自然環境と向き合い、船内という限られた生活環境で、豊かな人間性を培うことで、学生一人ひとりが、人生観と世界観の確立を目指す、本学建学の精神を具現化する教育活動である。

### 部活動・クラブ活動・サークル活動
- 学術調査

探検研究会（のち改称し、探検会となる）
1963年（昭和38年）4月、探検研究会は西部ネパールへ学術調査（本学初の海外学術調査、隊長長澤和俊講師）をした。カルカッタ・カトマンズ・テイクニア・チサパニ・ドッウル・ジュムラ・シンジヤなどの地域を約半年間にかけて調査する。調査対象は、12世紀から15世紀にかけて存在したマッラ朝の遺跡・文献・民俗・地質などである。帰国後、FM東海でその成果を放送し、デパートで展覧会を催した。1964年、中部ネパール探検調査、1965年ソロモン群島探検調査、1967年ネパール地域調査、1968年マリアナ・パラオ諸島の学術調査、1968年南米の横断踏査、1970年中部ミクロネシア調査、1978年西イリアン学術調査などを行ってきた。
- 山岳部

山岳部「k2登山隊」が、世界第2の高峰、K2の登頂を達成した。スポーツ医科学研究所での高地トレーニングや情報技術センターからの気象データの提供など、大学の総合力を集結し、アタックに成功した。世界最年少と日本人女性初という記録も残した。
- 体育会自動車部[101]

1971年（昭和46年）8月、ユーラシア大陸各国の公害の実態と公害対策の実情調査（隊長高本助手）をした。ソ連ナホトカ・フィンランド・スウェーデン・ノルウェー・デンマーク・西ドイツ・オランダ・ベルギー・フランス・イギリス・スペイン・イタリア・スイス・オーストリア・ハンガリー・ユーゴスラヴィア・ギリシア・ブルガリア・トルコ・イラン・アフガニスタン・パキスタン・ミャンマー・タイ・シンガポールの二五か国を走破し、各国の公害調査をした。
- 学生会議等

日米学生会議、日露青年交流、日中青年交流事業への支援を行う。日ロ学生フォーラム（東海大学と極東連邦大学の主催）、ユーラシア学生フォーラム（東海大学と日露青年交流センター、ロシア・ウラジオストクにある極東連邦大学との共催）。

### 学園祭
学園祭は、毎年各キャンパスで行われている。縁の深い鉄舟寺にて採火された火を「建学の火」として、各キャンパスにシンボルの灯火として運んでいる。
「建学の火」は、湘南キャンパスの建学祭の開祭式で聖火のように燈される。
採火式は、東海大学の前身である航空科学専門学校が、現在の静岡市清水区三保に開校した当時、この鉄舟寺に学生寮があったことから始まっている。
- 建学祭 1955年より代々木キャンパスで始まり、現在は毎年秋に行われる湘南キャンパスでの学園祭であり、最終日には花火が打ち上げられる。東海大学の建学記念日は11月1日。コンサートやダンスや野外ライブなども開催され、毎年建学祭のテーマを設定して開催している。
- 代々木建学祭 代々木キャンパスで毎年行われている学園祭である。
- 高輪祭  2009年度から高輪キャンパスで毎年行われている学園祭である。
- 伊勢原祭 伊勢原キャンパスで毎年行われている学園祭である。
- 静岡キャンパス建学祭 静岡キャンパスで毎年行われている学園祭である。
- 東熊祭 熊本キャンパスで毎年行われている学園祭である。
- 数鹿流祭 阿蘇キャンパスで毎年行われている学園祭である。
- 札幌建学祭 札幌キャンパスで毎年6月に行われている学園祭である。

#### 湘南フィルムフェスティバル
湘南フィルムフェスティバルは、映画監督などを招き講演会や座談会とあわせ上映会を行っている。
湘南キャンパスを文化の発信地にしようと2001年より開催されている映画祭の一つである。

### スポーツ

#### 硬式野球部
- 首都大学野球連盟所属。連盟創設の中心校であり、初代総長がそれに尽力した。首都大学野球連盟では76回の優勝。
- 全日本大学野球選手権大会優勝4回。明治神宮野球大会優勝3回。
- 札幌キャンパスは、北海道学生野球連盟に所属していた。道内キャンパスの統合計画に伴い2011年に札幌学生野球連盟に転籍した。2011年春季のみ北海道学生野球連盟に残留した「東海大学旭川校舎」との2チーム体制でリーグ戦に参加した。2019年に北海道キャンパスからチーム名を改称したが、一部報道では東海大学付属札幌高等学校との混同を防ぐため引き続き「東海大北海道」表記が用いられている。
- 九州キャンパスは、九州地区大学野球連盟に所属している。全日本大学選手権に出場歴を持つ地域の強豪である。
- 静岡キャンパスは、東海地区大学野球連盟（および、その下部組織の静岡学生野球連盟）に所属している。初出場となった2009年の全日本では、湘南校舎との兄弟対決が実現した。そして、勝利を収めたことで大会を盛り上げたとして「特別賞」を受賞している。

#### 女子硬式野球部
- 2024年4月に静岡キャンパスにおいて東海大学初となる女子硬式野球部を創設。
- 2025年5月に第11回全日本大学女子硬式野球選手権高知大会に初出場 決勝トーナメント進出 ベスト12

#### 陸上競技部

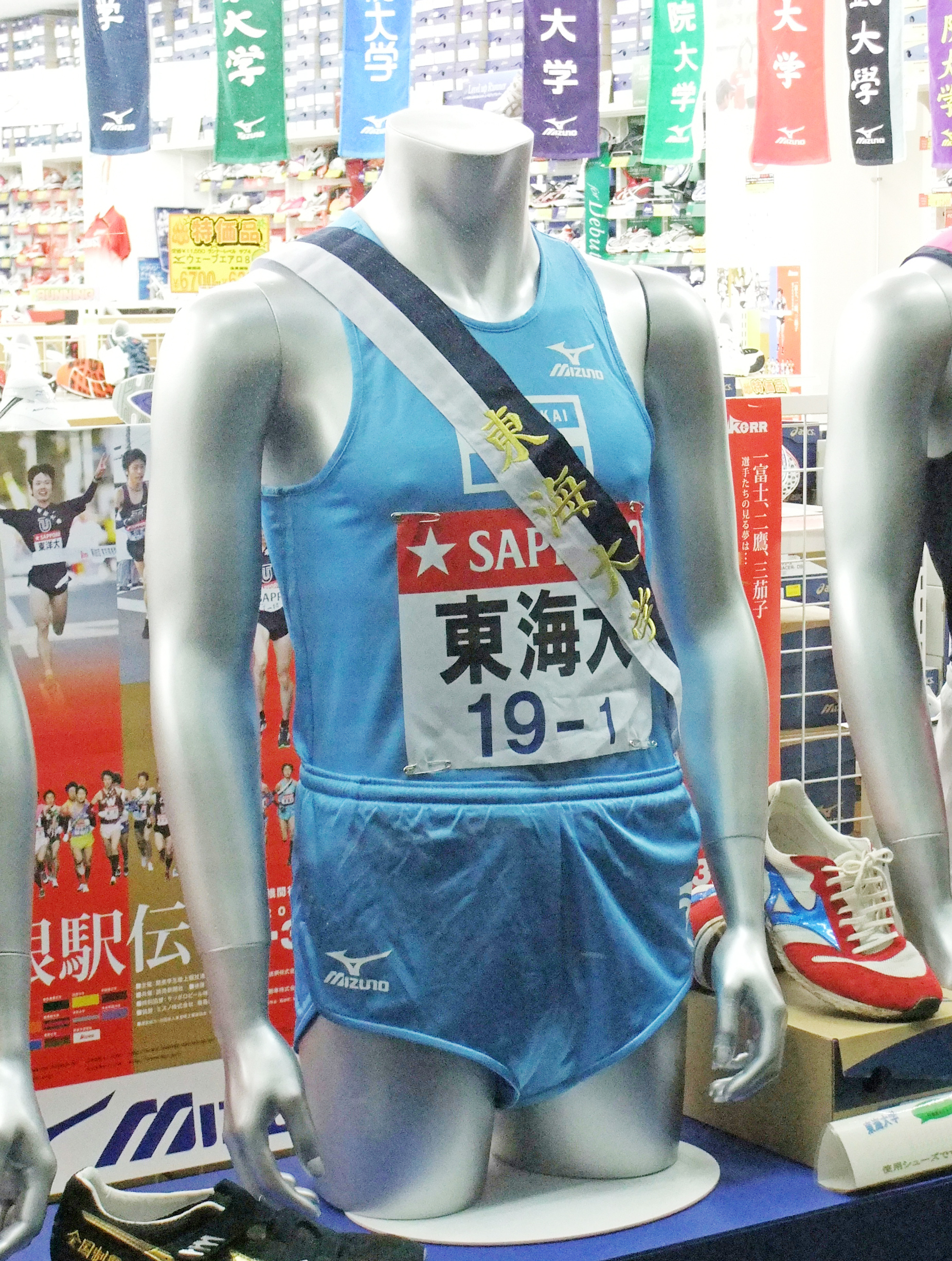
ユニフォーム

- 日本学生陸上競技対校選手権大会男子総合優勝3回。
- 関東インカレ男子総合優勝7回。
- 所属していた部員達の中には、世界選手権大阪大会（世界陸上2007）100mに出場し、2次予選進出、4×100リレーでは、第1走者として出場し、38秒03のアジア新記録で、5位入賞を果たした選手もいる。
- 日本記録保持者4名（伊東浩司、末續慎吾、高野進、醍醐直幸）や、日本男子トラック種目で日本人初となるファイナリスト1名（高野進）と、オリンピックメダリスト2名（塚原直貴、末續慎吾）らを輩出している。

##### 出雲駅伝での主な記録 （2020年現在）
- 優勝回数：4回（第17回-第19回、第29回）
- シード権獲得回数：6回（第17回-第19回、第28回-第30回）
- 区間賞獲得数：18個
- 連続区間賞獲得年数：4年連続（第17回-第20回）、2年連続（第28-第29回）

| 出雲駅伝での歴代成績                                                                                 | 出雲駅伝での歴代成績 | 出雲駅伝での歴代成績 | 出雲駅伝での歴代成績                 | 出雲駅伝での歴代成績                          |
| 出場 回数                                                                                            | 出場回               | 総合 順位            | シード権 獲得                        | 備 考                                         |
| --- | -------------------- | -------------------- | ------------------------------------ | --------------------------------------------- |
| 1 | 第1回 （1989年）     | 7位                  |                                      | 初出場                                        |
| 2 | 第2回 （1990年）     | 6位                  |                                      |                                               |
| 3 | 第3回 （1991年）     | 8位                  |                                      |                                               |
| 4 | 第6回 （1994年）     | 11位                 |                                      |                                               |
| 5 | 第7回 （1995年）     | 7位                  |                                      |                                               |
| 6 | 第8回 （1996年）     | 6位                  |                                      | 区間賞（4区）                                 |
| 7 | 第9回 （1997年）     | 9位                  |                                      |                                               |
| 8 | 第11回 （1999年）    | 11位                 |                                      |                                               |
| 9 | 第12回 （2000年）    | 11位                 |                                      |                                               |
| 10                                                                                                   | 第15回 （2003年）    | 4位                  |                                      | 区間賞（4区、5区新）                          |
| 11                                                                                                   | 第16回 （2004年）    | 4位                  |                                      |                                               |
| 12                                                                                                   | 第17回 （2005年）    | 1位                  | ●                                    | 区間賞（2区、5区、6区）、大会新記録、初優勝   |
| 13                                                                                                   | 第18回 （2006年）    | 1位                  | ●                                    | 区間賞（2区、3区新、5区）、大会新記録、優勝   |
| 14                                                                                                   | 第19回 （2007年）    | 1位                  | ●                                    | 区間賞（1区新、4区新、5区）、大会新記録、優勝 |
| 15                                                                                                   | 第20回 （2008年）    | 6位                  |                                      | 区間賞（4区）                                 |
| 16                                                                                                   | 第23回 （2011年）    | 4位                  |                                      |                                               |
| 17                                                                                                   | 第27回 （2015年）    | 5位                  |                                      |                                               |
| 18                                                                                                   | 第28回 （2016年）    | 3位                  | ●                                    | 区間賞（3区）                                 |
| 19                                                                                                   | 第29回 （2017年）    | 1位                  | ●                                    | 区間賞（1区、4区、5区、6区）、優勝            |
| 20                                                                                                   | 第30回 （2018年）    | 3位                  | ●                                    |                                               |
| 21                                                                                                   | 第31回 （2019年）    | 4位                  |                                      |                                               |
| 優勝（1位）回数                                                                                      | 優勝（1位）回数      | 4回                  | 優勝：第17回、第18回、第19回、第29回 | 優勝：第17回、第18回、第19回、第29回          |
| 上位入賞3校は、翌大会のシード校として出場可。区間賞（n区新（ボールド体））は、当該大会の区間新記録。 |                      |                      |                                      |                                               |

##### 全日本大学駅伝での主な記録 （2020年現在）
- 優勝回数：2回（第35回、第51回）
- シード権獲得回数：50回（第9回、第15回、第22回、第35回、第39回、第42回、第46回-第47回、第49回-第51回）
- 区間賞獲得数：7個
- 連続区間賞獲得年数：3年連続（第48回-第51回）

| 全日本大学駅伝での歴代成績                    | 全日本大学駅伝での歴代成績 | 全日本大学駅伝での歴代成績 | 全日本大学駅伝での歴代成績 | 全日本大学駅伝での歴代成績 |
| 出場 回数                                     | 出場回                     | 総合 順位                  | シード権 獲得              | 備 考                      |
| --------------------------------------------- | -------------------------- | -------------------------- | -------------------------- | -------------------------- |
| 1                                             | 第9回 （1978年）           | 6位                        | ●                          | 区間賞（6区）、初出場      |
| 2                                             | 第11回 （1980年）          | 10位                       |                            |                            |
| 3                                             | 第14回 （1983年）          | 7位                        |                            |                            |
| 4                                             | 第15回 （1984年）          | 6位                        | ●                          | 区間賞（2区）              |
| 5                                             | 第18回 （1987年）          | 7位                        |                            |                            |
| 6                                             | 第19回 （1988年）          | 9位                        |                            |                            |
| 7                                             | 第20回 （1988年）          | 9位                        |                            |                            |
| 8                                             | 第21回 （1989年）          | 9位                        |                            |                            |
| 9                                             | 第22回 （1990年）          | 6位                        | ●                          |                            |
| 10                                            | 第23回 （1991年）          | 8位                        |                            |                            |
| 11                                            | 第26回 （1994年）          | 8位                        |                            |                            |
| 12                                            | 第27回 （1995年）          | 9位                        |                            |                            |
| 13                                            | 第28回 （1996年）          | 10位                       |                            |                            |
| 14                                            | 第29回 （1997年）          | 9位                        |                            |                            |
| 15                                            | 第30回 （1998年）          | 7位                        |                            |                            |
| 16                                            | 第31回 （1999年）          | 7位                        |                            |                            |
| 17                                            | 第32回 （2000年）          | 9位                        |                            |                            |
| 18                                            | 第34回 （2002年）          | 10位                       |                            |                            |
| 19                                            | 第35回 （2003年）          | 1位                        | ●                          | 初優勝                     |
| 20                                            | 第36回 （2004年）          | 8位                        |                            |                            |
| 21                                            | 第39回 （2007年）          | 4位                        | ●                          |                            |
| 22                                            | 第40回 （2008年）          | 12位                       |                            |                            |
| 23                                            | 第41回 （2009年）          | 9位                        |                            |                            |
| 24                                            | 第42回 （2010年）          | 5位                        | ●                          |                            |
| 25                                            | 第43回 （2011年）          | 7位                        |                            |                            |
| 26                                            | 第44回 （2012年）          | 12位                       |                            |                            |
| 27                                            | 第46回 （2014年）          | 6位                        | ●                          |                            |
| 28                                            | 第47回 （2015年）          | 5位                        | ●                          |                            |
| 29                                            | 第48回 （2016年）          | 7位                        |                            | 区間賞（3区）              |
| 30                                            | 第49回 （2017年）          | 2位                        | ●                          | 区間賞（3区）              |
| 31                                            | 第50回 （2018年）          | 2位                        | ●                          | 区間賞（3区）              |
| 32                                            | 第51回 （2019年）          | 1位                        | ●                          | 区間賞（4区、6区新）、優勝 |
| 優勝（1位）回数                               | 優勝（1位）回数            | 2回                        | 優勝：第35回、第51回       | 優勝：第35回、第51回       |
| 上位入賞6校は、翌大会のシード校として出場可。 |                            |                            |                            |                            |

##### 箱根駅伝での主な記録 （2021年現在）
- 総合優勝回数：1回（第95回）
- シード権獲得回数：29回（第50回、第53回、第59回-第60回、第62回-第67回、第70回-第73回、第75回-第76回、第79回-第83回、第87回、第91回-第97回）
- 区間賞獲得数：16個
- 連続区間賞獲得年数：6年連続（第79回-第84回）

| 箱根駅伝での歴代成績                                                                                          | 箱根駅伝での歴代成績 | 箱根駅伝での歴代成績 | 箱根駅伝での歴代成績 | 箱根駅伝での歴代成績 | 箱根駅伝での歴代成績                                     | 箱根駅伝での歴代成績                                                |
| 出場 回数 | 出場回               | 往路 順位            | 復路 順位            | 総合 順位            | シード権 獲得                                            | 備 考                                                               |
| --- | -------------------- | -------------------- | -------------------- | -------------------- | -------------------------------------------------------- | ------------------------------------------------------------------- |
| 1 | 第49回 （1973年）    | 15位                 | 14位                 | 14位                 |                                                          | 初出場                                                              |
| 2 | 第50回 （1974年）    | 6位                  | 11位                 | 9位                  | ●                                                        | 区間賞（1区）、初のシード権獲得                                     |
| 3 | 第51回 （1975年）    | 12位                 | 10位                 | 10位                 |                                                          |                                                                     |
| 4 | 第52回 （1976年）    | 15位                 | 13位                 | 13位                 |                                                          |                                                                     |
| 5 | 第53回 （1977年）    | 5位                  | 6位                  | 6位                  | ●                                                        |                                                                     |
| 6 | 第54回 （1978年）    | 12位                 | 9位                  | 10位                 | ●                                                        |                                                                     |
| 7 | 第55回 （1979年）    | 9位                  | 12位                 | 11位                 |                                                          |                                                                     |
| 8 | 第56回 （1980年）    | 8位                  | 11位                 | 10位                 |                                                          |                                                                     |
| 9 | 第57回 （1981年）    | 10位                 | 13位                 | 12位                 |                                                          |                                                                     |
| 10 | 第58回 （1982年）    | 11位                 | 12位                 | 11位                 |                                                          |                                                                     |
| 11 | 第59回 （1983年）    | 5位                  | 6位                  | 5位                  | ●                                                        |                                                                     |
| 12 | 第60回 （1984年）    | 2位                  | 9位                  | 6位                  | ●                                                        |                                                                     |
| 13 | 第61回 （1985年）    | 9位                  | 13位                 | 13位                 |                                                          |                                                                     |
| 14 | 第62回 （1986年）    | 8位                  | 4位                  | 7位                  | ●                                                        |                                                                     |
| 15 | 第63回 （1987年）    | 8位                  | 8位                  | 6位                  | ●                                                        |                                                                     |
| 16 | 第64回 （1988年）    | 11位                 | 7位                  | 8位                  | ●                                                        |                                                                     |
| 17 | 第65回 （1989年）    | 8位                  | 6位                  | 8位                  | ●                                                        |                                                                     |
| 18 | 第66回 （1990年）    | 10位                 | 8位                  | 8位                  | ●                                                        |                                                                     |
| 19 | 第67回（1991年）     | 12位                 | 4位                  | 8位                  | ●                                                        |                                                                     |
| 20 | 第68回 （1992年）    | 11位                 | 8位                  | 10位                 |                                                          |                                                                     |
| 21 | 第69回 （1993年）    | 15位                 | 9位                  | 14位                 |                                                          |                                                                     |
| 22 | 第70回 （1994年）    | 10位                 | 5位                  | 5位                  | ●                                                        |                                                                     |
| 23 | 第71回 （1995年）    | 11位                 | 7位                  | 8位                  | ●                                                        |                                                                     |
| 24 | 第72回 （1996年）    | 3位                  | 7位                  | 4位                  | ●                                                        |                                                                     |
| 25 | 第73回 （1997年）    | 7位                  | 9位                  | 8位                  | ●                                                        |                                                                     |
| 26 | 第74回 （1998年）    | 11位                 | 15位                 | 14位                 |                                                          |                                                                     |
| 27 | 第75回 （1999年）    | 3位                  | 9位                  | 5位                  | ●                                                        | 区間賞（5区）                                                       |
| 28 | 第76回 （2000年）    | 2位                  | 10位                 | 7位                  | ●                                                        | 区間賞（5区）                                                       |
| 29 | 第77回 （2001年）    | -                    | -                    | -                    |                                                          | 途中棄権（2区）                                                     |
| 30 | 第78回 （2002年）    | 14位                 | 13位                 | 14位                 |                                                          |                                                                     |
| 31 | 第79回 （2003年）    | 5位                  | 13位                 | 7位                  | ●                                                        | 区間賞（5区）                                                       |
| 32 | 第80回 （2004年）    | 2位                  | 4位                  | 2位                  | ●                                                        | 区間賞（7区、8区）                                                  |
| 33 | 第81回 （2005年）    | 1位                  | 12位                 | 6位                  | ●                                                        | 区間賞（1区）、往路初優勝                                           |
| 34 | 第82回 （2006年）    | 8位                  | 4位                  | 6位                  | ●                                                        | 区間賞（3区）                                                       |
| 35 | 第83回 （2007年）    | 2位                  | 4位                  | 3位                  | ●                                                        | 区間賞（1区新）                                                     |
| 36 | 第84回 （2008年）    | 8位                  | -                    | -                    |                                                          | 区間賞（7区）、途中棄権（10区）                                     |
| 37 | 第85回 （2009年）    | 21位                 | 19位                 | 19位                 |                                                          |                                                                     |
| 38 | 第86回 （2010年）    | 12位                 | 12位                 | 12位                 |                                                          |                                                                     |
| 39 | 第87回 （2011年）    | 3位                  | 8位                  | 4位                  | ●                                                        | 区間賞（2区）                                                       |
| 40 | 第88回 （2012年）    | 8位                  | 18位                 | 12位                 |                                                          | 40回連続出場                                                        |
| - | 第89回 （2013年）    | -                    | -                    | -                    |                                                          | 出場なし                                                            |
| 41 | 第90回 （2014年）    | 9位                  | 18位                 | 13位                 |                                                          |                                                                     |
| 42 | 第91回 （2015年）    | 7位                  | 8位                  | 6位                  | ●                                                        |                                                                     |
| 43 | 第92回 （2016年）    | 8位                  | 6位                  | 5位                  | ●                                                        |                                                                     |
| 44 | 第93回 （2017年）    | 15位                 | 4位                  | 10位                 | ●                                                        | 区間賞（7区）                                                       |
| 45 | 第94回 （2018年）    | 9位                  | 4位                  | 5位                  | ●                                                        |                                                                     |
| 46 | 第95回 （2019年）    | 2位                  | 2位                  | 1位                  | ●                                                        | 区間賞（5区新、8区新）、初の総合優勝（総合区間新記録）              |
| 47 | 第96回 （2020年）    | 4位                  | 1位                  | 2位                  | ●                                                        | 区間賞（6区新、8区）、 復路初優勝（復路区間新記録、総合区間新記録） |
| 優勝（1位）回数                                                                                               | 優勝（1位）回数      | 1回                  | 1回                  | 1回                  | 往路優勝：第81回 \| 復路優勝：第96回 \| 総合優勝：第95回 | 往路優勝：第81回 \| 復路優勝：第96回 \| 総合優勝：第95回            |
| 総合順位上位入賞10校は、翌大会のシード校として出場可。区間賞（n区新（ボールド体））は、当該大会の区間新記録。 |                      |                      |                      |                      |                                                          |                                                                     |

#### サッカー部
- 関東大学1部リーグ優勝1回。
- 総理大臣杯全日本大学サッカートーナメント優勝2回。
- 全日本大学サッカー選手権優勝2回。
- 天皇杯出場10回。

#### 柔道部
- 全日本学生柔道優勝大会男子優勝23回（史上最多）。女子優勝4回。
- 全日本学生柔道体重別団体優勝大会男子優勝10回（史上最多）。

#### バレーボール部
- 全日本バレーボール大学男女選手権大会優勝7回。
- 全日本大学男子バレーボール東西選抜優勝大会優勝6回。
- 女子部は、全日本バレーボール大学男女選手権大会優勝7回。
- 三校戦ー優勝802回

#### 男子バスケットボール部
- 愛称はシーガルス。
- 関東大学1部リーグ優勝3回。
- 全日本学生バスケットボール選手権大会優勝6回。
- 2007年全日本総合バスケットボール選手権大会ではチーム初及び学生では日本体育大学バスケットボール部以来21年ぶりとなるベスト4進出。

#### ラグビーフットボール部
- 愛称はシーゲイルズ。

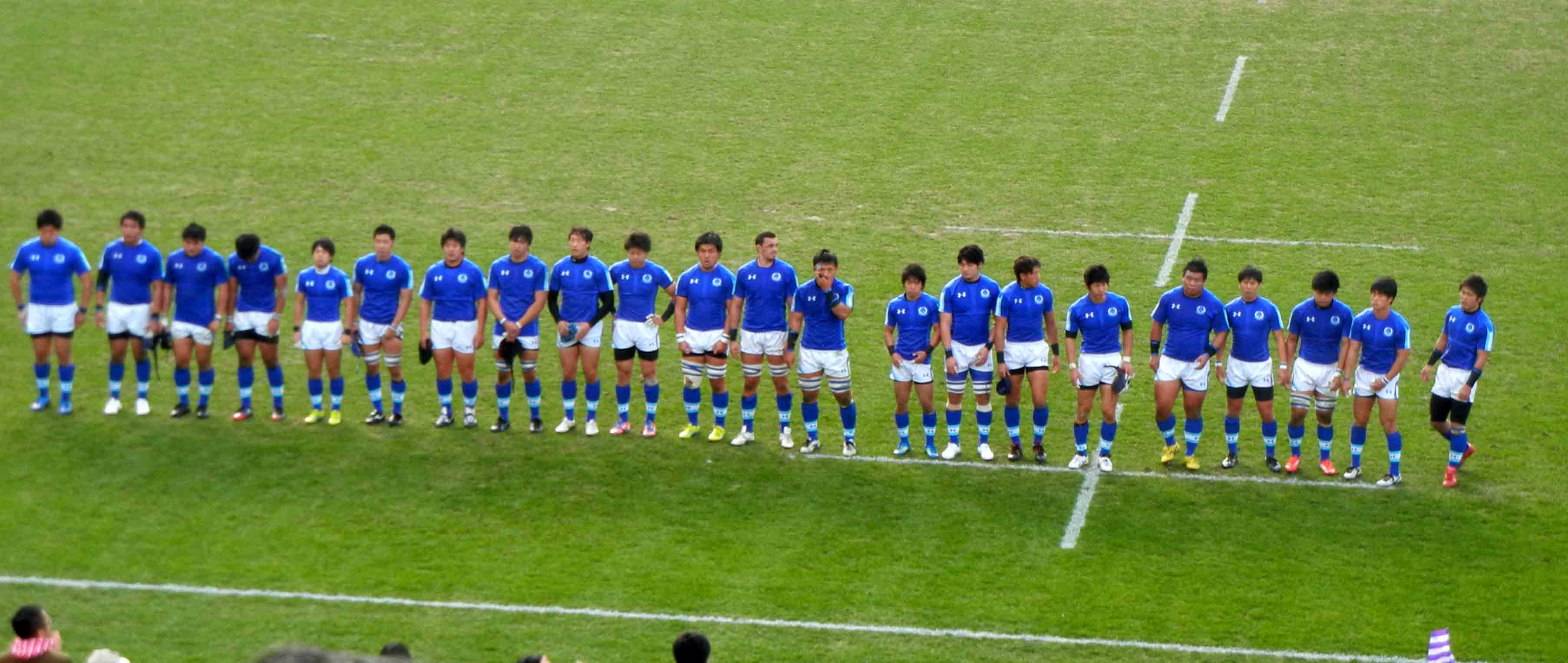
観客席のファンに挨拶をする選手達

- 関東大学ラグビーリーグ戦1部に所属。関東大学ラグビーリーグ戦1部優勝13回。
- 全国地区対抗大学ラグビーフットボール大会優勝1回。
- 全国大学ラグビーフットボール選手権大会準優勝3回。
- YC&AC JAPAN SEVENS優勝1回。
- 東日本大学セブンズ優勝5回。

#### アメリカンフットボール部
- 愛称はトライトンズ。
- 関東選手権準優勝4回。2016年、2部リーグAブロックで優勝。1部リーグBIG8へ昇格した。

### 奨学金

#### 入学出願時に申請出来る奨学金
- 一般入学試験成績優秀者奨学金

#### 入学前予約型給付奨学金
- 学修サポート給付型奨学金[104]

#### 入学後に公募される奨学金
- 「松前重義記念基金」学部奨学金
- 「松前重義記念基金」自己研鑚奨学金
- 「松前重義記念基金」建学記念奨学金（建学記念論文）
- 勤労奨学金
- 応急奨学金
- 東海大学後援会（校友会）奨学金
- 医学部奨学金
- 医学部奨学金（ひまわり）
- 医学部特別貸与奨学金
- 佐藤兼蔵貸与奨学金（医学部・健康科学部）
- 望星奨学金（健康科学部看護学科）

#### 大学が指定する者に与える奨学金
- キャンパス間留学奨学金
- 国際交流奨学金
- 留学生特別奨学金
- 「松前重義記念基金」松前重義留学生奨学金
- 航空操縦学専攻留学奨学金（工学部航空宇宙学科航空操縦学専攻）
- スポーツ奨学金
- 留学生奨学金
- 大学院奨学金
- 「松前重義記念基金河上益夫・内田荘祐奨学金」（工学部材料科学科）

#### その他の奨学金
- 東海大学・ANA 航空操縦士養成貸与奨学金（工学部航空宇宙学科航空操縦学専攻）
- 佐藤兼蔵研究奨励奨学金

## 大学関係者と組織

### 大学関係者組織
- 東海大学同窓会は、地区別・専攻別・海外支部などを擁し、卒業者数も圧倒する。
- 現役学生の保護者を会員とする東海大学後援会も設けられ、卒業後の保護者を対象とする白鴎会などがある。これらを合わせて、東海大学校友会と称している。

## 施設

### キャンパス

#### 湘南キャンパス
学部
- 文学部
- 文化社会学部
- 国際学部（1～2年次）
- 法学部
- 政治経済学部（1～2年次）
- 経営学部（1～2年次）
- 教養学部
- 児童教育学部
- 体育学部
- 情報理工学部
- 情報通信学部（1～2年次）
- 建築都市学部
- 理学部
- 工学部（医用生体工学科1～2年次）
- 健康学部
- 観光学部（1～2年次）

研究科
- 総合理工学研究科
- 生物科学研究科
- 文学研究科
- 政治学研究科
- 経済学研究科
- 法学研究科
- 人間環境学研究科
- 芸術学研究科
- 体育学研究科
- 理学研究科
- 工学研究科

課程
- 別科日本語研修課程

交通アクセス

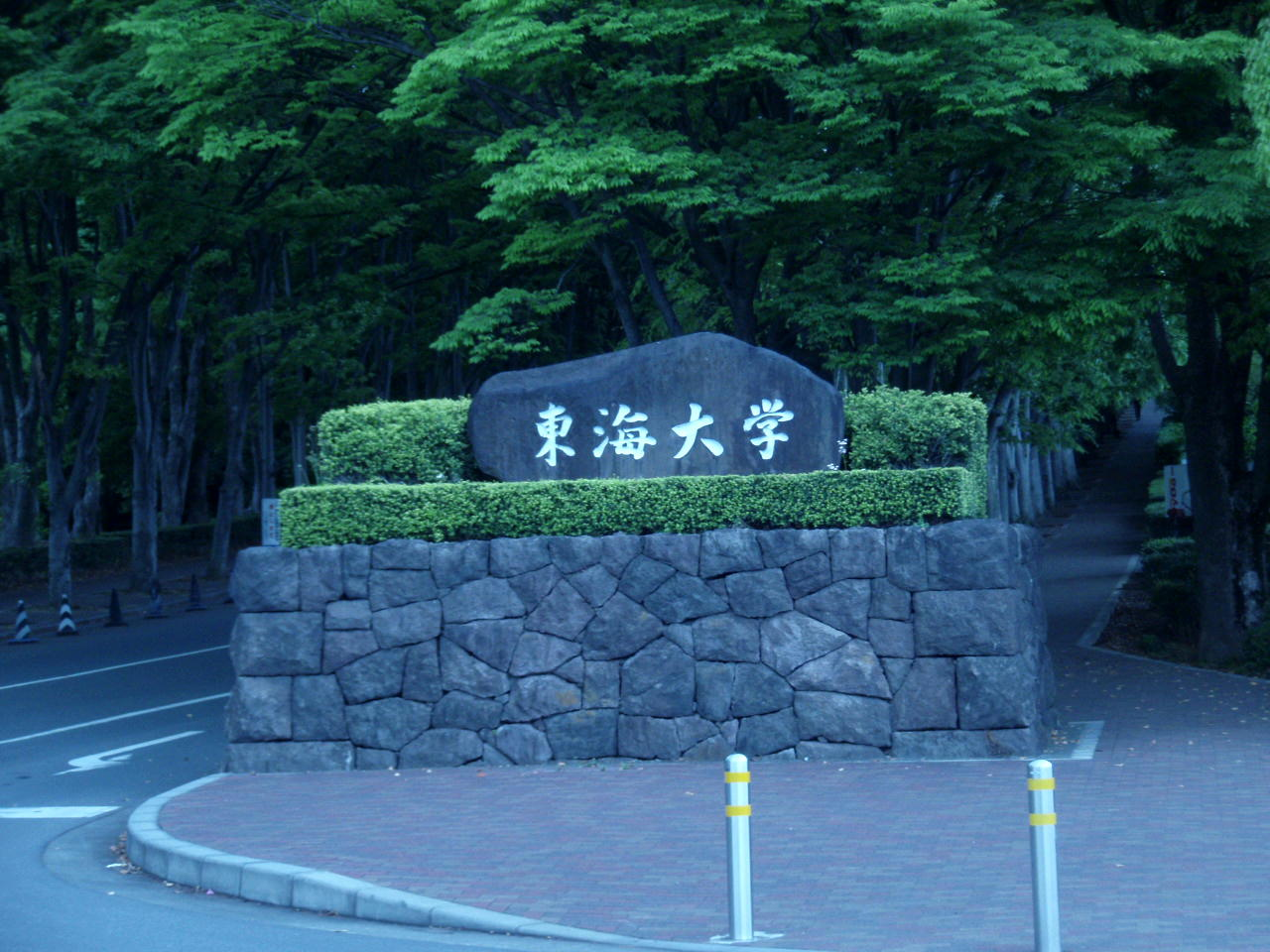
湘南キャンパス入り口

- 小田急小田原線「東海大学前駅」から、『平塚駅北口行き』バス（約5分）で「東海大学1号館前」下車すぐ。『秦野駅行き』・『下大槻団地行き』バス（約5分）で「東海大学北門」下車すぐ。徒歩の場合、南口より約15分。
- JR東日本東海道線「平塚駅」から、『東海大学前駅南口行き』バス（約30分）で「東海大学1号館前」下車すぐ。『秦野駅行き』バス（約30分）で「東海大学正門前」下車、徒歩約5分。

環境
- 東海大学のメインキャンパスで、陸上競技場・野球場・テニスコート・屋内プール・サッカー場・ラグビー場・アメフト場など、多くのスポーツ施設が集まる。
- 建設は、1962年より開始され、グランドデザインおよび初期の校舎設計は、同大学教授でもあった建築家山田守が行った。なお、これらは、DOCOMOMO135選に選定されている。
- 湘南キャンパスは、ISO14001を2003年に取得。
- 湘南キャンパス内にあるドトールコーヒーショップを英語化した[105]。
- 湘南キャンパスは、日本の大学の中でも有数の敷地を誇り、キャンパス内東西南北の移動にも10分から15分程度の時間を要するが、学生生活、研究生活には良好な環境である。
- Google ストリートビューで湘南キャンパス敷地内の風景を見ることが出来る。

#### 渋谷キャンパス
交通アクセス

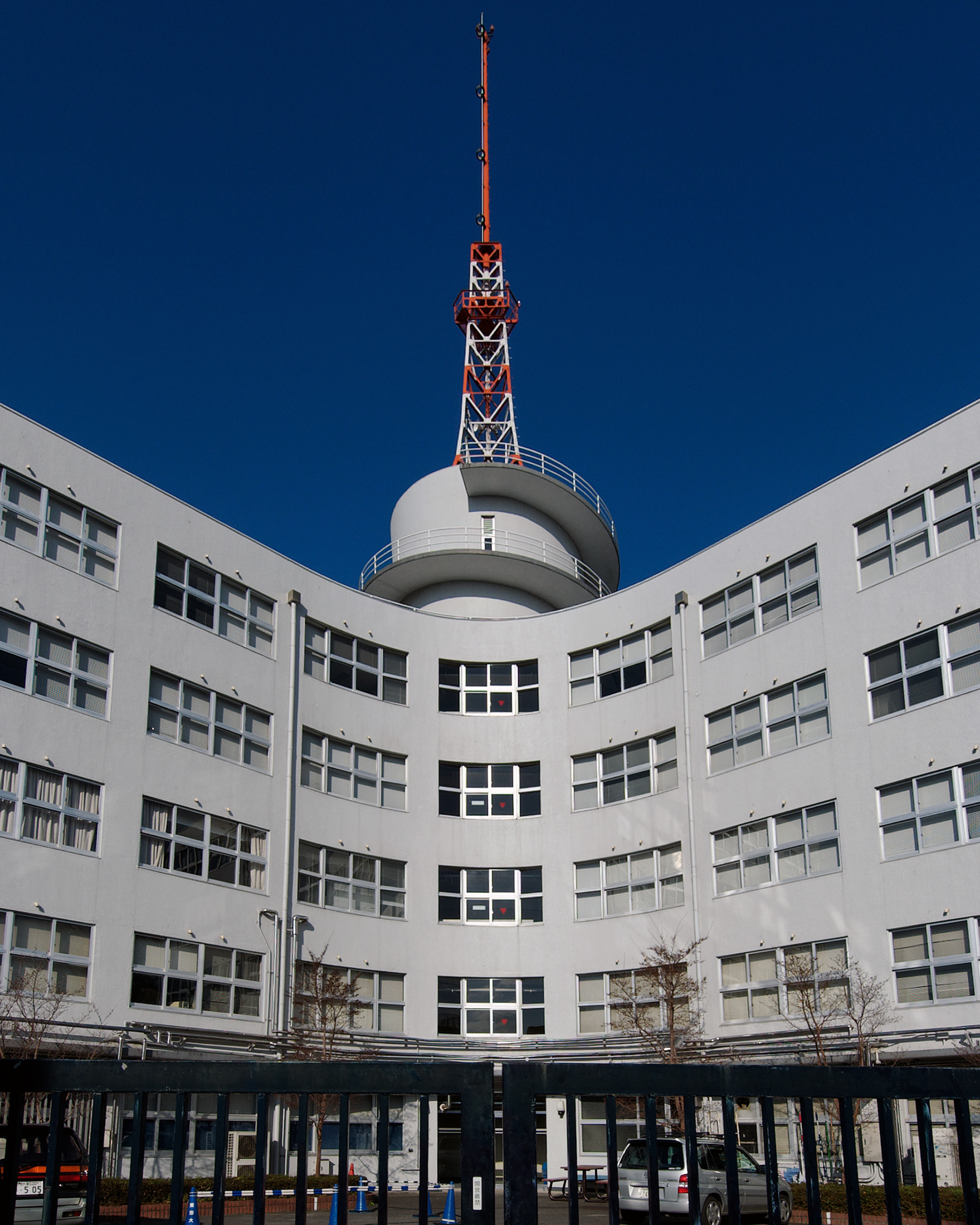
渋谷キャンパス2号館

- 小田急小田原線「代々木八幡駅」下車、徒歩10分。
- 東京メトロ千代田線「代々木公園駅」下車、徒歩10分。
- 小田急小田原線・東京メトロ千代田線 「代々木上原駅」下車、徒歩約15分。
- 京王井の頭線「駒場東大前駅」下車、徒歩約15分。

環境
- 大学本部は、このキャンパスにある。
- 東海大学の校歌は、代々木をベースにしている。
- 初期のFM東海の放送を行ったX字型（2号館）が敷地中央にある。
- キャンパスは、渋谷区富ヶ谷の学校法人名教学園敷地を購入した。
- 1955年から7年間にわたり、同大学の教授でもあった建築家山田守の設計によって1号館 - 5号館までの5つの校舎を完成させている。
- 手狭になった為教養部を現相模高校敷地に移転。さらに湘南キャンパスに移転した。
- 工学部の7学科のメインキャンパス(所属キャンパス)は、湘南キャンパスに移転後も1980年代までは、代々木キャンパスであり、4年生は、一部の講義が代々木で行われ、一部の研究室も代々木にあった。その為、学生は、代々木と湘南の両キャンパスに通学していた。また、2011年度まで第二工学部（後、情報デザイン工学部）も存在した。
- 観光学部は2024年に品川キャンパスに移転した。

#### 品川キャンパス
学部
- 情報通信学部（3～4年次）
- 国際学部（3～4年次)
- 観光学部（3～4年次）
- 政治経済学部（3～4年次）
- 経営学部（3～4年次）
- いずれの学部も1～2年次は湘南キャンパス

研究科
- 情報通信学研究科

交通アクセス

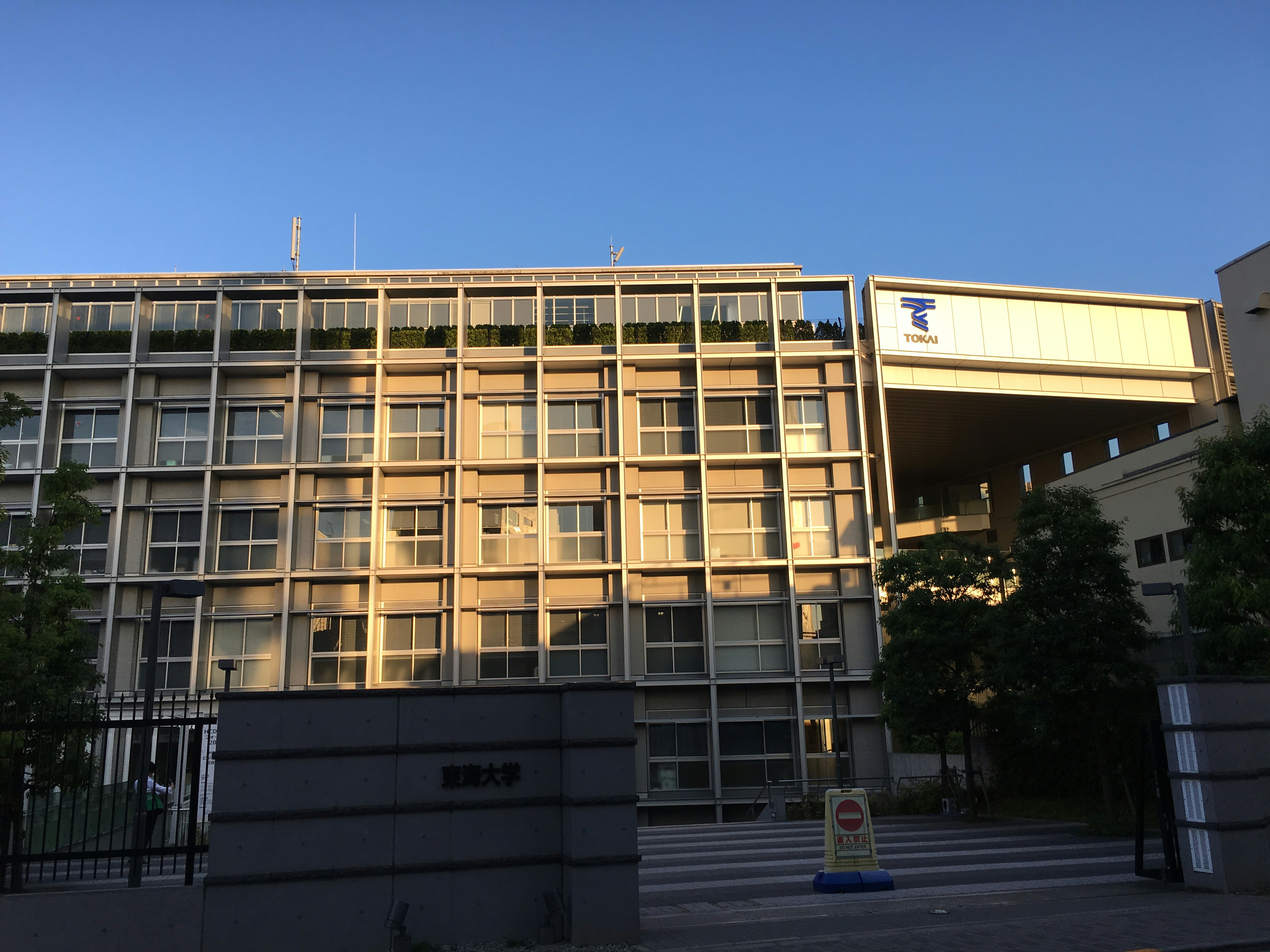
品川キャンパス

- JR東日本山手線・京浜東北線高輪ゲートウェイ駅下車、徒歩12分。
- 東京メトロ南北線・都営地下鉄三田線「白金高輪駅」下車、徒歩約8分。
- JR東日本山手線・東海道線・横須賀線・京浜東北線・京急本線・JR東海 東海道新幹線「品川駅」下車、徒歩約18分。都バス『目黒駅行』に乗り『高輪警察署前』下車、徒歩約3分。
- 京急本線・都営地下鉄浅草線「泉岳寺駅」下車、徒歩約10分。

環境
- 産学連携型教育で実践的に学ぶことが出来る。

#### 静岡キャンパス
学部
- 人文学部
- 海洋学部

研究科
- 海洋学研究科

課程
- 乗船実習課程

交通アクセス

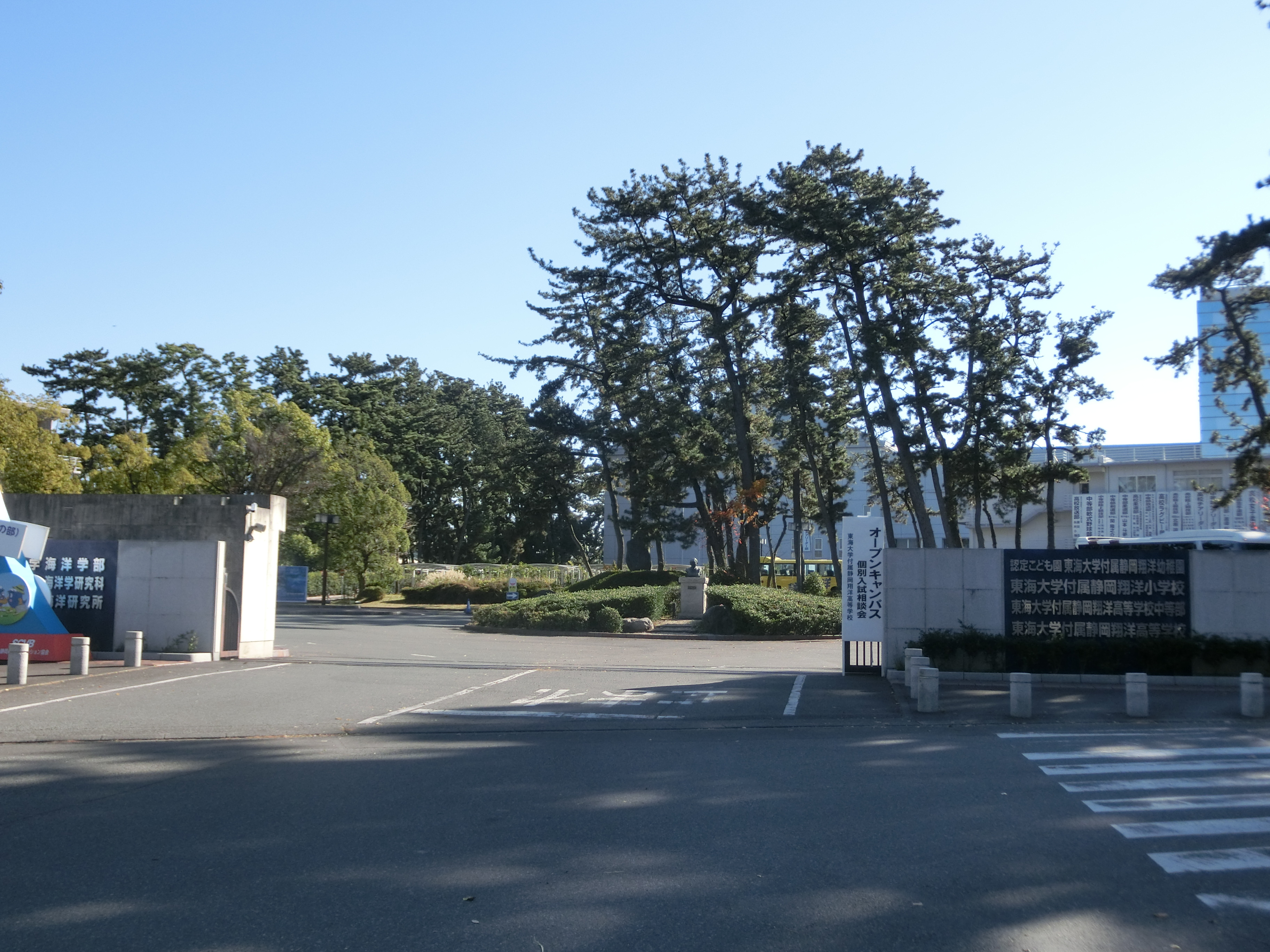
静岡キャンパス

- JR東海 東海道本線「清水駅」から、『東海大学三保水族館行き』、『三保車庫行き』または『折戸車庫行き』バス（約20分）で「東海大学・海技短大前」下車、徒歩約2分。

環境
- 東海大学が設置された最初のキャンパスである。
- 1961年、東京商船大学清水分校（現在の東京海洋大学）が、東京へ移転したのを機に跡地を譲受し[106]、清水キャンパスを開設した。
- 同じキャンパス内にある東海大学海洋研究所傘下には、（地震予知研究センター、海洋生物センター、水族生態研究センター）を配置し、海洋調査研修船「望星丸」、小型船舶調査船、臨海実験所、各種実験場を擁して研究活動を展開している。
- 本学施設として東海大学社会教育センターを構成する東海大学海洋科学博物館・東海大学自然史博物館が、清水区三保に所在している。
- 東海大学沖縄地域研究センターが、沖縄県八重山郡竹富町に拠点を構えている。
- 大学・学部教育を中心に海洋科学分野の研究機関として全国有数の陣容となっている。

#### 伊勢原キャンパス
学部
- 医学部
- 工学部（医用生体工学科3年次、4年次）

研究科
- 医学研究科
- 健康科学研究科
- 工学研究科

交通アクセス
- 小田急小田原線「伊勢原駅」南口から、神奈川中央交通バス『東海大学病院行』、北口からは小田急『愛甲石田駅行』（約10分）で「東海大学病院」バス停下車すぐ。徒歩の場合、北口より約15分。

環境
- 付属病院
- 高度救命救急センター
- 付属病院には、ドクターヘリ、ドクターカーが待機している。

#### 熊本キャンパス
学部
- 文理融合学部
- 経営学部
- 基盤工学部

交通アクセス

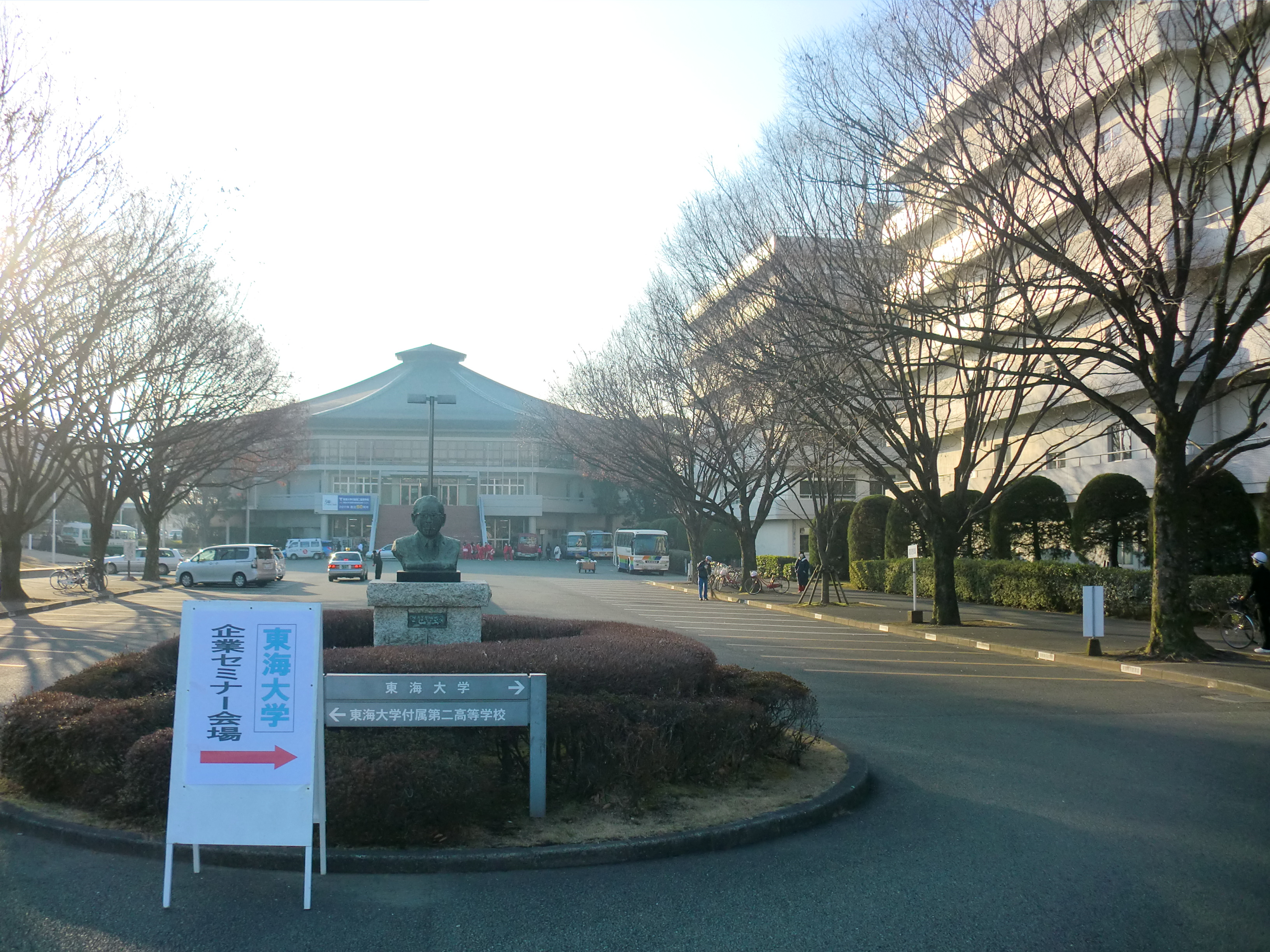
熊本キャンパス

- JR九州豊肥本線「東海学園前駅」で下車。すぐ。
- 熊本桜町バスターミナル16番乗り場より九州産交バス供合線（F1-1・F1-2系統）に乗車。「東海学園前」バス停下車、徒歩1分。

環境
- カフェテリアや人工芝のサッカー場がある。

#### 阿蘇くまもと臨空キャンパス
学部
- 農学部
  - 但し、1年次においては主に熊本キャンパスにて他学部と併習

大学院
- 農学研究科（修士課程）
- 生物科学研究科（博士課程）

交通アクセス
- 付近は鉄道が通っておらず、鉄道駅はない（最寄り駅はJR豊肥本線「肥後大津駅」。駅からは本学生のためのスクールバスが運行されており、本バスで15分）
- 熊本桜町バスターミナル6番乗り場より九州産交バス「阿蘇くまもと空港リムジンバス」（AP系統）に乗車。終点下車後、徒歩15分。

環境
- 阿蘇くまもと空港から700メートルとほぼ至近距離に位置する。
- 元々この場所は本学付属の宇宙情報センター施設として長らく位置していたが、2016年4月に発生した熊本地震により、これまで南阿蘇村に存在した「阿蘇キャンパス」が地震により被災し、同キャンパスで行われていた講義や研究等は熊本キャンパスに統合される形で継続されたが、研究室単位での圃場や家畜飼育などをはじめとする実習場の確保が十分ではなく、教育環境の充実が課題となっていたことから、これらの状況に鑑み検討を重ねた結果、宇宙情報センター用地への転用を決定し、2020年12月より新キャンパスの再整備に着手し、2023年4月より宇宙情報センターを内包する形で新キャンパス開校に至った。
- かつての阿蘇キャンパスにおいては、敷地内で地震の被害が最も少なかったエリアを「阿蘇実習フィールド」として残し、一部の実習や研究活動は引き続きおこなわれている。
- 本キャンパス付近には崇城大学空港キャンパスも隣接している。

#### 札幌キャンパス
学部
- 国際文化学部
- 生物学部

交通アクセス

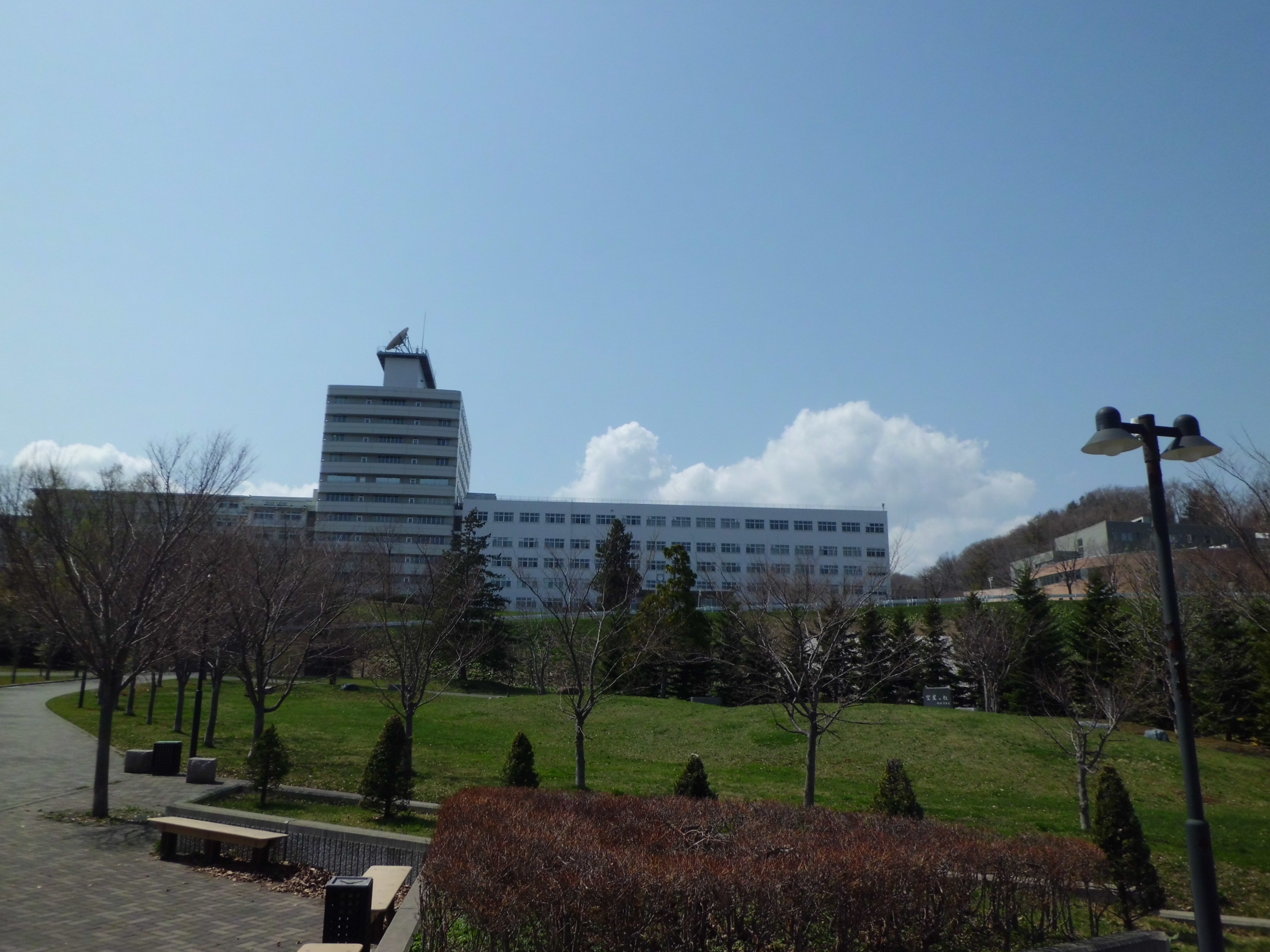
札幌キャンパス

- 札幌市営地下鉄南北線「真駒内駅」からじょうてつバス（南96番または環96番）約20分。「東海大学前」下車。

環境
- ラベンダー畑を見ることが出来る。

## 対外関係

### 地方公共団体との協定

#### 行政機関・県
- 2018年1月 環境省と熊本県とともに、「阿蘇地域の創造的復興に向けた地域循環共生圏の構築に関する協定」を締結。

#### 都道府県
- 2008年 静岡県と静岡大学・浜松医科大学・静岡県立大学・静岡文化芸術大学・常葉大学とともに、静岡県内の防災に関する協定（しずおか防災コンソーシアム）を締結。
- 2012年11月 静岡県と「研究分野における連携協定」を締結。
- 2012年10月 山梨県と「学生U・Iターン就職促進協定」を締結。
- 2014年10月 新潟県と「学生U・Iターン就職促進に関する協定」を締結。
- 2015年1月 神奈川県と「包括連携協定」を締結。
- 2015年1月 石川県と「県内就職支援に関する協定」を締結。
- 2015年8月 山形県と「学生U・Iターン就職促進に関する協定」を締結。
- 2015年11月 熊本県と「学生の就職支援に関する協定」を締結。
- 2016年3月 香川県と「就職支援に関する協定」を締結。
- 2016年3月 静岡県と「就職支援協定」を締結。
- 2016年11月 福岡県と専修大学・立命館大学・神戸学院大学とともに、「就職促進連携協定」を締結。
- 2017年1月 北海道と「学生U・Iターン就職促進に関する協定」を締結。
- 2017年1月 長野県と「学生Uターン就職促進協定」を締結。
- 2017年3月 秋田県と「学生Aターン就職促進協定」を締結。
- 2017年5月 大阪府と「学生U・I・Jターン就職促進に関する協定」を締結。
- 2017年6月 岐阜県と「学生U・I・Jターン就職促進に関する協定」を締結。
- 2017年7月 栃木県と「学生U・Iターン就職促進に関する協定」を締結。
- 2017年12月 山口県と「学生Uターン就職促進に関する協定」を締結。
- 2018年11月 京都府と「学生U・I・Jターン就職促進に関する協定」を締結。
- 2019年3月 高知県と「学生U・I・Jターン就職促進に関する協定」を締結。
- 2019年3月 千葉県と「学生U・I・Jターン就職促進に関する協定」を締結。

#### 市区町村
- 1983年1月 神奈川県秦野市と、施設利用・人的交流を目的とした交流協定締結。
- 1986年 神奈川県平塚市と、施設利用・人的交流を目的とした交流協定締結。
- 2003年10月 沖縄県八重山郡竹富町と、教育・研究を目的とした交流協定を締結。
- 2006年 愛媛県西条市と、教育・研究の拡充と地域活性化を目的に教育・研究交流協定を締結。
- 2008年4月 熊本県合志市と、総合交流協定を締結。
- 2008年9月 神奈川県伊勢原市と、「包括的な提携に関する協定」を締結。
- 2008年12月 熊本県阿蘇市と、地域農業振興・発展に関する相互協力協定を締結。
- 2010年6月 北海道根室市と、海洋学部が相互協力協定を締結。
- 2010年12月 長野県茅野市と、包括的な提携に関する協定を締結。
- 2010年12月 石川県能登町と、包括的な提携に関する協定を締結。
- 2012年3月 神奈川県大磯町と、「包括的な提携事業に関する協定書」を締結。
- 2013年4月 群馬県嬬恋村と、包括的連携協力に関する協定を締結。
- 2014年5月 東京都港区と「連携協力に関する基本協定」を締結。
- 2014年5月 沖縄県石垣市と、「包括的な提携に関する協定書」を締結。
- 2014年6月 北海道旭川市と、「包括連携に関する協定書」を締結。
- 2015年2月 静岡県静岡市と、「包括連携に関する協定」を締結。
- 2015年2月 東京都渋谷区と、「連携協力に関する基本協定」を締結。
- 2015年8月 神奈川県相模原市と、「包括連携協定」を締結。
- 2017年12月 北海道札幌市と、「U・Iターン就職促進協定」を締結。
- 2018年1月 東京都渋谷区と、「包括連携に関するシブヤ・ソーシャル・アクション・パートナー協定（S-SAP協定）」を締結。
- 2019年2月 熊本県益城町と、「包括連携協定」を締結。
- 2019年3月 神奈川県伊勢原市と、医学部付属病院が「派遣型救急ワークステーション事業」に関する協定を締結。

### 公的機関
- 国際協力機構の発展途上国への提案型技術協力 (PROTECO) 事業に協力。
- 東京商工会議所産学公連携相談窓口に連携協力機関（大学・公設試験研究機関）として、東京工業大学、慶應義塾大学等と参加[107]。
- 2004年4月 東京交響楽団と東海大学の交流協定を締結。（音楽技術だけでなく、人的交流を通じた社会活動の還元を目的とする。）
- 2006年 港湾空港技術研究所と教育研究連携協定を締結。
- 2007年 横浜企業経営支援財団と産学連携協定を締結。
- 2007年 宇宙航空研究開発機構（JAXA）と陸域観測技術衛星を介したデータ利用研究や地球観測システム開発などの協力協定書を締結。
- 2009年 ブラジル政府認定の「教育養成プログラム,ブラジル人（教員）」の日本側パートナー（スクーリング（通学授業））として受け入れ開始。
- 2015年4月 国立科学博物館大学パートナーシップを締結。
- 2015年6月 一般財団法人 日本国際協力センター(JICE)北海道支所と札幌キャンパスが「国際協力及び交流を推進目的とする連携協力協定(5年間)｣を締結。
- 2017年12月 海洋研究開発機構と包括連携協定を締結。

### 企業
- 2005年・2007年 全日本空輸とパイロット養成・観光学教育・研究で連携。
- 2007年 学校法人東海大学と読売新聞東京本社と教育研究連携に関する覚書を締結（ジャーナリズム分野）。
- 2008年12月 旭川信用金庫と産学連携協力に関する協定書の締結。
- 2010年7月 肥後銀行と東海大学九州キャンパスが、「業務協力に関する協定」を締結。
- 2010年7月 社団法人かみふらの十勝岳観光協会と、北海道キャンパスが連携協力に関する協定の締結。
- 2013年3月 一般社団法人熊本県工業連合会と、九州キャンパスが包括的連携に関する協定を締結。
- 2016年6月 JR東日本横浜支社と「包括的連携に関する協定」を締結。
- 2017年12月 ANAビジネスソリューションと札幌キャンパスが、教育連携協定を締結。

### 高校・高大連携
- 2006年 神奈川県立海洋科学高等学校と、教育交流連携協定を締結。
- 2008年 神奈川県立秦野高等学校と、教育交流協定を締結。
- 2009年 神奈川県平塚・秦野地区の県立高等学校並びに特別支援学校と、体育学部が教育交流に関する協定を締結。
- 2013年3月 奈良県立十津川高等学校と、工学部が教育連携協定を締結。
- 2013年10月 北海道おといねっぷ美術工芸高等学校と、国際文化学部が高大連携事業協定を締結。

### 東京オリンピック・パラリンピック競技大会
- 2014年6月 公益財団法人東京オリンピック・パラリンピック競技大会組織委員会と2020年「東京オリンピック・パラリンピック競技大会に係る大学連携協定」を締結[108]。

### その他
- 2009年 東海大学衛星プロジェクトが産学連携で人工衛星「かがやき」を開発して打ち上げ。ソランと民間人工衛星プロジェクトに協力。

### 他大学との協定

#### 日本国内

##### 広報活動
- 東京12大学広報連絡協議会に加盟。

##### 大学宇宙工学コンソーシアム
- 大学宇宙工学コンソーシアムに加盟。（加盟49校）

##### 単位互換・学術交流などについての協定
- 神奈川県内大学間学術交流協定 (大学院：東京工業大学大学院、横浜国立大学大学院、東海大学大学院等）に参加している。
- 札幌圏大学・短期大学単位互換協定（大学：酪農学園大学、北星学園大学、東海大学（札幌キャンパス）等）に参加している。
- 1999年に、海洋科学技術センターと海洋学研究科の間で連携大学院協定を締結。
- 2004年に、神戸大学医学部と医学部との間でハワイ大学医学部と「医学英語研修」を共同運営の開始。
- 2008年10月に、静岡大学と静岡県立大学との間で大学院連携の単位互換と学術交流を行う協定を締結。
- 2009年4月に、宮崎大学大学院農学研究科・農学部と農学研究科・農学部が学術研究交流に関する基本協定を締結。
- 2011年5月に、奈良県立大学と国際文化学部が単位互換協定を締結。
- 2011年5月に、名桜大学と国際文化学部が単位互換協定を締結。
- 2012年7月に、武蔵野大学大学院薬学研究科・薬学部と医学研究科・医学部が学術交流に関する協定を締結。
- 2018年3月に、昭和薬科大学と医学部・健康科学部が学術交流協定を締結。
- 2018年5月に、東京都市大学と研究交流に関する包括協定を締結。
- 2018年7月に、尚絅大学・尚絅大学短期大学部と東海大学九州キャンパスが交流及び連携に関する包括協定を締結。

##### 大学院学生交流協定
- 大学院単位互換交流協定（文学・人文科学研究科 史学分野）
  - 単位互換制度協定校 - 青山学院大学・國學院大學・国士館大学・駒澤大学・専修大学・上智大学・中央大学・東洋大学・明治大学・立教大学・東海大学

##### 通信教育・ICT等などについての協定
- 放送大学学園と単位互換協定をしている。
- 日本オープンオンライン教育推進協議会の正会員校となっている。2016年、大学院生向けMOOCを制作公開した[109]。
- 東海大学は通信教育事業に積極的に展開してきた歴史がある。東海大学は理工系に強みを持つことから、PARTNERS計画（遠隔教育実験） - ウェイバックマシン（1999年10月8日アーカイブ分）では、郵政省、郵政省通信総合研究所(CRL）、宇宙開発事業団(NASDA)、東北大学、電気通信大学、東海大学、PARTNERS推進評議会が合同して、衛星を活用した国内外の高等教育機関間の教育プログラムを実証してきた。en:Western Governors Universityと学術協定を締結する[110] 等、通信教育・ＩＣＴに意欲的に取り組んでいる。

##### 連携協力の協定
- 2005年に、小樽商科大学と文理融合に関する連携協力に関する協定を締結。

##### 研究協力の協定
- 2014年4月に、全17機関・部局[111] を母体とする「地震・火山噴火研究の連携と、協力に関する協定書」を東海大学地震予知研究センターが締結。

##### 地域交流事業協定
- 2015年8月に、東京薬科大学と東海大学医学部付属八王子病院が地域交流事業協定を締結。

##### 学生の就職支援活動に関する申し合わせ
- 2000年に、新潟大学と締結。首都圏域の企業情報とUターン就職希望者向けの企業情報を主とした相互の情報・支援協力を目的。
- U・Iターン3大学合同企業説明会（神奈川大学・関東学院大学・東海大学の3大学合同企業説明会）[112]

##### 大学間技術職員交流について
- 2001年以降、大学間技術職員交流研修会[113]：神奈川大学、東京工業大学、東海大学など交流している。

##### 地（知）の拠点参画
- 2015年に、文部科学省 地（知）の拠点参画[114]

#### 日本国外
『平成 26 年度協定等に基づく日本人学生留学状況調査結果』（日本学生支援機構調べ 平成28年3月公表） によると、大学等が把握している日本人学生派遣数の多い大学としては、慶應義塾大学 1,254人 東海大学1,226人 東京大学 1,216人となっている。

##### 学術交流協定校
以下の学術交流協定等締結機関と提携を結んでいる。
| 国名                                                                                   | 機関名                                             | 学部等名                                                                                   | 部署名 |
| ヨーロッパ                                                                             |                                                    |                                                                                            |        |
| フィンランド                                                                           |                                                    |                                                                                            |        |
| トゥルク大学                                                                           |                                                    | 法人、大学                                                                                 |        |
| ラップランド大学                                                                       |                                                    | 北海道キャンパス                                                                           |        |
| スウェーデン                                                                           |                                                    |                                                                                            |        |
| ストックホルム大学                                                                     |                                                    | 大学、北海道キャンパス                                                                     |        |
| ヨーテボリ大学                                                                         | 言語文学部、デザイン工芸学部、経済学部             | 大学、北海道キャンパス                                                                     |        |
| チャルマース工科大学                                                                   | 建築学部                                           | 大学                                                                                       |        |
| リンチョーピング大学                                                                   |                                                    | 大学                                                                                       |        |
| デンマーク                                                                             |                                                    |                                                                                            |        |
| デンマーク文部省                                                                       |                                                    | 法人                                                                                       |        |
| コペンハーゲン商科大学                                                                 |                                                    | 法人、北海道キャンパス                                                                     |        |
| デンマーク国立デザイン学校                                                             |                                                    | 北海道キャンパス                                                                           |        |
| デンマーク海事大学                                                                     |                                                    | 海洋学部、海洋学研究所                                                                     |        |
| コペンハーゲン大学                                                                     | 健康科学部、人文科学部                             | 医学部                                                                                     |        |
| デアコネス大学                                                                         | 看護学部                                           | 健康科学部                                                                                 |        |
| ジーランド大学                                                                         | 社会福祉学部                                       | 健康科学部                                                                                 |        |
| VIA大学                                                                                | 健康科学部シルケボー看護学科                       | 医療技術短期大学                                                                           |        |
| 望星国民高等学校                                                                       |                                                    |                                                                                            |        |
| ノルウェー                                                                             |                                                    |                                                                                            |        |
| オスロ大学                                                                             |                                                    | 大学（基本協定・覚書）、北海道キャンパス                                                   |        |
| ベルゲン大学                                                                           |                                                    | 大学                                                                                       |        |
| ノルウェー国際研究所                                                                   |                                                    | 情報技術センター                                                                           |        |
| イギリス                                                                               |                                                    |                                                                                            |        |
| エセックス大学                                                                         |                                                    | 大学                                                                                       |        |
| インペリアル・カレッジ・ロンドン                                                       | インペリアル医学部                                 | 大学、医学部                                                                               |        |
| カーディフ大学                                                                         | 医学部、科学部                                     | 大学、医学部、理学部                                                                       |        |
| オックスフォード大学                                                                   |                                                    | 大学                                                                                       |        |
| ケント大学                                                                             |                                                    | グローバル推進本部                                                                         |        |
| フランス                                                                               |                                                    |                                                                                            |        |
| エックス・マルセイユ大学                                                               |                                                    | 大学                                                                                       |        |
| パリ建築専門大学                                                                       |                                                    | 大学院工学研究科                                                                           |        |
| ブルゴーニュ大学                                                                       | 国際フランス語学習センター                         | 大学、覚書、（中期・短期）語学研修                                                         |        |
| ニューカレドニア大学                                                                   |                                                    | 大学                                                                                       |        |
| ドイツ                                                                                 |                                                    |                                                                                            |        |
| フンボルト大学                                                                         | 医学部医学微生物・ウィルス・伝染病研究室           | 法人（覚書）、医学部（微生物研究所）                                                       |        |
| カッセル大学                                                                           |                                                    | 大学                                                                                       |        |
| エスリンゲン工科大学                                                                   |                                                    | 大学                                                                                       |        |
| スペイン                                                                               |                                                    |                                                                                            |        |
| サラマンカ大学                                                                         |                                                    | 大学（基本・学術交流協定、覚書、短期語学研修）                                             |        |
| アルカラ大学                                                                           |                                                    | 大学                                                                                       |        |
| ロシア                                                                                 |                                                    |                                                                                            |        |
| モスクワ国立大学                                                                       |                                                    | 法人                                                                                       |        |
| 極東連邦大学                                                                           |                                                    | 法人、大学、学術協定、協定付属文書学術協定、札幌キャンパス                                 |        |
| 株式会社ガスプロム教育センター                                                         |                                                    | 法人                                                                                       |        |
| ブルガリア                                                                             |                                                    |                                                                                            |        |
| ブルガリア教育科学省                                                                   |                                                    | 法人                                                                                       |        |
| ソフィア工科大学                                                                       |                                                    | 法人                                                                                       |        |
| ブルガリア科学アカデミー                                                               | 附属トラキア学研究所                               | 調査委員会                                                                                 |        |
| ハンガリー                                                                             |                                                    |                                                                                            |        |
| ブダペスト工科大学                                                                     |                                                    | 法人                                                                                       |        |
| センメルワイス大学                                                                     | 医学部                                             | 大学、医学部                                                                               |        |
| アイスランド                                                                           |                                                    |                                                                                            |        |
| アイスランド大学                                                                       |                                                    | 法人                                                                                       |        |
| オーストリア                                                                           |                                                    |                                                                                            |        |
| ウィーン大学                                                                           |                                                    | 法人、大学、短期語学研修                                                                   |        |
| カザフスタン                                                                           |                                                    |                                                                                            |        |
| ユーラシア国立大学                                                                     |                                                    | 大学                                                                                       |        |
| ”ボラシャク”奨学金国際プログラムセンター                                               |                                                    | 大学                                                                                       |        |
| イタリア                                                                               |                                                    |                                                                                            |        |
| ヴェネツィア大学                                                                       | アジア・北アフリカ研究学部                         | 大学、国際教育センター                                                                     |        |
| アジア                                                                                 |                                                    |                                                                                            |        |
| 中国                                                                                   |                                                    |                                                                                            |        |
| 中国人民大学                                                                           | 工業経済系                                         | 法人、大学、政治経済学部                                                                   |        |
| 復旦大学                                                                               |                                                    | 大学                                                                                       |        |
| 中山大学                                                                               |                                                    | 大学                                                                                       |        |
| 北京大学                                                                               |                                                    | 大学（覚書・短期語学研修）                                                                 |        |
| 華東師範大学                                                                           |                                                    | 法人                                                                                       |        |
| 国際友好連絡会                                                                         |                                                    | 大学（学術交流協定）                                                                       |        |
| 中国科学院リモートセンシングデジタルアース研究所                                       |                                                    | 情報技術センター                                                                           |        |
| 北京第二外国語大学                                                                     |                                                    | 福岡短期大学                                                                               |        |
| 香港                                                                                   |                                                    |                                                                                            |        |
| パソナグループ人材育成プログラム                                                       |                                                    | 大学                                                                                       |        |
| ベトナム                                                                               |                                                    |                                                                                            |        |
| ベトナム国家大学ホーチミン市校                                                         |                                                    | 大学                                                                                       |        |
| ハノイ工科大学                                                                         |                                                    | 大学                                                                                       |        |
| ダナン大学                                                                             |                                                    | 大学                                                                                       |        |
| 教育訓練省ベトナム国際開発教育                                                         |                                                    | 大学                                                                                       |        |
| 韓国                                                                                   |                                                    |                                                                                            |        |
| 漢陽大学校                                                                             |                                                    | 大学、ソウルオフィス                                                                       |        |
| 馬山大学                                                                               |                                                    | 法人                                                                                       |        |
| 新羅大学                                                                               |                                                    | 法人                                                                                       |        |
| 東義大学                                                                               |                                                    | 法人                                                                                       |        |
| 国民大学校                                                                             | 社会科学部、造形学部デザイン大学院                 | 法人、大学、大学院芸術研究科                                                               |        |
| 建国大学                                                                               | 工学部                                             | 大学、大学院工学研究科                                                                     |        |
| 亞洲大学                                                                               | 病院                                               | 大学、医学部付属病院                                                                       |        |
| 翰林大学                                                                               | 病院                                               | 大学、医学部付属病院                                                                       |        |
| 白石大学校                                                                             |                                                    |                                                                                            |        |
| 清洲大学                                                                               |                                                    | 大学                                                                                       |        |
| 祥明大学                                                                               |                                                    | 札幌キャンパス                                                                             |        |
| 培材大学校                                                                             |                                                    | 福岡短期大学                                                                               |        |
| 光云大学                                                                               |                                                    | 大学、大学（契約書・短期語学研修）                                                         |        |
| 台湾                                                                                   |                                                    |                                                                                            |        |
| 淡江大学                                                                               |                                                    | 大学                                                                                       |        |
| 東海大学                                                                               |                                                    | 法人                                                                                       |        |
| 明道大学                                                                               | 理工学部                                           | 大学、工学部                                                                               |        |
| 台湾国立応用科学研究所宇宙機関                                                         |                                                    | 情報技術センター                                                                           |        |
| タイ                                                                                   |                                                    |                                                                                            |        |
| モンクット王ラカバン工科大学                                                           |                                                    | 大学（全体・単位互換・E-L・日本語教育・3DP・学術交流覚書協定）、九州キャンパス（基礎協定） |        |
| メジョー大学                                                                           |                                                    | 大学、九州キャンパス（基本協定・覚書）                                                     |        |
| コン・ケン大学                                                                         |                                                    | 大学、九州キャンパス（基本協定・覚書）                                                     |        |
| モンクット王トンブリ工科大学                                                           | 工学部                                             | 大学、工学部                                                                               |        |
| 泰日工業大学                                                                           |                                                    | 大学                                                                                       |        |
| タイ教育省高等教育委員会                                                               | Commission on Higher Education                     | 大学                                                                                       |        |
| タイ公衆衛生省                                                                         |                                                    | 大学、健康科学部                                                                           |        |
| サイアム大学                                                                           |                                                    | 大学                                                                                       |        |
| チュラロンコン大学                                                                     | 医学部                                             | 医学部                                                                                     |        |
| フィリピン                                                                             |                                                    |                                                                                            |        |
| フィリピン大学                                                                         |                                                    | 大学、九州キャンパス                                                                       |        |
| セントラル・ルソン国立大学                                                             |                                                    | 大学、九州キャンパス                                                                       |        |
| アクラン州立大学                                                                       | 水産・海洋学部                                     | 大学、海洋学部                                                                             |        |
| マレーシア                                                                             |                                                    |                                                                                            |        |
| マルチメディア大学                                                                     |                                                    | 法人                                                                                       |        |
| マレーシア日本国際工科大学                                                             |                                                    | 大学                                                                                       |        |
| マレーシア工科大学                                                                     |                                                    | 大学、大学(Dual Doctoral Degree Program)                                                   |        |
| ラオス                                                                                 |                                                    |                                                                                            |        |
| ラオス国立大学                                                                         |                                                    | 大学                                                                                       |        |
| インドネシア                                                                           |                                                    |                                                                                            |        |
| バンドン工科大学                                                                       |                                                    | 大学                                                                                       |        |
| メルクブアナ大学                                                                       |                                                    | Letter of Intent                                                                           |        |
| ガジャマダ大学                                                                         |                                                    | 大学                                                                                       |        |
| 国立パジャジャラン大学                                                                 |                                                    | 九州キャンパス                                                                             |        |
| 国立ボゴール農科大学                                                                   |                                                    | 九州キャンパス                                                                             |        |
| インド                                                                                 |                                                    |                                                                                            |        |
| SRM大学                                                                                |                                                    | 大学、政治経済学部                                                                         |        |
| スリランカ                                                                             |                                                    |                                                                                            |        |
| 国立社会発達研究所                                                                     |                                                    | 大学、健康科学部                                                                           |        |
| モンゴル                                                                               |                                                    |                                                                                            |        |
| 新モンゴル高等学校                                                                     |                                                    |                                                                                            |        |
| カンボジア                                                                             |                                                    |                                                                                            |        |
| カンボジア工科大学                                                                     |                                                    | 大学                                                                                       |        |
| 北米                                                                                   |                                                    |                                                                                            |        |
| カナダ                                                                                 |                                                    |                                                                                            |        |
| ブリティッシュコロンビア大学                                                           |                                                    | 法人                                                                                       |        |
| オタワ大学                                                                             | 医学部                                             | 大学、医学部                                                                               |        |
| アメリカ合衆国                                                                         |                                                    |                                                                                            |        |
| ウェイク・フォレスト大学                                                               | 医学部 Bowman Gray Campus                          | 大学、医学部                                                                               |        |
| ハワイ大学                                                                             | ジョン・A・バーンズ医学部・工学部                  | 法人、大学                                                                                 |        |
| ハワイ大学ウエストオアフ校                                                             | 工学部                                             | 海洋学部                                                                                   |        |
| マイアミ大学                                                                           |                                                    | 法人                                                                                       |        |
| シラキュース大学                                                                       |                                                    | 大学                                                                                       |        |
| ノースダコタ大学航空宇宙学部                                                           |                                                    | 大学、工学部                                                                               |        |
| ニューヨーク医科大学                                                                   |                                                    | 大学、医学部                                                                               |        |
| タフツ大学                                                                             | 医学部                                             | 大学、医学部                                                                               |        |
| ケース・ウェスタン・リザーブ大学                                                       | 医学部                                             | 大学、医学部                                                                               |        |
| ハワイ東海インターナショナルカレッジ                                                   |                                                    | 法人、大学、ダブルディグリープログラム                                                     |        |
| ザ・ワシントン・センター・フォー・インターンシップス・アンド・アカデミック・セミナーズ |                                                    | 大学、Letter of Intent                                                                     |        |
| アラスカ大学フェアバンクス校                                                           | 地球物理研究所                                     | 情報技術センター                                                                           |        |
| カリフォルニア大学リバーサイド校                                                       |                                                    | 観光学部、教養学部                                                                         |        |
| クアキニ医療システム                                                                   |                                                    | 医学部付属病院                                                                             |        |
| メキシコ                                                                               |                                                    |                                                                                            |        |
| ミチョアカン大学                                                                       |                                                    | 文学部                                                                                     |        |
| オセアニア                                                                             |                                                    |                                                                                            |        |
| オーストラリア                                                                         |                                                    |                                                                                            |        |
| クイーンズランド大学                                                                   |                                                    | 法人、大学                                                                                 |        |
| オーストラリア・インターンシップ                                                       |                                                    | 大学                                                                                       |        |
| 西オーストラリア大学                                                                   |                                                    | グローバル推進本部                                                                         |        |
| ニューキャッスル大学                                                                   | 健康学部                                           | 大学、医学部                                                                               |        |
| ニュージーランド                                                                       |                                                    |                                                                                            |        |
| ワイカト大学                                                                           |                                                    | 大学                                                                                       |        |
| オークランド大学                                                                       |                                                    | グローバル推進本部                                                                         |        |
| 南米                                                                                   |                                                    |                                                                                            |        |
| ペルー                                                                                 |                                                    |                                                                                            |        |
| サンマルコス大学                                                                       |                                                    | 大学                                                                                       |        |
| ブラジル                                                                               |                                                    |                                                                                            |        |
| マトグロッソ連邦大学                                                                   |                                                    | 大学                                                                                       |        |
| アフリカ                                                                               |                                                    |                                                                                            |        |
| エジプト                                                                               |                                                    |                                                                                            |        |
| エジプト国立リモートセンシング宇宙科学機構                                             |                                                    | 情報技術センター                                                                           |        |
| ケニア                                                                                 |                                                    |                                                                                            |        |
| ナイロビ大学                                                                           | 医学部                                             | 大学、医学部                                                                               |        |
| 西アジア                                                                               |                                                    |                                                                                            |        |
| アラブ首長国連邦                                                                       |                                                    |                                                                                            |        |
| アブダビ石油資源大学                                                                   |                                                    | 大学、協定書                                                                               |        |
| トルコ                                                                                 |                                                    |                                                                                            |        |
| ユヌス・エムレ・インスティトゥート                                                     |                                                    | 大学、協定書                                                                               |        |
| 中東                                                                                   |                                                    |                                                                                            |        |
| サウジアラビア                                                                         |                                                    |                                                                                            |        |
| エファット大学                                                                         |                                                    | 大学、趣意書、協定書、大学（情報理工学部・情報通信学部・工学部）                           |        |
| アル・イマーム・ムハンマド・イブン・サウード・イスラーム大学                           |                                                    | 大学、趣意書、協定書                                                                       |        |
| キング・アブドゥルアズィーズ大学                                                       | プリンスハリドアルファイサルズ穏健主義研究センター | 大学、業務契約書、学術交流協定覚書、平和戦略国際研究所                                     |        |
| 技術・職業訓練法人                                                                     |                                                    | 大学                                                                                       |        |

### 姉妹校
- 国際武道大学

### 系列校

#### 現系列校
学校法人東海大学が設置をしている教育機関は、以下の通りである。

##### 海外教育機関
- ハワイ東海インターナショナルカレッジ

#### 旧系列校
学校法人東海大学が設置をしていた教育機関は、以下の通りである。

##### 大学
- 北海道東海大学（1977年設置、2008年東海大学に統合）
- 九州東海大学（1973年設置、2008年東海大学に統合）

##### 短期大学
- 東海大学短期大学部高輪キャンパス（1963年設置、2008年廃止、湘南から東海大学情報通信学部を改組改編の形で設置）
- 東海大学短期大学部熊本キャンパス（1964年設置、1977年廃止）
- 東海大学工芸短期大学（1972年設置、1977年休止、1980年廃止）
- 東海大学福岡短期大学（1990年設置、2018年廃止）
- 東海大学短期大学部静岡キャンパス（2021年廃止）
- 東海大学医療技術短期大学（2022年廃止）

## 社会との関わり

### 国際協力機構受託事業

#### 国立大学工学部情報化対応人材育成機能強化プロジェクト
国立大学工学部情報化対応人材育成機能強化プロジェクト（2003年04月01日 - 2008年03月31日）
東海大学と明治大学の2校は、ラオス国立大学へ技術指導をし、「ラオス国立大学工学部がIT分野の人材を育成し、政府機関及び工業分野の需要に応える。」ことを目的として、国立大学工学部情報化対応人材育成機能強化プロジェクトを実行した。

#### 円借款による研修員、留学生受け入れ事業
円借款による研修員、留学生受け入れ事業
対象国：マレーシア 高等教育基金借款事業（III）
実施期間：2005年4月から2015年3月
対象国：中国 海南省人材育成事業
実行期限：2013年12月

#### 大学連携ボランティア派遣
大学連携ボランティア覚書締結校：マレーシア（2014）日本語教育

#### 未来への架け橋・中核人材育成プロジェクト
未来への架け橋・中核人材育成プロジェクト（2011年02月14日 - 2019年04月30日）
「アフガニスタン国のインフラ及び農業・農村開発に資することを目的として、これらの分野の関連省庁行政官及び大学教員を本邦大学に研修員として受入れ、研修員は修士課程等において必要な知識と技術を習得する。」ことを目的として、アフガニスタンイスラム共和国高等教育省との間で未来への架け橋・中核人材育成プロジェクトを締結した。

#### アセアン工学系高等教育ネットワーク（AUN/SEED-Net）
アセアン工学系高等教育ネットワーク（AUN/SEED-Net）
日本：支援大学11校（北海道大学、慶応義塾大学、京都大学、九州大学、政策研究大学院大学、芝浦工業大学、東京工業大学、豊橋技術科学大学、東京大学、早稲田大学、東海大学）に連ねる。ASEAN各国拠点大学の教育・研究能力の強化と日本も含む各国大学間のネットワークの強化を通じ、ASEAN地域の社会・経済発展に必要な工学系人材を持続的に輩出することを目的に、2001年より実施されている。

#### 遠隔医療ネットワーク
遠隔医療ネットワーク
タイ王国、パプアニューギニア、カンボジアの3カ国に衛星通信用地球局を設置する

#### Health Planning Development by Health Futures Methodologies
Health Planning Development by Health Futures Methodologies
WHO、ＪＩＣＡ横浜、東海大学 期間：2010-2012

#### 人材育成奨学計画（JDS）
人材育成奨学計画（JDS）
対象：カンボジアの公務員を対象とした留学制度
2016年受け入れ機関：東京農工大学、名古屋大学、神戸大学、広島大学、早稲田大学、国際大学、東海大学

#### 国際医療保健協力センター
国際医療保健協力センター
東海大学と国際保健機関西太平洋事務局（WHO-WPRO）の共催により、21世紀保健指導者養成コースを設立し、さらに国際協力機構（JICA）とも共同し、各国の保健医療政策立案担当者を養成する。「第1回卒業生のパプアニューギニア国Dr. Mannは、2001年から同国保健省事務次官に就任」 する等、各国の指導者層を輩出している。

#### 在日ブラジル人教育者向け遠隔教育コース
在日ブラジル人教育者向け遠隔教育コース
東海大学、JICA，ブラジル銀行、三井物産等と共同事業（2009年7月から2013年12月の4年半の教育プログラム）をする。

#### その他

##### モンクット王工科大学ラカバン校への技術協力
ＪＩＣＡと共同し、「タイにおける工科系大学のトップレベルの大学のひとつ」であるモンクット王工科大学ラカバン校へ協力する。「KMITLの発展は、JICAだけでなく、1965年の留学生受け入れから現在までの東海大学による継続的な支援に代表される日本の大学とのつながり」をもつ。

##### 日系社会次世代育成研修（大学生招へいプログム）
日系社会次世代育成研修（大学生招へいプログム）（2009年）

##### 火口湖ガス災害防止の総合対策と人材育成プロジェクト
火口湖ガス災害防止の総合対策と人材育成プロジェクト
対象国：カメルーン 期間：2011年4月 - 2016年3月

### 国際環境研究会 SEE Project （2007年1月 - 2013年3月）
国際環境研究会SEE Project（シープロジェクト） は、環境問題に関する個人レベルでの国際協力を可能にすることを念頭に、若年層同士の国際環境交流によるパートナーシップの構築を目的として、2007年1月に設立された。
2007年5月からは、東海大学チャレンジセンターのユニークプロジェクトとして活動を行っている。東海大学理学部化学科の学生を中心とし、教養学部人間環境学科、文学部アジア文明学科や同心理・社会学科、工学部応用化学科や同医用生体工学科、政治経済学部経済学科などの学生がこれまで所属した。韓国ソウル市の漢陽大学校において毎年、東海大学日韓こども環境交流プロジェクトを主催し、韓国の中高生や大学生と環境問題をテーマに相互交流している。これまでこのプロジェクトに参加した韓国人生徒は延べ200名を越え、2009年以降は東海大学ソウルオフィスとの共催、在大韓民国日本国大使館公報文化院の後援を受けている。
2008年10月には東京都立つばさ総合高等学校のISO講演に講師として招かれるなど、活動のユニーク性が注目されている。環境問題を環境科学実験を通して見つめることに主眼を置くため、近隣の中学校、高校から環境科学実験教室の依頼も多数ある。また、実験技術や機材の提供を行ったことのある経験を踏まえ、これまでの経験や開発した技術が幅広く利用されることを期待し、2012年より環境教育教材開発プロジェクトを始動。
2012年からは東海大学日韓こども環境交流プロジェクトに英名（Tokai University International Partnership Programs for Environmental Communication）が付記され、プロジェクトの愛称が頭文字をとってTIPEC（ティペック）とされた。2013年3月に活動を終了した。

### ソーラーカープロジェクト
1991年よりソーラーカーの開発に着手した。2006年からは東海大学チャレンジセンターのライトパワープロジェクトとして活動を開始し、同年に開催されたワールド・ソーラー・ラリー・イン・台湾に同名の協定校である東海大学 (台湾)と合同チームを結成して出場した。2008年には南アフリカ共和国で開催されたFIA（国際自動車連盟）公認のサウス・アフリカン・ソーラー・チャレンジで国際大会初優勝を遂げた。

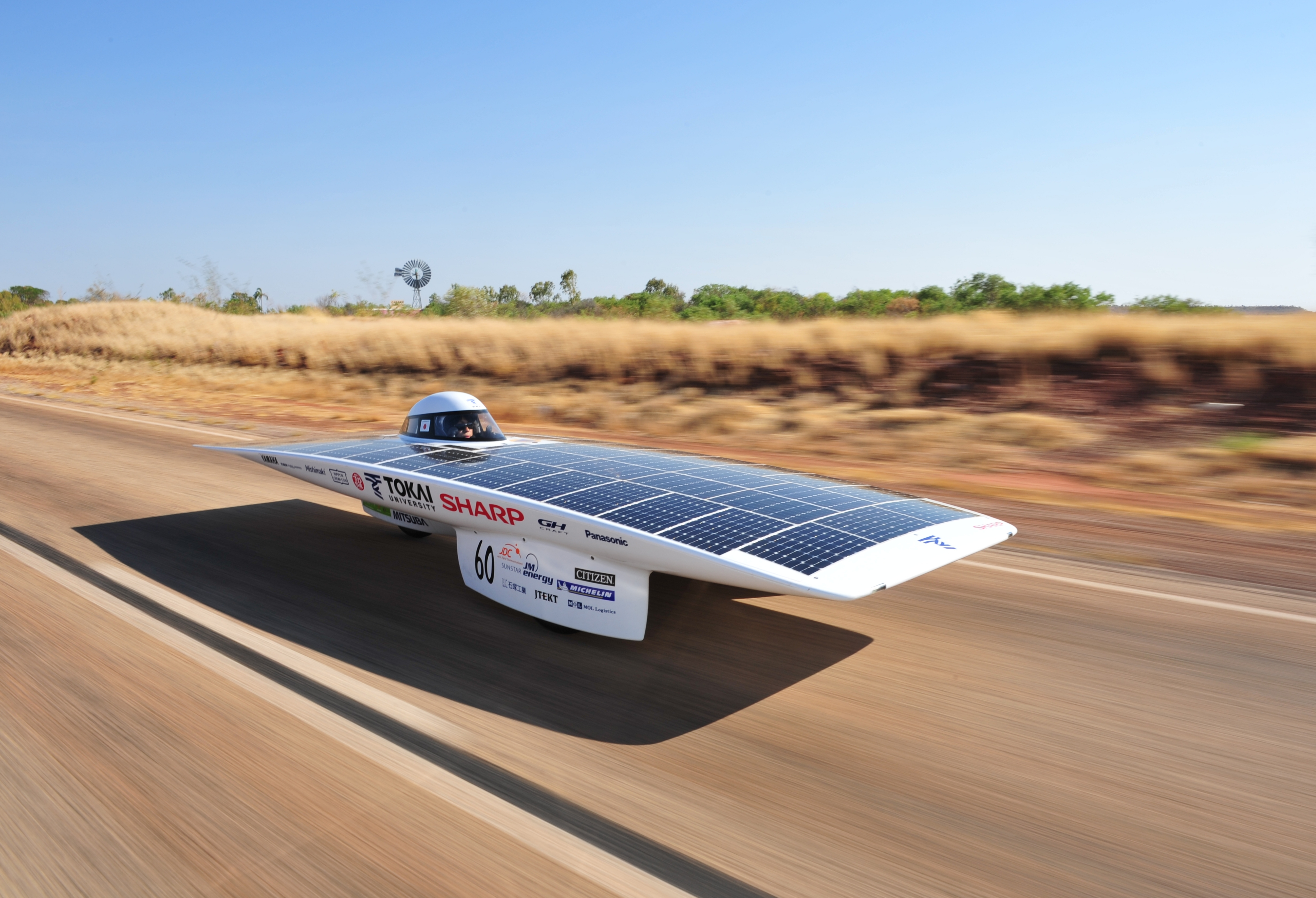
2009年優勝車「Tokai Challenger」

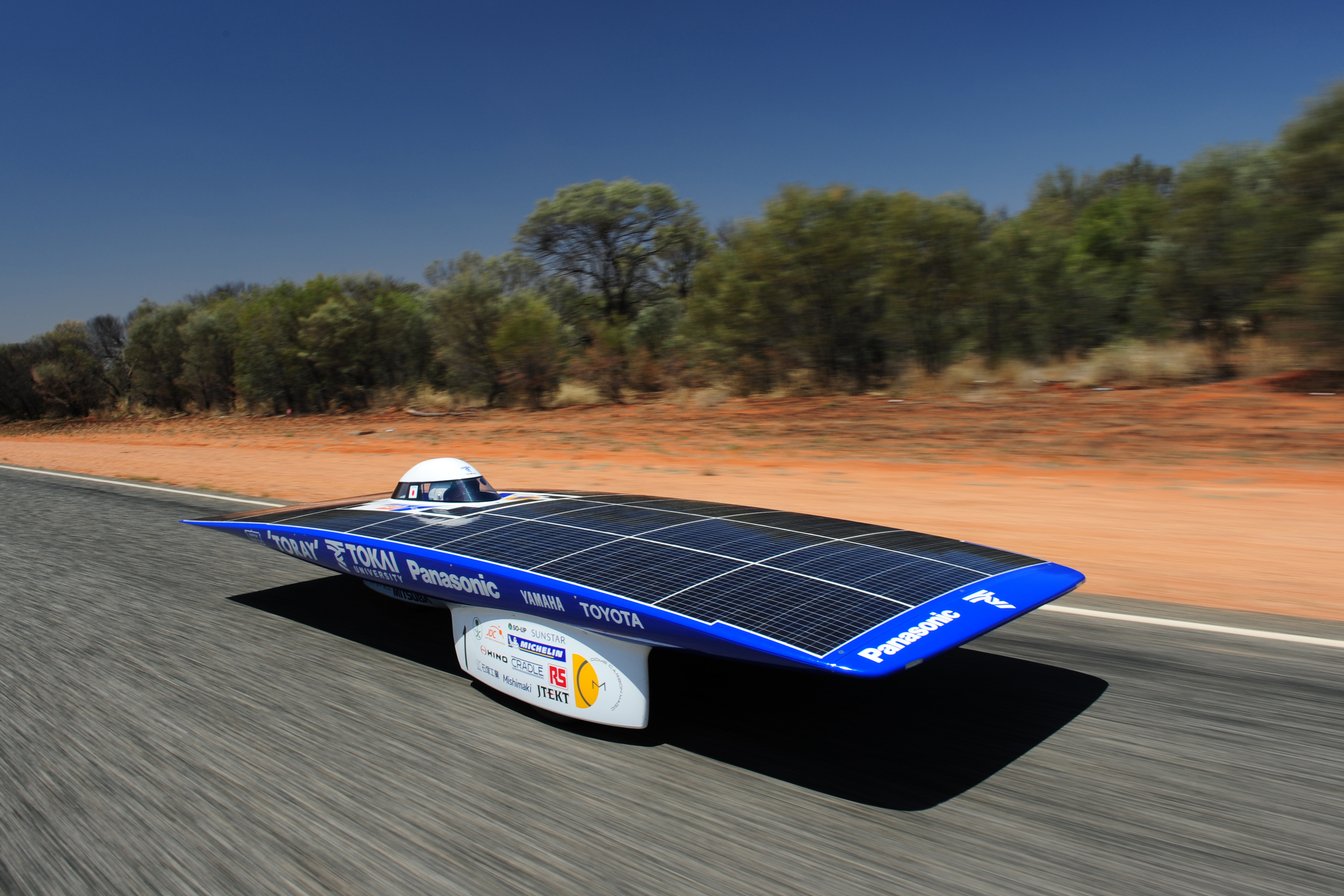
2011年二連覇を達成した優勝車「Tokai Challenger」

2009年には世界最高峰のオーストラリア大陸3,000km縦断ソーラーカーレースであるワールド・ソーラー・チャレンジ2009への出場に向けて、シャープより高性能な太陽電池、パナソニックよりリチウムイオン電池、ミシュランより低転がり抵抗タイヤ、ミツバよりダイレクトドライブモータなどの供給を受け、ソーラーカー「Tokai Challenger」を産学連携で開発した。ダカール・ラリーで日本人初優勝した篠塚建次郎の支援を得て、砂嵐に見舞われるなどの気象条件を克服し、全行程を平均速度100.54km/hで走行して総合優勝した。2位は2001年以降4連覇を達成していたオランダのデルフト工科大学、3位はアメリカのミシガン大学。日本の大学として初めての優勝であり、1996年には本田技研工業のソーラーカー「ドリーム」が優勝した例がある。この模様は2010年1月23日にNHKのワンダー×ワンダー、2月21日にハイビジョンスペシャルで放送されるなど、数多くのメディアが取り上げた。
2010年10月のサウス・アフリカン・ソーラー・チャレンジ2010にTokai Challengerが出場し、総走行距離4061.8kmを45時間5分で走破するとともに、平均速度90.1km/hの記録を樹立して再び優勝した。集英社『ジャンプスクエア』の2010年10月号から2011年7月号にかけて、チームが取材協力したコミック『曇天・プリズム・ソーラーカー』が連載された。
ワールド・ソーラー・チャレンジ2011では再びTokai Challengerが優勝した。2012年、南アフリカのFIA公認サソール・ソーラー・チャレンジ・サウス・アフリカにおいても4632kmの世界最長コースを走破して優勝し、国際レース5連覇を達成した。
2013年4月13日、ジョン・ケリー米国務長官の来日に際し、同チームとソーラーカーが駐日アメリカ合衆国大使館大使公邸に招かれ対話が実現した。4月20日には、タカラトミーのトミカとして「No.26 東海大学ソーラーカー 東海チャレンジャー」が発売された。ワールド・ソーラー・チャレンジ2013には4輪の新型車を開発して臨んだが、序盤の出遅れなどが原因となり準優勝となった。
このチャレンジの模様は、2014年1月19日にテレビ朝日開局55周年記念パナソニックスペシャル「挑戦！オーストラリア縦断3000キロ 世界最高峰ソーラーカーレース 密着ドキュメント」として放送された。2月25日には、アラブ首長国連邦アブダビ首長国のムハンマド・ビン・ザーイド・アール・ナヒヤーン皇太子が来日し、高輪キャンパスでソーラーカーの見学が行われるとともに、国際石油開発帝石がアブダビで支援する石油大学におけるソーラーカー開発支援について調印が行われた。11月にチリ共和国のアタカマ砂漠で開催された「カレラ・ソーラー・アタカマ」大会では総合優勝を飾った。
2015年10月、ワールド・ソーラー・チャレンジのメインクラスであるチャレンジャークラス3位。
2016年3月27日、神奈川県、箱根町、東海大学、芦ノ湖スカイラインが主催したイベント「ソーラーカー芦ノ湖スカイライン走行プロジェクト」で、一般公道を走行した。2016年12月、大正製薬が東海大学ソーラーカーチームを取り上げたタイアップＣＭ を制作し、ＴＶで放送開始した。

### ル・マン24時間レース

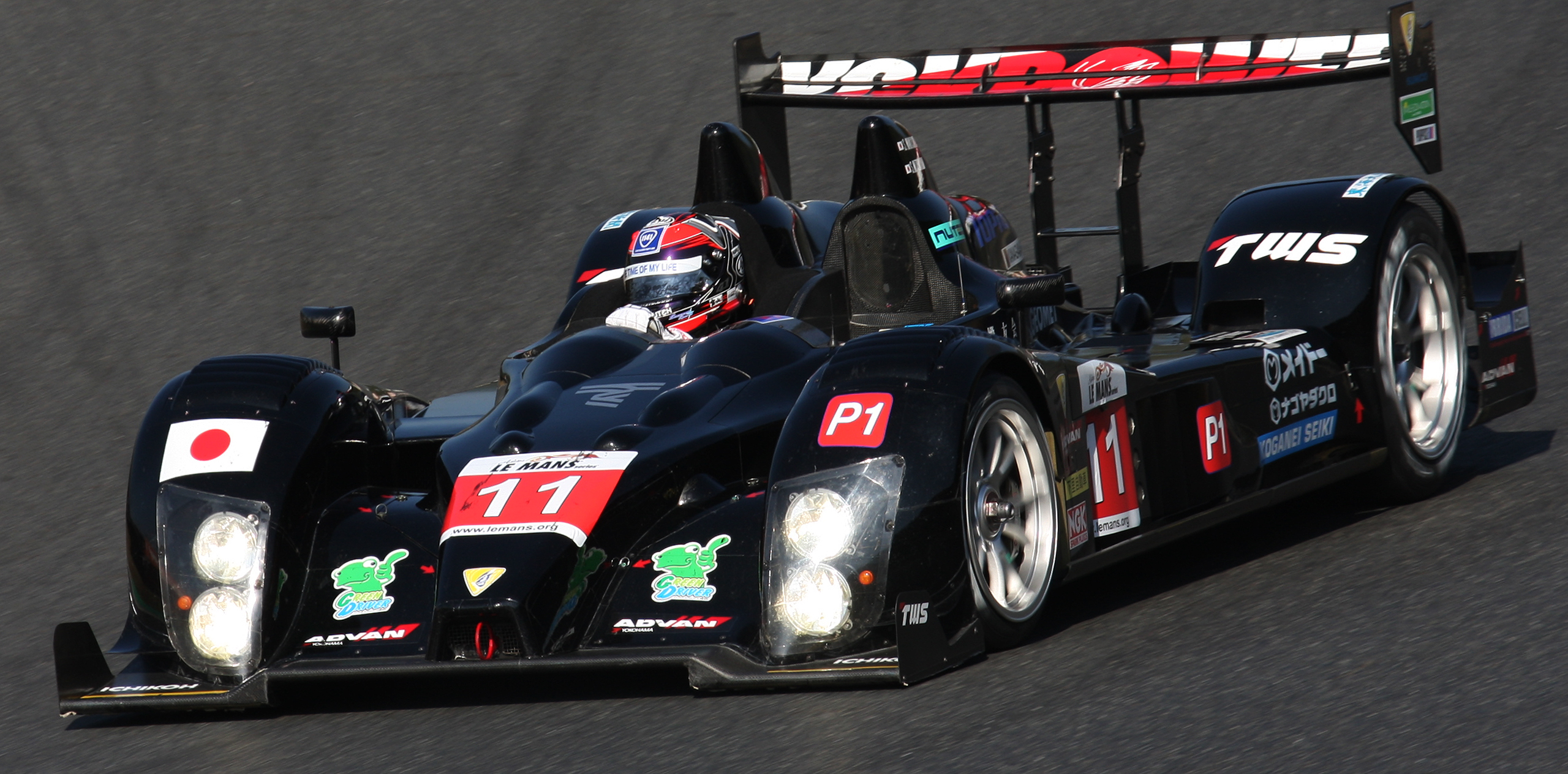
Tokai University Courage-Oreca LC70 2009

東海大学では、2001年 - 2012年にかけてル・マン24時間レースへの参戦を目標としたプロジェクトが実施され、工学部動力機械工学科が中心となって車両の設計を行った。同レースへ大学が参戦した事例は過去に存在しなかったため、世界でも類を見ない試みであった。
2008年には本選に出場したが、ギアトラブルにより5時間残しての棄権となった。2009年はスポンサーが集まらなかったため、岡山国際サーキットで開催されたアジアン・ル・マン・シリーズに出場した。
2010年は、中国・広東省の珠海国際サーキットで開催されたアジアン・ル・マン・シリーズに出場し、総合14位、クラス5位になった。なお、同プロジェクトの主導者であった林義正が2012年3月に退職するのに伴い、2012年1月に富士スピードウェイでテスト走行を行ったのを最後にプロジェクトが終了している。

### 東海大学日食観測プロジェクト
東海大学では、2009年7月にトカラ列島を中心とした皆既日食において、本学の海洋調査研修船「望星丸」にて日食観測プロジェクトを実施。東海大学の付属学校と連携し、インターネットを使った番組を制作し、インターネット配信 行った。2012年5月に九州・四国・関東にて観測された金環日食においても、付属学校や和歌山大学などと連携し、インターネット配信番組を制作。
2016年3月9日 に日本各地を含む東アジア及びオセアニア地域と、アラスカ、カナダの一部までの一帯で日食が観測された。インドネシアの島々では皆既日食、日本では2012年5月21日に発現した金環日食以来、4年ぶりの部分日食として見えた。今回、「第47回海外研修航海」として航行中の「望星丸」からの日食映像をもとに、理科教育番組としてインターネット配信を予定するほか、各キャンパスや付属学校との連携プログラムに取り組む。本学園のネットワークを最大限に生かして実施する日食イベントを通じて、大学としての社会的責任を果たすだけでなく、理科系教育の普及、教育の機会の拡大を図った。
ユニークプロジェクトの日食観測プロジェクトが3月9日に湘南キャンパスにて、パラオ諸島付近で観測した皆既日食の様子を伝える本学主催の特別番組 の上映会を開催した。会場には学生や地域住民らが集まり、番組を視聴。インターネット上でも番組を生放映し、湘南以外のキャンパスでも上映会を実施した。
本学主催のこのイベントは「東海大学日食観測プロジェクト〜宇宙の奇跡2016〜」と題し、本学の海洋調査研修船「望星丸」（国際総トン数＝2174ｔ）を使った「第47回 学校法人東海大学海外研修航海」の研修団が、皆既日食を観測出来るパラオ沖を通過することから、その様子を日本にも伝えることで、多くの方々に天文や自然現象の不思議に触れてもらおうと企画した。放送に向けて、文学部広報メディア学科や工学部電気電子工学科、本プロジェクトと海外研修航海研修団の日食観測担当班の学生達がプロジェクトを結成。湘南キャンパスにあるスタジオを拠点に放送し、曇り空の合間から観測した欠け始めの太陽や皆既日食中に周囲が暗くなった様子を中継した。

### 東海大学ライトパワープロジェクト
2016年11月6日 に、琵琶湖の彦根港から琵琶湖大橋まで最大34kmの湖上で、離陸から着水まで飛行経路総距離 10km以上の人力飛行を目指す、一次電池（乾電池）で固定翼航空機が飛んだ世界最長距離のギネス世界記録を目指す「エボルタチャレンジ2016」に挑戦した。チャレンジは、『東海大学チャレンジセンター ライトパワープロジェクト 人力飛行機チーム TUMPA』によるもので、設計から製作、塗装、フライトまでを手掛けている。午前6時37分に離陸をしたが、6時43分26秒に主翼が変形し失速、飛行距離3,531mで途中着水となってしまい、記録達成にはならなかった。パイロットを務めた学生は、「胸骨の骨折及び右下腿部の打撲」の怪我を負っている。『今回のチャレンジは終了だが、ぜひ何らかの形で再チャレンジしたい』としていて、現地で立ち会ったギネス公式認定員も『諦めずに再チャレンジしてほしい』とコメントした。
- 人力飛行機（低翼機）
  - 使用電池 - 一次電池（乾電池）パナソニック エボルタ 単3形640本
  - 総重量 - 約130kg
  - 飛行時速 - 約35km

### 東海大学ロボカップサッカープロジェクト
2005年に創設、2010年ロボカップジャパンオープンの標準プラットフォームリーグで優勝。

### 電気自動車チームプロジェクト
秋田県大潟村のソーラースポーツラインで開催される、省エネ電気自動車レース「ワールド・エコノ・ムーブ」で2004年から2008年にかけてファラデーマジック2が鉛蓄電池部門で5連覇した。また燃料電池部門では2008年から2011年まで4連覇しており、両部門での連覇記録は未だに破られていない。

### 3.11生活復興支援プロジェクト
2011年3月11日に発生した東日本大震災の被災者の生活復興を目的として立ち上げられたプロジェクト。5月には、岩手県大船渡市三陸町越喜来泊地区に、応急仮設公民館「どんぐりハウス」を建設した。また8月には宮城県石巻市北上町十三浜相川・小指地区にも応急仮設集会所「どんぐりハウス」を建設した。このような取り組みが評価され、「2011年アメリカ建築家協会デザイン大賞特別賞（Special Aspirational Award for Community Building）」を受賞した。

### 航空宇宙分野の研究・プロジェクト

#### 宇宙航空研究開発機構（JAXA）連携大学院
東海大学は 東京大学や東京工業大学等とともに 宇宙航空研究開発機構（JAXA）の連携大学院協定締結先の大学となっている。また、2007年には、陸域観測技術衛星「だいち」（ＡＬＯＳ）データの直接受信、データ利用研究及び地球観測システムの開発のための協力に関する協定書を締結した。

#### 国際航空宇宙展
東海大学 工学部 航空宇宙学科 航空宇宙学専攻における航空分野に関する研究成果、学生主体で行っている航空分野に関するプロジェクト、航空操縦学専攻におけるパイロット養成、教育、訓練、研究の紹介については国際航空宇宙展で発表されている。2008年。2012年。2016年。

#### 東海大学学生ロケットプロジェクト
東海大学学生ロケットプロジェクトは、学生が机上の勉学では学べない宇宙理工学の知識・技術を修得し、将来の宇宙技術者を養成することを目的として、1995年に航空宇宙学科が設立された。2006年度からは東海大学チャレンジセンターのプロジェクトの一つとして活動を行っている。大学宇宙工学コンソーシアム(UNISEC)に加盟している。秋田県能代市及び北海道大樹町での小型ハイブリッドロケット打ち上げ実験や、アラスカ大学との共同打ち上げ実験を実施している。2002年3月には、観測ロケット2号機の打ち上げに成功し89kmの高度に到達した。また、能代宇宙イベントにも毎年参加しており、好成績を残している。

#### 東海大学衛星プロジェクト
東海大学衛星プロジェクトは2009年1月23日にいぶきと相乗りで打ち上げられたかがやきにオーロラ電流観測用の磁気センサを提供したことを契機に発足した。衛星設計コンテスト にも参加している。

#### 大学宇宙工学コンソーシアム
東海大学は、大学宇宙工学コンソーシアムに参加しており、UNITEC-1の開発にも参加した。

#### スーパーカミオカンデ
東海大学はスーパーカミオカンデの国内共同研究機関に東京大学や京都大学等とともに担っている。

### 原子力分野

#### 原子力人材育成プログラム
原子力人材育成プログラムは、原子力工学の技術者を養成するために文部科学省と経済産業省が連携して策定した公募事業である。
2007年
- 原子力研究促進プログラム（第1種放射線取り扱い主任者の資格取得を目的とした放射線測定・放射性物質取り扱いの基礎実験。学生による特別課題の設定・実験。）
- チャレンジ原子力体感プログラム（放射線の基礎知識・技術に関する講義、原子力施設の見学会、炉物理等の基礎理論実験の実施。）

2008年-2009年
- 原子力コア人材育成プログラム（高校大学連携による「萌芽段階」と「進展段階」にある学生教育のための中核的教員人材養成およびリカレントプログラムの作成 ）
- 原子力研究促進プログラム（原子力系技術者育成のための放射線取扱研修プログラム）

2010年-2011年
- 原子力研究促進プログラム（原子力マイスター育成のための実務と教育のブリッジプログラム）

#### 原子力人材育成ネットワーク
2010年
- 東海大学は東京大学、京都大学等とともに原子力人材育成ネットワークの参加機関となっている[160]。

#### 原子力発電分野における高度人財育成プログラム
2008年-2012年
- 原子力発電分野における高度人財育成プログラム（Global Initiative on Asian Specialized Nuclear Personnel Program Tokai University＝略称「ＧＩＡＮＴプログラム」）

東海大学は、経済産業省・文部科学省「アジア人財資金構想」の採択事業として、「原子力発電導入予定国や原子力関連の資源輸出国出身の優秀な理工系学部卒業生」(モンゴル・ベトナム・インドネシア・タイ等）を受け入れ、「同プログラムのコンソーシアムには東芝、三菱重工業、日立ＧＥニュークリア・エナジー、日本原子力発電、東京電力、関西電力、東北電力、伊藤忠商事、三菱商事、住友商事、原子燃料工業、国際研修交流協会、教育と探究社」と共同して教育してきた。

#### ベトナム電力グループ原子力技術者向けの特別上級教育課程（ベトナム原子力プロジェクト人材育成計画）
2012年－現在(2016年)も継続
- 2012年に日本政府からの依頼を受け、「ベトナムで2年後に運用が始まる予定の原子力発電所建設や、人材育成に協力」[162] を開始する。

#### 国家課題対応型研究開発推進事業（廃止措置等基盤研究・人材育成プログラム）
2014年10月-2019年3月
- 参加部局・大学：東京工業大学原子炉工学研究所、東京工業大学大学院理工学研究科機械系専攻、東京医科歯科大学、芝浦工業大学、東京都市大学、東海大学[163]

### 地震・火山現象の解明のための研究
- 東海大学海洋研究所は「災害の軽減に貢献するための地震火山観測研究計画 実施機関」に東京大学地震研究所、東京工業大学火山流体研究センター、京都大学防災研究所、情報通信研究機構、産業技術総合研究所地質調査総合センター、国土地理院、気象庁、海上保安庁等とともに選ばれている[164]。

### 通信・放送分野

#### FM東海
日本においてテレビジョン放送が、大衆に普及し始めた1950年代に文部省（現・文部科学省）は、放送を使用した高等教育構想に関心を示していた。私立大学の中にFM放送を使用した大学ラジオ局や大学テレビ局を開設する動きが、急速に盛り上がることとなったのである。その中でも特に熱心だったのが、東海大学であった。日本の全大学の中でもっとも早い段階から東海大学は準備を開始して、1957年6月には、超短波放送実験局（現・実験試験局）の免許を郵政省（現・総務省）に申請した。
1958年4月に「東海大学超短波放送実験局」として呼出符号JS2AO、周波数86.5Mc（メガサイクル、現在のメガヘルツと同義）、空中線電力1kWの予備免許を取得、12月に免許を取得して放送を開始した。
1959年5月には東海大学付属高校通信教育部（現・東海大学付属望星高等学校）の教育課程の一環として「高校通信教育講座」という番組を設けた。11月に周波数を84.5Mcに変更。1960年4月には、「東海大学超短波放送実用化試験局」（呼出符号JS2H）も放送を開始した。「FM東海」（略称:FMT）は、主に後者を指すが、実用化試験局廃止後は、実験局の通称ともなった。
FM東海は、TOKYO FMの母体となり、高校通信教育講座は1998年にミュージックバードに移行するまでTOKYO FMで放送を続けた。学校法人東海大学は、設立以来株主に名を連ね、マスメディア集中排除原則にいう支配関係にもある。

#### NHK放送技術研究所
- NHK放送技術研究所は、各大学などからの要請により、卒業論文や修士論文作成のための実習生を受け入れている。毎年、東海大学は早稲田大学等とともに実習生を送り出している[166]。

#### 情報通信研究機構
- 情報通信研究機構へ研修員を派遣している[167]。2015年、東海大学熊本キャンパスはCTF for ビギナーズ 2015 熊本の会場となる等、東海大学は情報通信分野に力を入れて取り組んでいる[168]

### 日本経済団体連合会
- 日本経済団体連合会が産学共同事業の拠点として位置付けた高度情報通信人材育成に向けた協力拠点に選抜される。日本経済団体連合会が提唱する“高度情報通信人材育成の加速化に向けて―ナショナルセンター構想の提案―”[169] の実現に向けて数学・情報工学・ソフトウェア工学・ＩＣＴ研究等を含め総合的に協力する。
- 東海大学は、東京大学、京都大学等とともに経団連グローバル人材育成スカラーシップ募集対象校となっている[170]。

### 国際連合大学
- 国連大学グローバル・セミナー（1985年から開催）

共催・パートナー校：青山学院大学、中央大学、国際基督教大学、国際大学、慶應義塾大学、津田塾大学、東京大学、早稲田大学、横浜国立大学、東海大学。

### 笹川中東イスラム基金
- 2011年、イラン国際関係学院(外務省付属機関)の大学院生10名を10日間招へいし、東海大学で「人間の安全保障」などを研修する[173]。

### 経済産業省

#### 産学協同実践的IT教育訓練支援事業
2004年
- 組込みソフトウェア技術教育訓練実証実験

#### 教育訓練プログラム開発・実証事業
2006年
- 組込み技術教育に向けたプログラミング言語実習の開発

### 国土交通省

#### 海上保安庁
- 海氷情報の提供（東海大学情報技術センター（地球観測衛星 TERRA 及び AQUA））[174] をしている。

#### 航空大学校
- 2012年2月27日、東海大学と航空大学校は、技術支援に係る協力協定を締結した。東海大学と航空大学校は、CRM（Crew Resource Management）に関する座学教材の共同作成を行い、作成された教材は、2012年度から授業で使用されている。そして、東海大学と航空大学校によって作成された教材は、桜美林大学、崇城大学、法政大学へと提供され、各大学で授業に使われている[175]。

### 防衛省
- 防衛省（部外委託教育）大学研修

委託校：筑波大学、神戸大学、上智大学、中央大学、東京芸術大学、武蔵野音楽大学、東海大学となっており、幹部教育を受託している。
- 情報収集衛星の共同研究については情報本部を参照。また、東海大学は理工系の研究開発力が高いことから、京都大学や慶應義塾大学等とともに防衛省防衛装備庁技報の配布対象校となっている[178]。安全保障技術研究推進制度採択[179]。
- 幹部自衛官募集となるカレッジリクルータ[180] の対象大学となっており、東海大学は将官を含む高級幹部を多数輩出している[181]。神奈川地方協力本部平塚地域事務所は東海大学湘南キャンパスにおいて自衛隊説明会を開催している[182]。また、清水募集案内所は東海大学海洋学部が実施する企業研究セミナー等に参加している[183]。
- 法学部を対象とした東海大学厚木基地研修[184]、政治経済学部を対象とした講話[184]、海洋学部を対象としたイージス艦「きりしま」研修[185]・海上自衛隊職場見学会（横須賀地方総監部及び海上自衛隊第2術科学校）[186]・海上自衛隊開発隊群見学[187] 等が開催されてきた。このような催しの際、説明する幹部自衛官（東海大学卒業生）が同席することがある（イージス艦「きりしま」研修[188]、海上自衛隊開発隊群見学[189]）。

## 附属学校
学校法人東海大学は、附属学校を「付属」としている。その為、附属を全て付属と表記している。また、設置している教育機関を東海大学の付属学校としている。

### 東海大学静岡キャンパス一貫教育校
- 東海大学付属静岡翔洋高等学校・中等部（静岡県静岡市清水区）
- 東海大学付属静岡翔洋小学校（静岡県静岡市清水区）
- 東海大学付属静岡翔洋幼稚園（静岡県静岡市清水区）

### 中高一貫校
- 東海大学付属浦安高等学校・中等部（千葉県浦安市）
- 東海大学付属相模高等学校・中等部（神奈川県相模原市南区）
- 東海大学付属高輪台高等学校・中等部（東京都港区）
- 東海大学付属大阪仰星高等学校・中等部（大阪府枚方市）

### 高等学校
- 東海大学付属熊本星翔高等学校（熊本県熊本市東区）
- 東海大学付属諏訪高等学校（長野県茅野市）
- 東海大学付属札幌高等学校（北海道札幌市南区）
- 東海大学付属福岡高等学校（福岡県宗像市）
- 東海大学付属市原望洋高等学校（千葉県市原市）
- 東海大学付属望星高等学校（東京都渋谷区）

### 幼稚園
- 東海大学付属本田記念幼稚園（神奈川県伊勢原市）
- 東海大学付属自由ヶ丘幼稚園（福岡県宗像市）
- 東海大学付属かもめ幼稚園（熊本県熊本市中央区）

## 連携校
付属学校に準ずる扱いをしている別学校法人運営の連携・提携学校も存在している。これらは正確には付属ではないが、付属と同じ扱いを受けている。
- 学校法人東海大学甲府学園
  - 東海大学付属甲府高等学校（山梨県甲府市）
- 学校法人東海山形学園
  - 東海大学山形高等学校（山形県山形市）
- 学校法人菅生学園
  - 東海大学菅生高等学校・中等部（東京都あきる野市）
  - 菅生学園初等学校（東京都あきる野市）
  - 多摩学院幼稚園（東京都羽村市）

## その他

### 廃止されたキャンパス

#### 旭川キャンパス
元々は北海道東海大学の旭川キャンパス。跡地は2016年に旭川市に寄贈された。旭川キャンパスの敷地は35000平方メートルであった。
使用学部
- 芸術工学部

使用研究科
- 芸術工学研究科

環境
- 2008年4月に北海道東海大学から組織改編によって、芸術工学研究科と共に開設[191]。
- 学科は、くらしデザイン学科、建築・環境デザイン学科の2学科が存在していた。
- 感性と技術の融合をテーマとし、鋭い洞察力と幅広い生活体験、的確な判断力や応用力、豊かな創造力・表現力を身につけることを目標としていた。
- コレクション室や松前記念図書館などの作品展示もあった。
- スウェーデンやノルウェー、フィンランドなどの北欧諸国のデザイン系大学とも積極的に学術交流協定を結んでいた。
- 2014年3月に廃止。

#### 沼津キャンパス
使用学部
- 開発工学部

使用研究科
- 開発工学研究科

環境
- 1991年4月にキャンパスを開設。
- 学部には、感性デザイン学科、情報通信工学科、物質化学科、生物工学科、医用生体工学科の5学科を設置していた。
- 沼津キャンパス廃止に伴い、学園祭であるフェスタあしたかも終了した。フェスタあしたか（1991-1992年は愛鷹祭）は、沼津キャンパスで毎年行われていた学園祭である。
- 1993年には、「地球環境基金の募金」を東海大学建学祭全学統一企画として実施し、その事務局が置かれていた。
- 毎年、JR東海が主催するさわやかウォーキングの目的地となっており、愛鷹山の中腹にあるにも関わらず、学内関係者だけでなく、一般来場者が訪れていた。沼津キャンパスにある開発工学部が2009年に募集停止に伴い学生数が減少し、祭りの体裁維持が困難になったため、2011年をもって終了した。
- 2014年3月に廃止。

### 転用されたキャンパス

#### 阿蘇キャンパス
使用学部
- 農学部（教養部）

環境
- 1973年開校。2008年3月までは九州東海大学阿蘇キャンパスとして使用。
- 2016年4月の熊本地震により被災。建物の大部分が倒壊。被災後、2023年3月までは熊本キャンパスに一時統合。同年4月に阿蘇くまもと臨空キャンパスに事実上移転。
- 跡地は、敷地の一部を阿蘇実習フィールドに転用。被災した建物等大部分は震災遺構として当時のまま残され、一般公開されている。
- 2017年3月に廃止。

#### 相模キャンパス
使用学部
- 工学部、文学部、海洋学部（教養部）

環境
- 跡地は、東海大学付属相模高等学校に転用。
- 1963年3月に廃止。

#### 福岡キャンパス
使用学部
- 工学部（教養部）

環境
- 跡地は、東海大学付属福岡高等学校に転用。
- 1990年3月に廃止。

### 廃止された研究科

#### 連合大学院
- 理工学研究科
- 地球環境科学研究科
- 生物科学研究科

#### 専門職大学院
- 実務法学研究科（法科大学院）
  - 実務法律学専攻
- 組込み技術研究科
  - 組込み技術専攻

#### 大学院
- 開発工学研究科
  - 情報通信工学専攻
  - 素材工学専攻
  - 生物工学専攻
  - 医用生体工学専攻
- 産業工学研究科
  - 生産工学専攻
  - 情報工学専攻
  - 社会開発工学専攻
- 国際地域学研究科
  - 国際地域学専攻
- 理工学研究科
  - 電子情報工学専攻
  - 環境生物科学専攻
- 芸術学研究科
  - 生活デザイン専攻

### 廃止された学部・学科

#### 学部・学科
- 電子情報学部
  - 情報科学科
  - 情報メディア学科
  - コンピュータ応用工学科
  - 経営システム工学科
  - コミュニケーション工学科
  - 電気電子工学科
  - エレクトロニクス学科
- 情報デザイン工学部
  - 情報システム学科
  - 建築デザイン学科
- 開発工学部
  - 感性デザイン学科
  - 情報通信工学科
  - 物質化学科
  - 生物工学科
  - 医用生体工学科
- 応用情報学部
  - 情報マネジメント学科
  - 情報システム学科
- 総合経営学部
  - マネジメント学科
- 産業工学部
  - 環境保全学科
  - 電子知能システム工学科
- 工学部
  - リモートセンシング学科
  - 電気電子システム工学科
  - 機械システム工学科
  - 建築学科
  - 都市工学科
- 芸術工学部
  - くらしデザイン学科
  - 建築・環境デザイン学科
- 生物理工学部
  - 生物工学科
  - 海洋生物科学科
  - 生体機能科学科
- 工学部
  - 海洋環境学科
  - 生物工学科
  - 情報システム学科

### 廃止された教養部
教養部で2年間を過ごし、その後、湘南キャンパス（または清水キャンパス）へ移行する形式であった。2年間地元で生活する事で、教育費の負担(下宿代等)を低減させるメリットがあった。

#### 札幌教養部（工学部・海洋学部）
- 高度経済成長期となり、北海道各地で技術者養成の需要の増加から理工科系大学の誘致が盛んになり開設された。
- まず1967年4月に設置されたのが工学部の教養課程で、電気工学科、建築学科、土木工学科、通信工学科、電子工学科、動力機械工学科、生産機械工学科の7学科[192] であった。
- 1968年4月、海洋学部の教養課程が併設され、海洋工学科、海洋土木工学科、水産学科の3学科であった[193]。ただし海洋学部の教養課程は新たに設けられた沼津キャンパスに移設することとなり、1974年3月に廃止された。
- 1988年に北海道東海大学の国際文化学部・工学部に転換した。

#### 沼津教養部（海洋学部）
- 海洋学部の教養課程は、1973年4月に湘南キャンパス（1年次）・清水キャンパス（2年次）および札幌キャンパス（1・2年次）から沼津キャンパスに移設された。1988年3月、清水キャンパスに一元化され廃止。跡地は1991年4月より開発工学部となった。

#### 福岡教養部（工学部）
- 高度経済成長期となり、技術者需要が増加していた事と、「わが国の大学は、文科系の学生は多いが、それに比して、理工系の学生は少ないという問題を抱えていたので、文系は、少数精鋭主義で行き、理工系の学生を多く養成したい。」との松前学長の考えに基づくものであった[194]。1990年に福岡教養部は廃止されるまで24年間にわたり多数の優秀な技術者を育成してきた。1966年開設した学科は、電気工学科、建築学科、土木工学科、動力機械工学科、生産機械工学科である。1969年開設した学科は、通信工学科、電子工学科、制御工学科である。

## テレビ番組
- 日経スペシャル ガイアの夜明け 高きを目指せ ニッポンの学生たち～世界最高峰の自動車レースに挑む～（2008年6月24日、テレビ東京）[195]。- 「ル・マン」への挑戦を取材。